# 20. April
Der 20. April ist der 110. Tag des gregorianischen Kalenders (der 111. in Schaltjahren), somit bleiben noch 255 Tage bis zum Jahresende.

## Ereignisse

### Politik und Weltgeschehen
- 1105: Kreuzfahrer des Fürstentums Antiochia setzen sich in der Schlacht von Artah bei ihrem Rückeroberungsversuch von verlorengegangenem Territorium gegen eine muslimische Streitmacht durch.
- 1499: Die Eidgenossen unter Heinrich Wohlleb bleiben im Schwabenkrieg in der Schlacht bei Frastanz Sieger über kaiserlich-habsburgische und Einheiten des Schwäbischen Bundes.

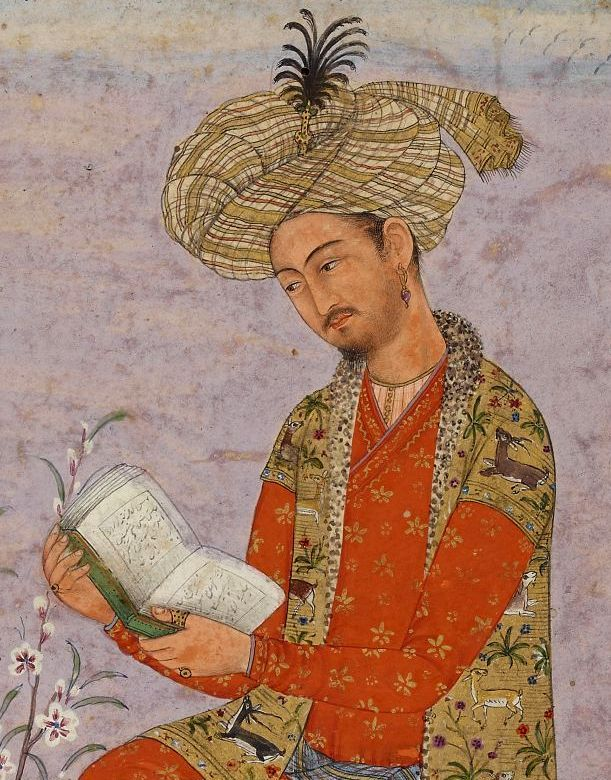
1526: Babur

- 1526: In der Ersten Schlacht bei Panipat besiegt Babur, ein Nachkomme Dschingis Khans und Timurs, den Sultan von Delhi, Ibrahim Lodi. Mit dessen Tod in der Schlacht endet die Lodi-Dynastie, und Babur begründet das nordindische Mogulreich.

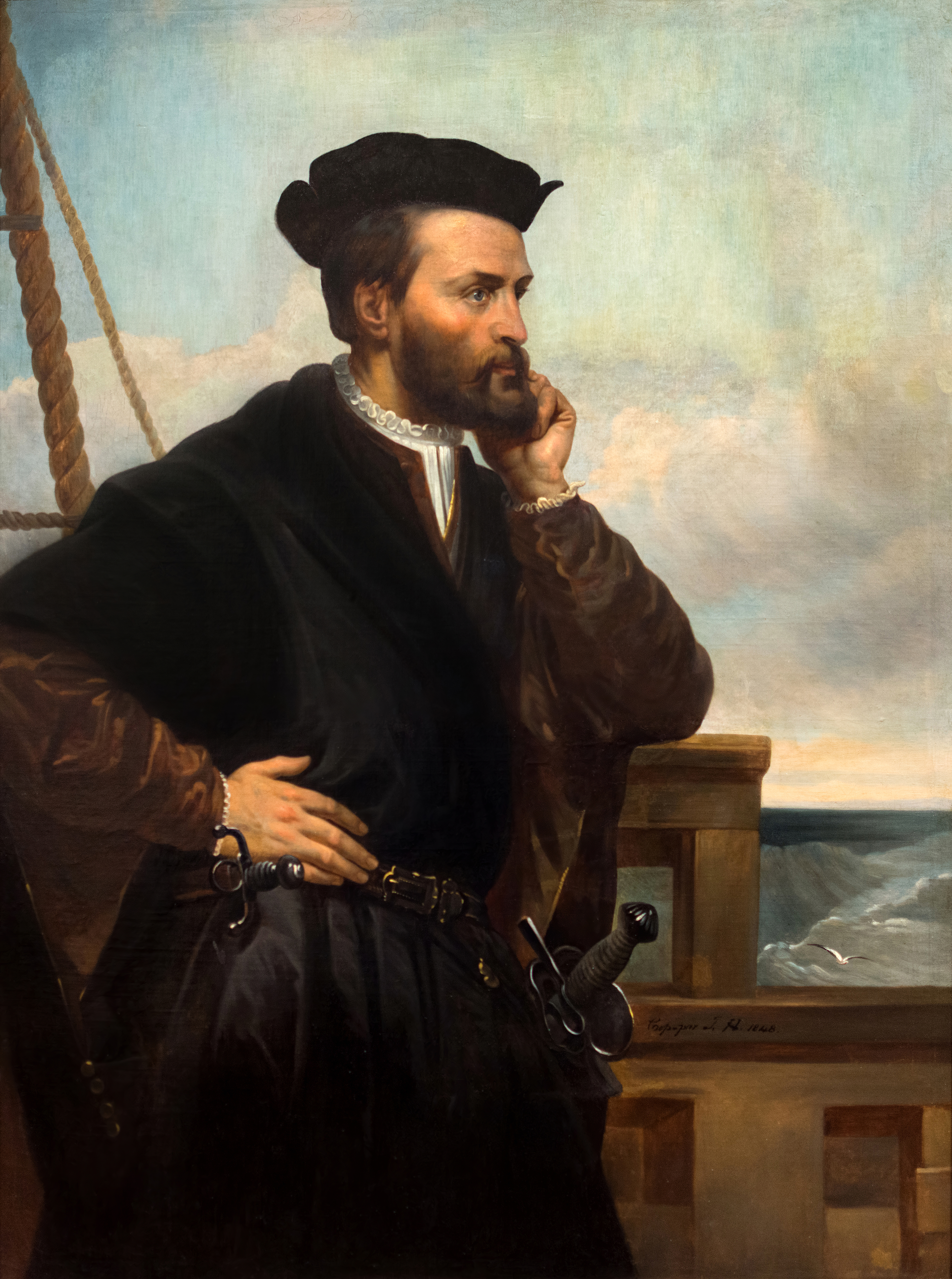
1534: Jacques Cartier

- 1534: Der französische Seefahrer Jacques Cartier startet zu einer Entdeckungsreise mit dem Auftrag, bei Neufundland Fischgründe zu suchen. Er findet auf dieser Reise indessen Gebiete, die später Neufrankreich werden.
- 1633: In der Nacht vom 19. auf den 20. April erstürmten schwedische Truppen unter General Lennart Torstensson auf Befehl Herzogs Bernhard von Sachsen-Weimar im Dreißigjährigen Krieg Landsberg am Lech und richten ein Massaker unter allen Einwohnern an.
- 1653: In England vertreibt Oliver Cromwell mit 30 Bewaffneten die rund 100 Abgeordneten des Rumpfparlaments, die sich in den Tagen zuvor geweigert haben, die Selbstauflösung des Parlaments zu beschließen.
- 1657: Der englische Admiral Robert Blake besiegt im Englisch-Spanischen Krieg in der Seeschlacht von Santa Cruz eine spanische Kriegsflotte vernichtend, womit die spanischen Schatzschiffe aus der Neuen Welt den englischen Freibeutern ausgeliefert sind.
- 1792: Die französische Nationalversammlung erklärt den Monarchien Österreich, Preußen und Piemont-Sardinien den Krieg.
- 1809: In der Schlacht bei Abensberg im Fünften Koalitionskrieg besiegen Napoleon Bonaparte und Jean Lannes und die verbündeten Kräfte von Württemberg und Bayern in der Nähe von Abensberg die österreichischen Truppen unter Erzherzog Karl von Österreich-Teschen und Feldmarschall Johann von Hiller.

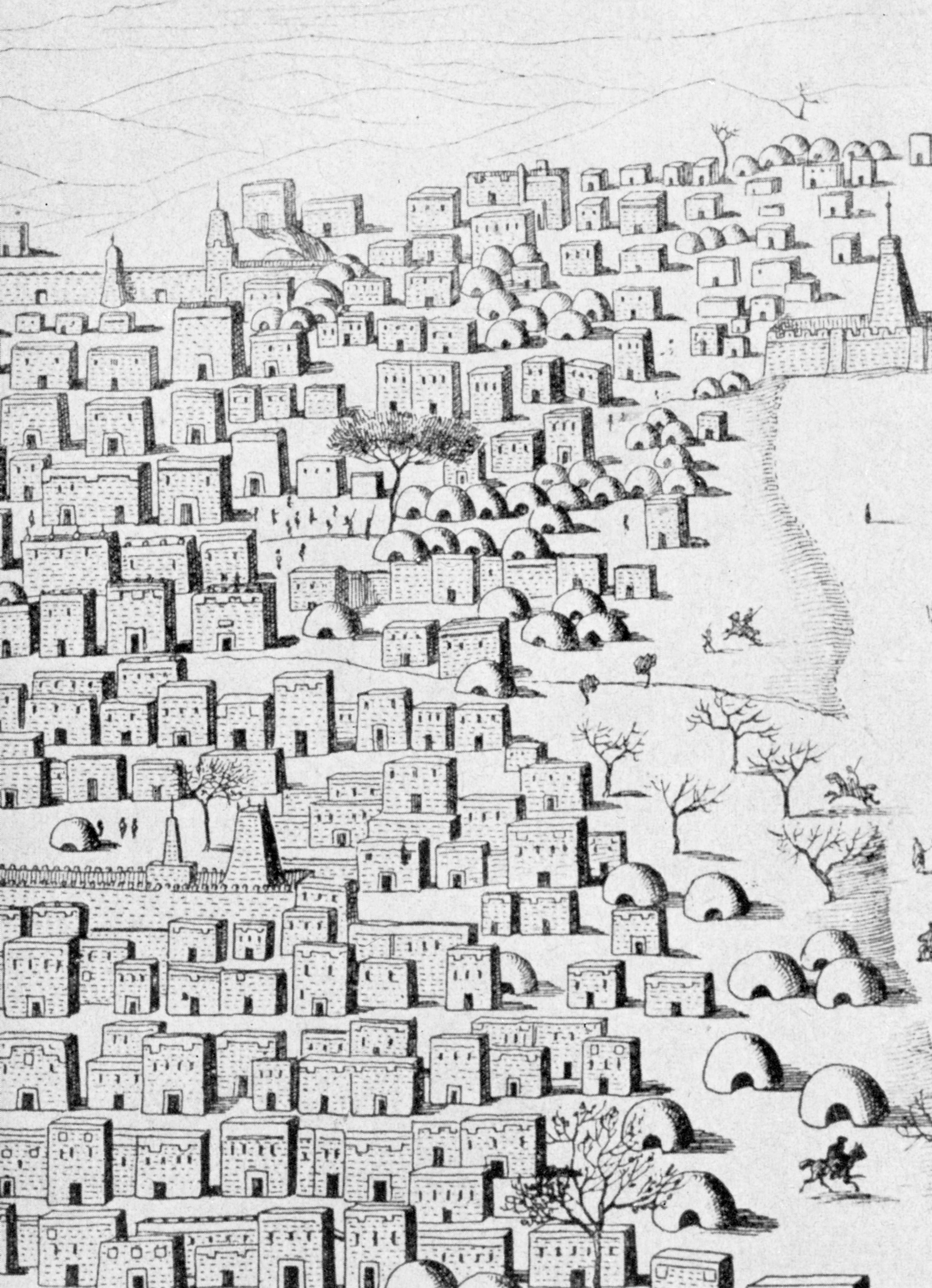
1828: Skizze von Timbuktu von René Caillié

- 1828: Der Franzose René Caillié erreicht als Araber verkleidet als zweiter Europäer nach Alexander Gordon Laing das in Europa geheimnisumwitterte Timbuktu am Niger. Die Stadt entpuppt sich als klein, unbedeutend und arm. Seine für Europa enttäuschenden Berichte führen bis heute dazu, dass seine Anwesenheit in Timbuktu angezweifelt wird.

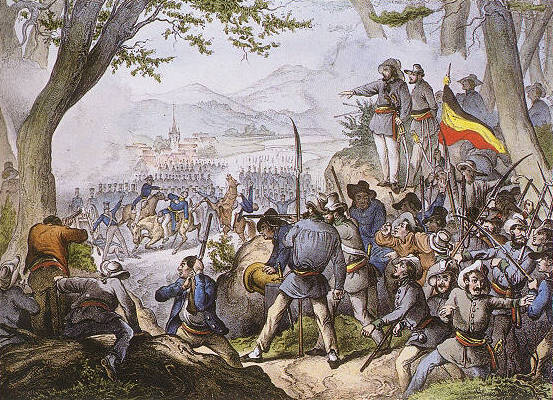
1848: Schlacht bei Kandern

- 1848: Der radikaldemokratische Heckeraufstand wird von badischen Truppen unter Friedrich von Gagern gestellt und im Gefecht auf der Scheideck im Schwarzwald aufgerieben. Friedrich Hecker flieht ins Exil in die Schweiz. Der erste größere Aufstand der Badischen Revolution während der Deutschen Revolution ist damit gescheitert.
- 1854: Preußen und Österreich schließen eine Defensivallianz für die Dauer des Krimkrieges.
- 1859: Im Vertrag von Lissabon bestimmen Portugal und die Niederlande ihre Kolonialgrenzen auf der Insel Timor.
- 1887: Der französische Zollbeamte Wilhelm Schnäbele wird von deutschen Beamten inhaftiert, dies führt zu einem diplomatischen Zwischenfall zwischen Deutschland und Frankreich, der Schnäbele-Affäre.
- 1914: Ein Bergarbeiterstreik in Colorado, USA eskaliert zum Ludlow-Massaker, bei dem die Nationalgarde 22 Streikende, Familienangehörige und Unbeteiligte tötet. Auch drei Nationalgardisten kommen ums Leben.
- 1917: In der Prawda werden die Aprilthesen des am 16. April nach Russland zurückgekehrten Lenin veröffentlicht. Darin kritisiert er unter anderem die Provisorische Regierung nach der Februarrevolution und fordert die Errichtung einer Republik auf Basis der Sowjets sowie den bedingungslosen Friedensschluss mit dem Deutschen Reich.
- 1919: Auf dem Vormarsch zur Niederschlagung der Münchner Räterepublik besetzen preußische und württembergische Truppen sowie Freikorps die Stadt Augsburg.

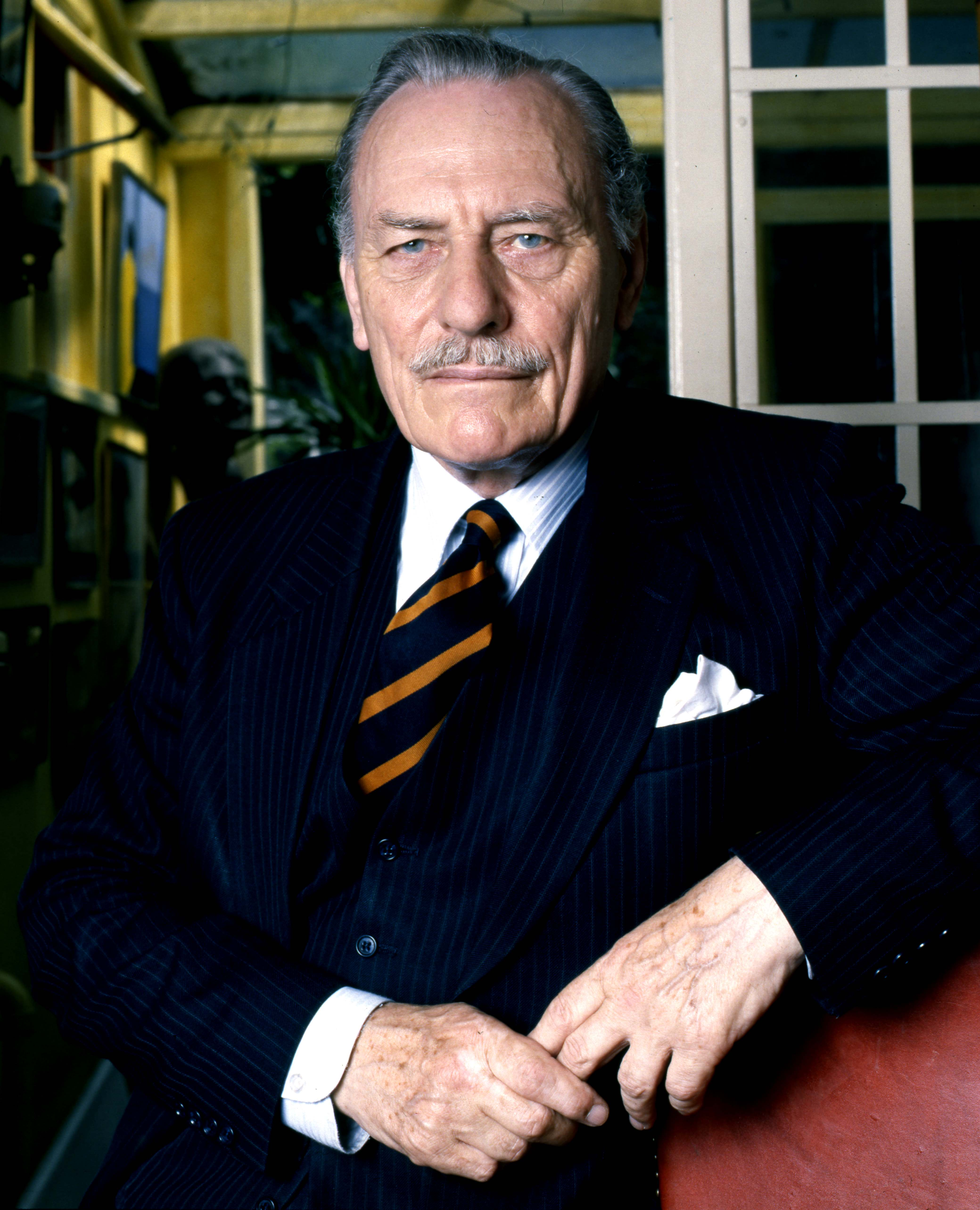
1968: Enoch Powell

- 1968: Der britische Politiker Enoch Powell hält in Birmingham seine umstrittene „Ströme von Blut“-Rede über die Folgen ungebremster Zuwanderung aus dem Commonwealth of Nations nach Großbritannien aus seiner Sicht.

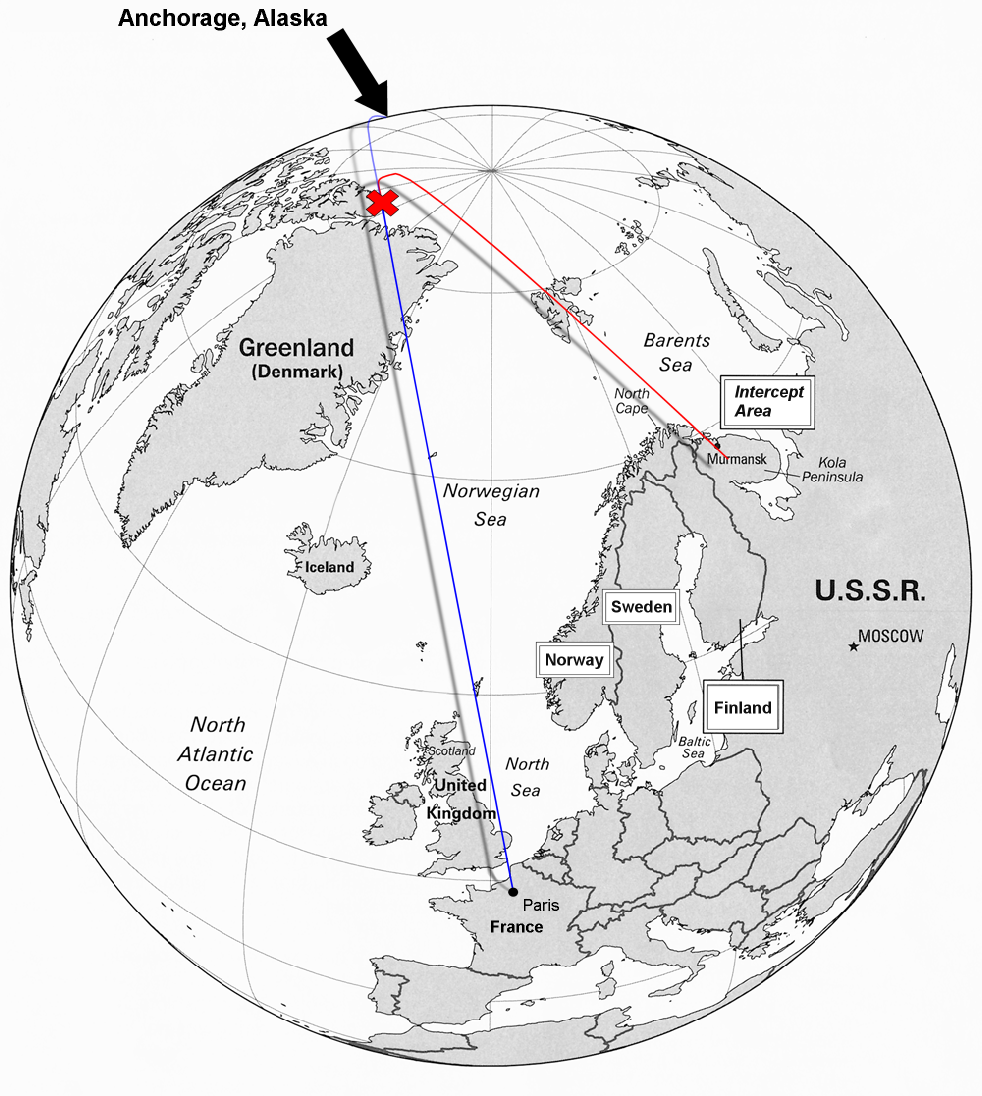
1978: Flugplan und tatsächlich geflogene Route von Flug 902

- 1978: Nahe Murmansk wird Flug 902 der Korean Air, der sich in den sowjetischen Luftraum verirrt hat, von sowjetischen Abfangjägern beschossen. Zwei Menschen sterben, die anderen Insassen der Boeing 707 werden nach der erzwungenen Notlandung des Flugzeugs gerettet.
- 1990: Vier Monate nach der „Samtenen Revolution“ wird die Tschechoslowakei offiziell in Tschechische und Slowakische Föderative Republik umbenannt.
- 1998: In einem achtseitigen Schreiben an die Nachrichtenagentur Reuters erklärt die Rote Armee Fraktion (RAF) nach 28 Jahren als „Stadtguerrilla“ ihre Selbstauflösung.

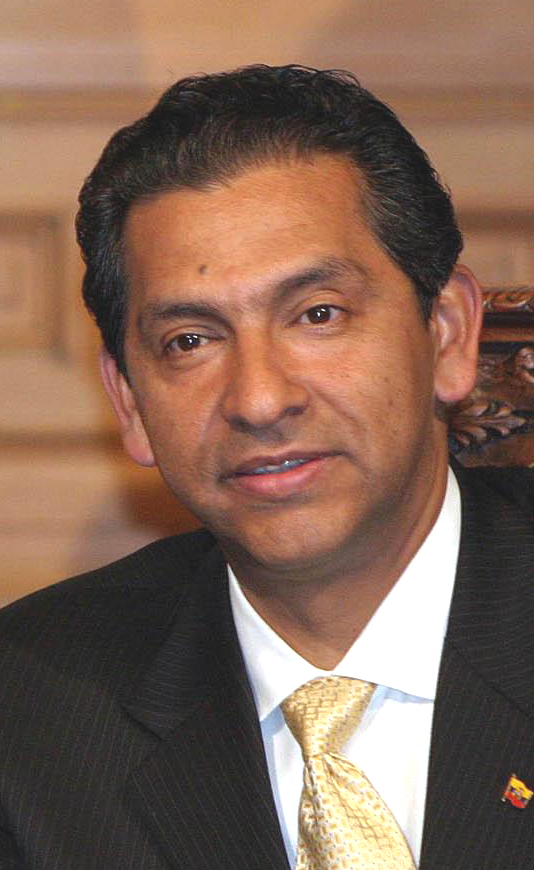
2005: Lucio Gutiérrez

- 2005: Nach Zusammenstößen zwischen Demonstrierenden und nationalen Sicherheitskräften in Ecuador wird Staatspräsident Lucio Gutiérrez (Partido Sociedad Patriótica) vom Parlament abgesetzt. Der bisherige Vizepräsident Alfredo Palacio wird sein Nachfolger.
- 2017: Bei einem Anschlag in Paris wird ein Polizist getötet. Drei weitere Menschen werden verletzt.
- 2018: Die kubanische Nationalversammlung wählt in Havanna den von der Kommunistischen Partei Kubas als Kandidat nominierten Miguel Díaz-Canel zum Nachfolger des bisherigen Staatspräsidenten Raúl Castro.

### Wirtschaft
- 1664: Die Schlüsseltonne wird von den Elterleuten der Kaufmannschaft, die mit dem Bremer Tonnen- und Bakenwesen beauftragt sind, als Ersatz für eine bereits 1642 erwähnte Tonne als äußerstes Seezeichen der Fahrwassermarkierung der Weser nördlich von Wangerooge auf 11 Faden Tiefe ausgelegt. Sie dient der Ansteuerung der Weser.
- 1923: Der Nationalsozialist Julius Streicher gründet in Nürnberg seine antisemitische Hetzschrift Der Stürmer, die bis zur Machtergreifung 1933 allerdings nur eine sehr geringe Auflage hat.
- 1964: Im italienischen Alba läuft das aus markenrechtlichen Gründen von Supercrema gianduia umbenannte erste Glas Nutella vom Band.
- 1964: Im Vereinigten Königreich nimmt das zweite Fernsehprogramm BBC Two seinen Sendebetrieb in der europäischen 625-Zeilen-Norm für den Bildschirm auf. Das ältere Programm basiert noch auf der Fernsehnorm von 405 Zeilen.

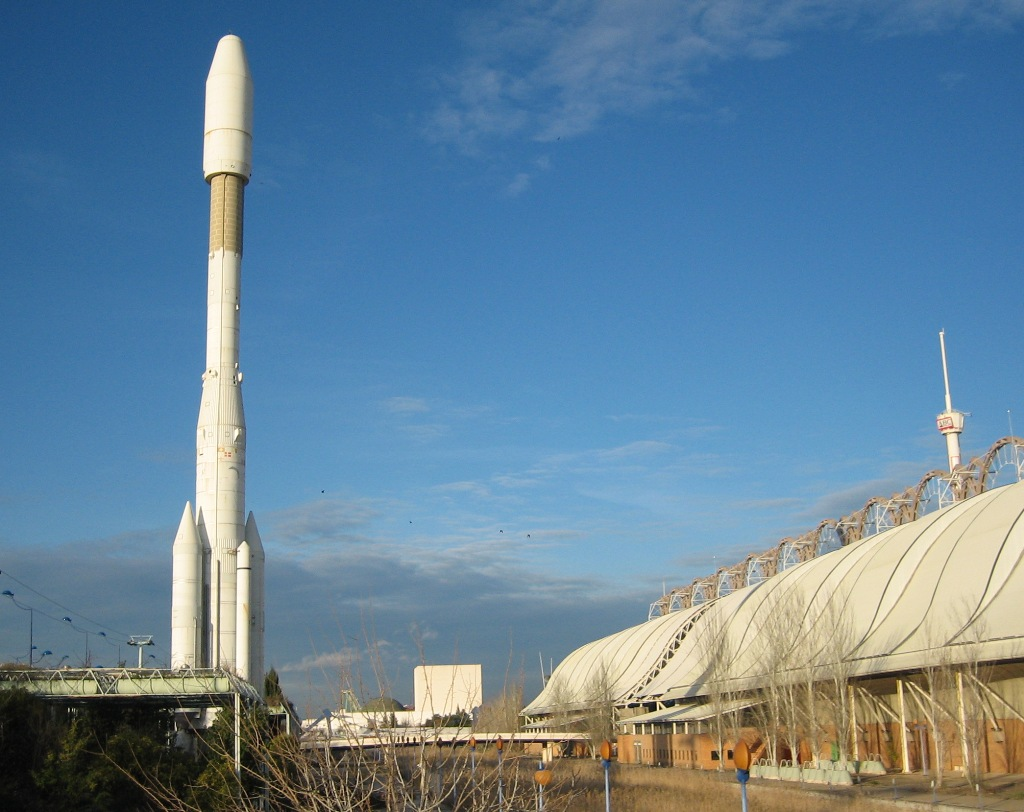
1992: Expo in Sevilla

- 1992: Die Weltausstellung in Sevilla, Spanien, wird feierlich eröffnet. Symbolisches Zentrum der Expo ‘92 ist das Kartäuserkloster Santa María de las Cuevas – La Cartuja.
- 1997: Im taiwanischen Hafen Kaohsiung trifft nach einer rund 48-jährigen Pause im Handel über die Formosastraße hinweg ein Containerschiff aus dem in der Volksrepublik China gelegenen Xiamen ein.

### Wissenschaft und Technik

1303: La Sapienza

- 1303: In Rom gründet eine Bulle des Papstes Bonifatius VIII. die Universität La Sapienza mit dem Ziel der Priesterausbildung.
- 1882: In Wiesbaden wird der Congress für innere Medicin gegründet, aus dem sich die Deutsche Gesellschaft für Innere Medizin entwickelt.
- 1900: Teilnehmer einer von Otto Sverdrup geleiteten Expedition, darunter Gunnerius Ingvald Isachsen, betreten erstmals eine am 16. April gesichtete Insel im Polarmeer. Sie wird nach dem Brauereibesitzer und Finanzier dieser norwegischen Expedition Amund Ringnes Island benannt.

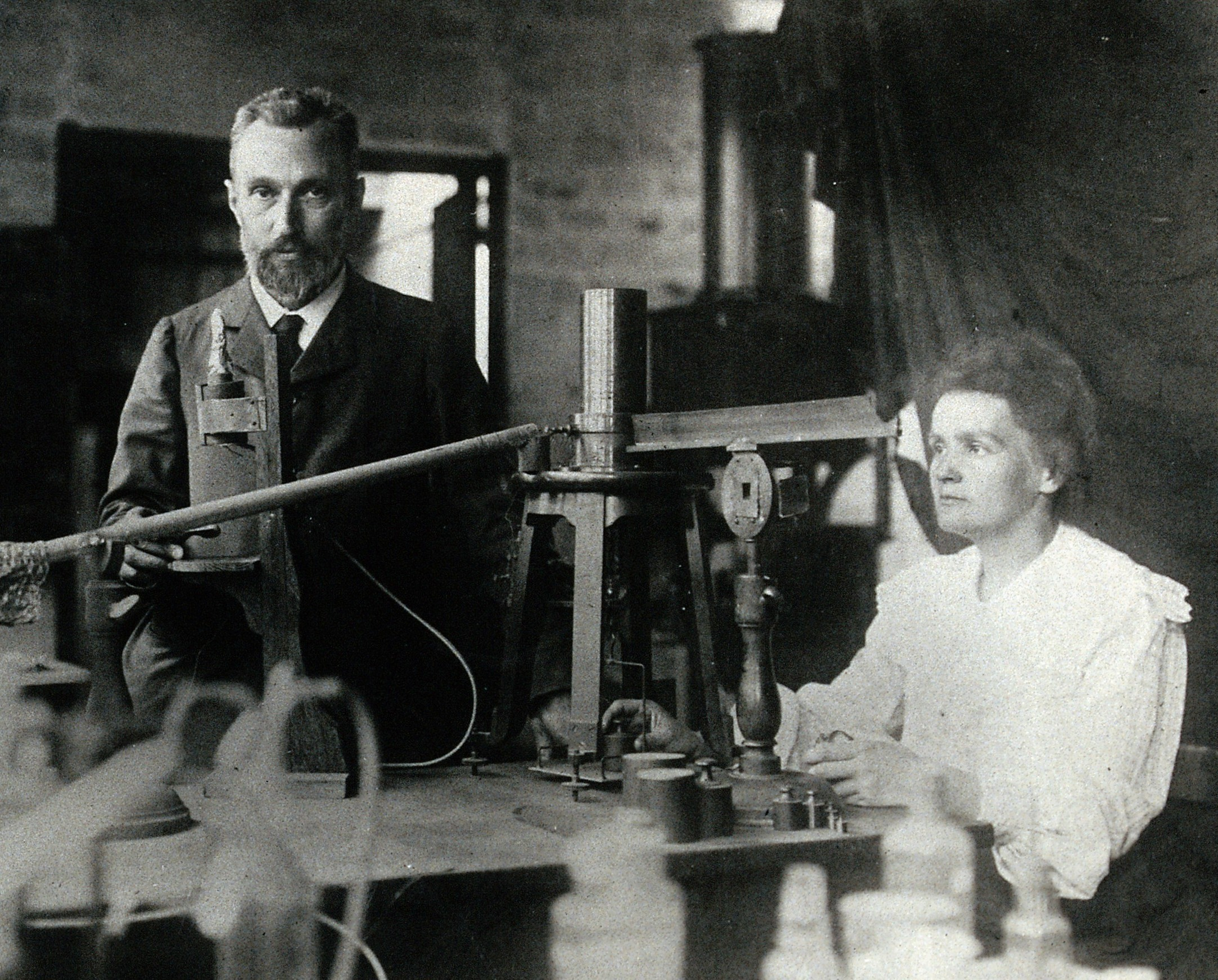
1902: Pierre und Marie Curie im Laboratorium

- 1902: Marie und Pierre Curie gelingt die Isolierung des chemischen Elements Radium.

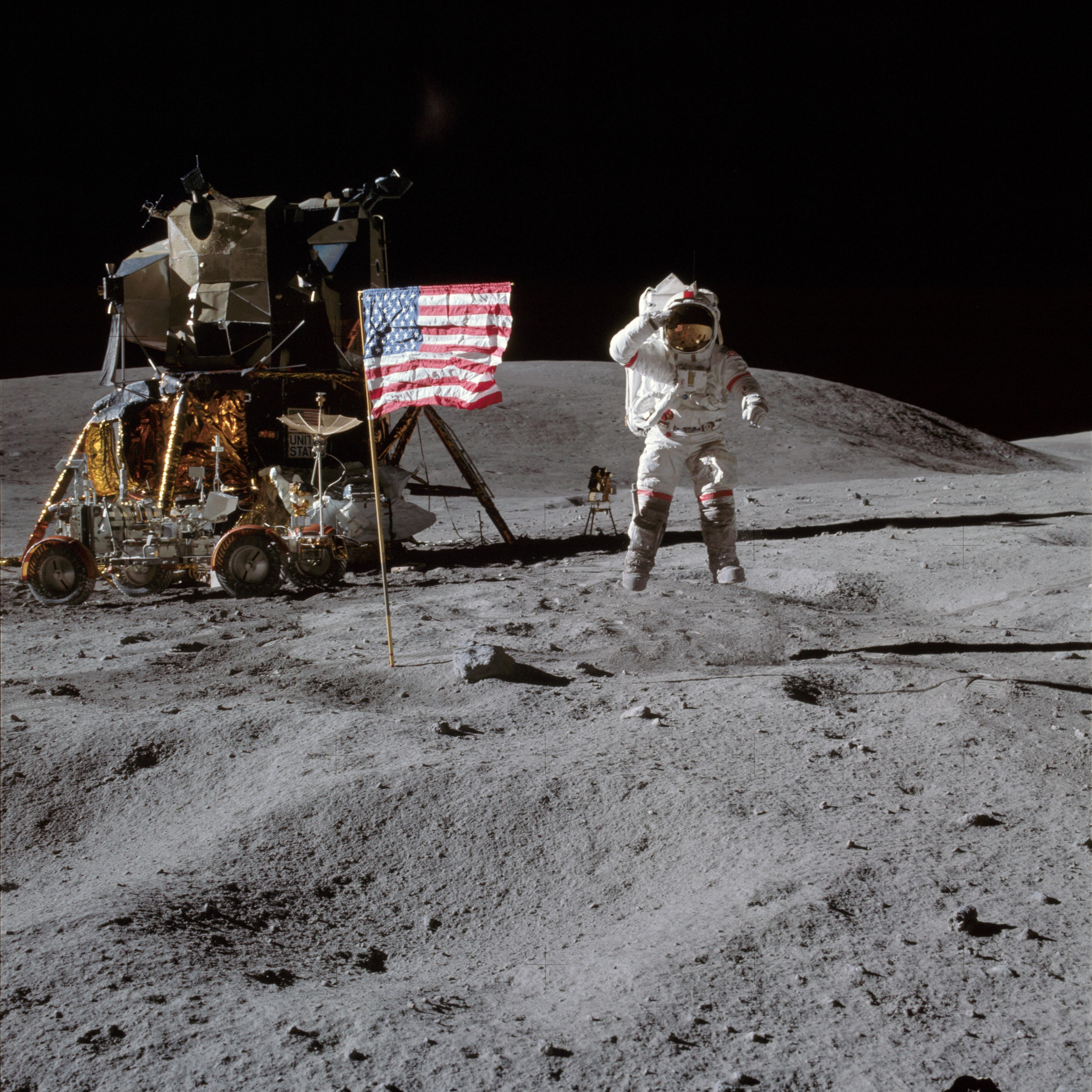
1972: Apollo 16 auf dem Mond

- 1972: Vier Tage nach dem Start der Apollo 16 landet die Mondlandefähre mit Kommandant John Watts Young und Pilot Charles Moss Duke auf dem Mond.

### Kultur
- 1831: Am Teatro della Canobbiana in Mailand wird Gaetano Donizettis Opera buffa Viva la Mamma! uraufgeführt.
- 1844: Der gestiefelte Kater, ein „Kindermärchen in drei Akten mit Zwischenspielen, einem Prologe und Epiloge“ von Ludwig Tieck, wird in Berlin uraufgeführt.

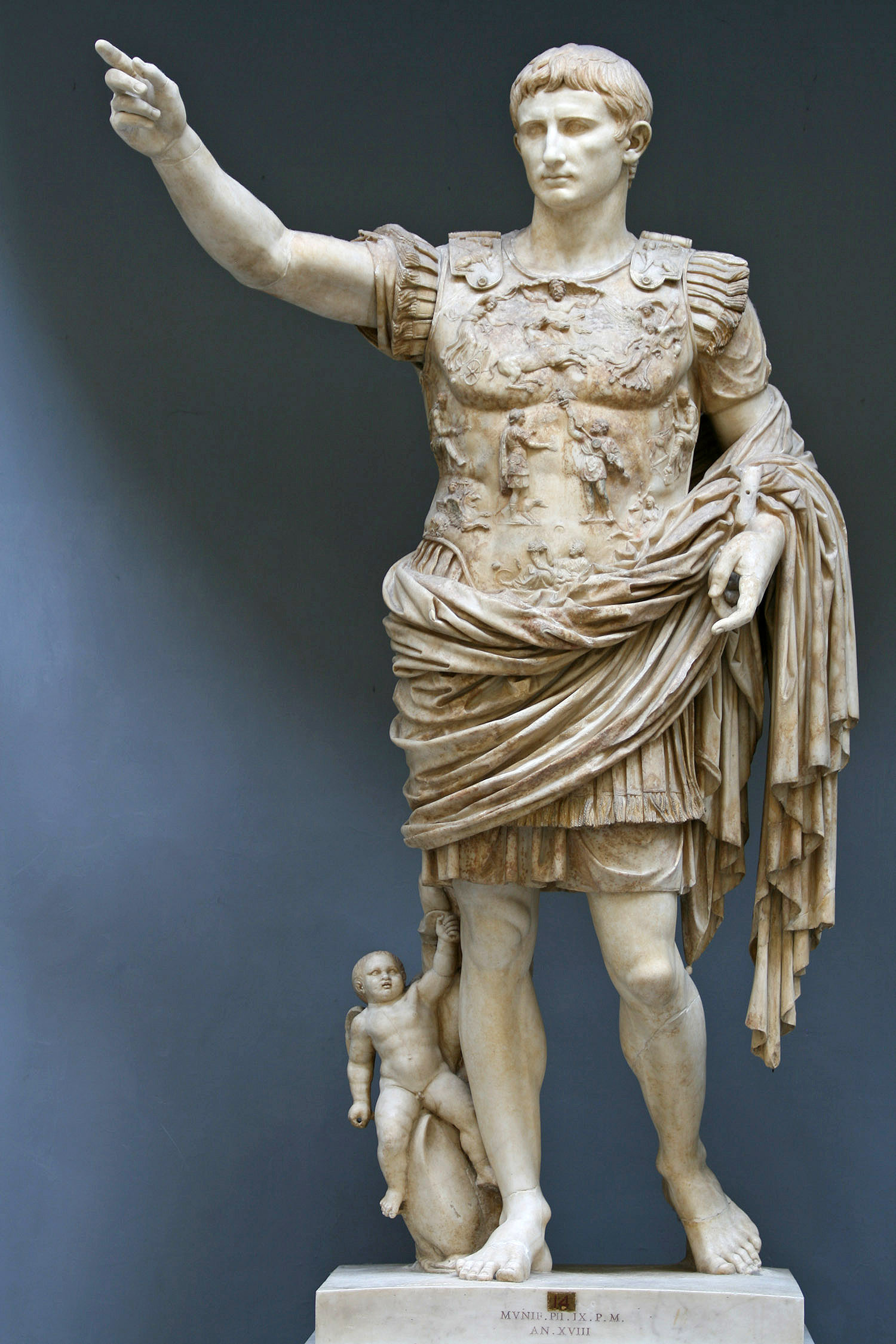
1863: Augustusstatue von Prima Porta

- 1863: Im römischen Stadtteil Prima Porta wird in der Villa di Livia die überlebensgroße Statue des Kaisers Augustus gefunden.
- 1905: Richard Strauss vollendet die Komposition der Literaturoper Salome zu einem Libretto nach Oscar Wildes Theaterstück. Die Uraufführung erfolgt am 9. Dezember.
- 1936: Der Bund Österreichischer Filmindustrieller sichert in einer Filmkonvention den deutschen Nationalsozialisten den Ausschluss jüdischer Personen vom österreichischen Film zu und entspricht aufgrund des drohenden Exportverbotes in das wichtigste Abnehmerland Deutschland auch in weiteren Punkten den Wünschen der Nationalsozialisten. Proteste von Regisseuren und Schauspielern bleiben unbeachtet, die meisten von ihnen, darunter viele bereits 1933 geflohene Deutsche, wandern (erneut) aus.

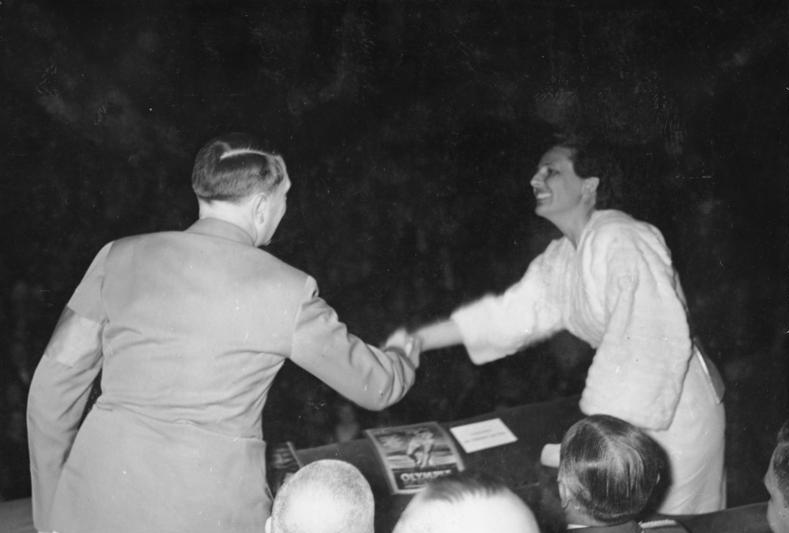
1938: Hitler und Riefenstahl bei der Uraufführung zu Olympia

- 1938: Der Propagandafilm Olympia von Leni Riefenstahl, bestehend aus den beiden Teilen Fest der Völker und Fest der Schönheit über die Olympischen Spiele von 1936, wird in Berlin uraufgeführt.
- 1992: Im Londoner Wembley-Stadion halten die nach dem AIDS-Tod von Freddie Mercury verbliebenen drei Musiker der Rockgruppe Queen vor 72.000 Menschen das Freddie Mercury Tribute Concert for Aids Awareness ab. Bei dem Konzert, das live in Fernsehen und Radio übertragen wird, treten zahlreiche Musiker auf und Elizabeth Taylor hält eine Rede. Mit den Einnahmen wird der Mercury Phoenix Trust gegründet.

### Gesellschaft

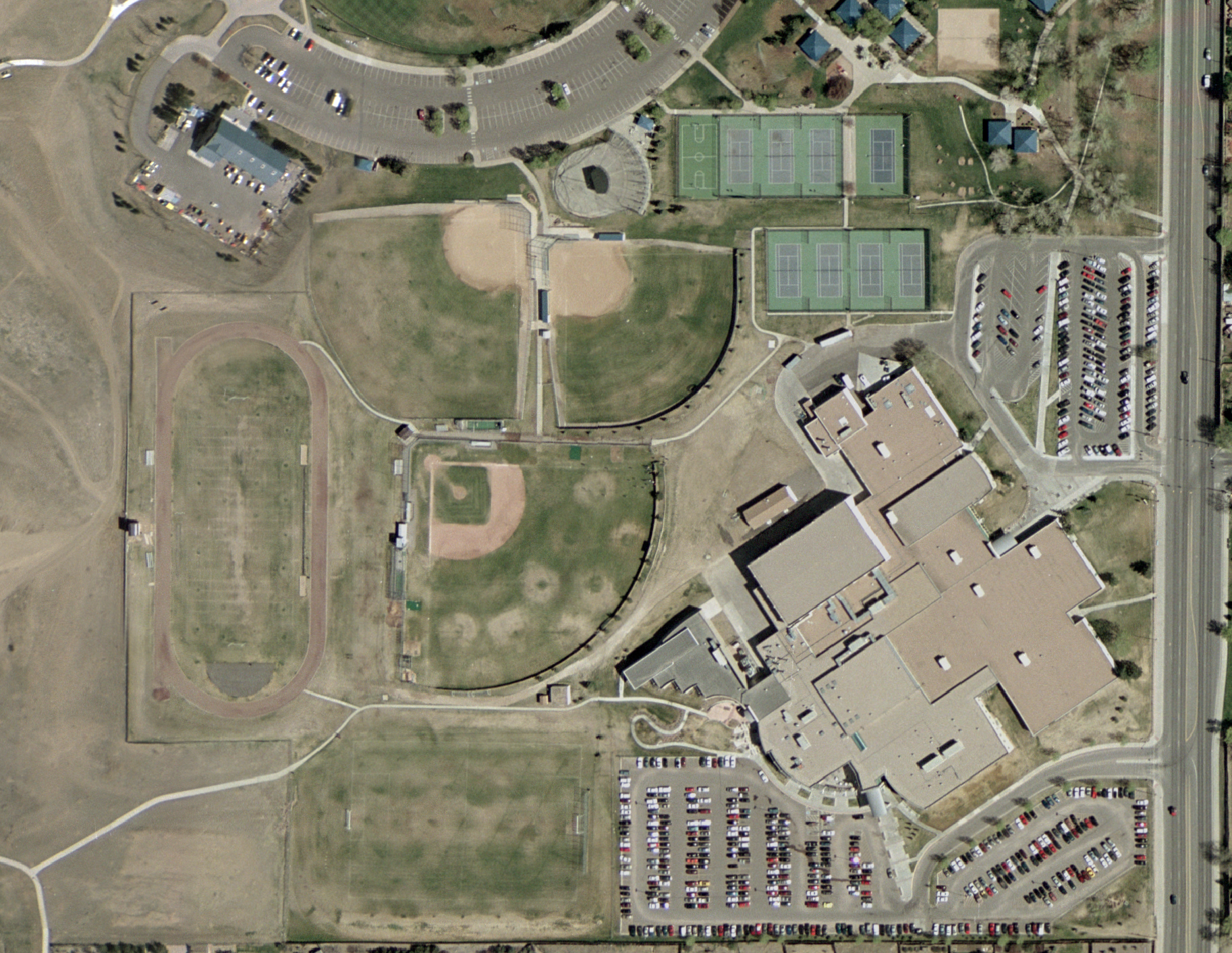
Luftbild der Columbine High School

- 1999: Beim Amoklauf an der Columbine High School in Columbine bei Littleton, Colorado, sterben zwölf Schüler zwischen 14 und 18 Jahren, ein Lehrer sowie die beiden 17- und 18-jährigen Täter Dylan Klebold und Eric Harris.
- 2012: Das Landgericht Hamburg entscheidet, dass das Internetportal YouTube keine Videos zu Musiktiteln mehr bereitstellen darf, an denen die GEMA urheberrechtliche Nutzungsrechte geltend gemacht hat.

### Religion
- 798: Das Bistum Salzburg wird nach Fürsprache von Karl dem Großen zum Erzbistum erhoben, dem ältesten noch bestehenden Erzbistum im deutschen Sprachraum, dem die Suffraganbistümer Freising, Neuburg, Passau, Regensburg und Säben unterstehen. Bischof Arn von Salzburg wird zum 1. Erzbischof und Metropoliten von Salzburg ernannt.
- 1884: In seiner Enzyklika Humanum genus verdammt Papst Leo XIII. die Freimaurerei. Er teilt darin die Menschheit in zwei entgegengesetzte Gruppen ein, die dem Königreich Gottes und dem Königreich Satans zugeordnet sind.
- 1949: In Tirol wird auf Veranlassung von Gabriele Bitterlich das Engelwerk gegründet.

### Katastrophen
- 1207: Ein Brand zerstört am Karfreitag große Teile Magdeburgs, unter anderem den unter Kaiser Otto erbauten Magdeburger Dom und die Königspfalz.
- 1944: Im Hafen des vom Deutschen Reich besetzten norwegischen Bergen, gegenüber der Festung Bergenhus, explodiert das mit 120 Tonnen Sprengstoff beladene niederländische Frachtschiff Voorbode. Bei der Explosion werden Teile der historischen Stadt zerstört, 150 Menschen kommen ums Leben.
- 1967: Bei Nikosia, Zypern, wird eine Bristol Britannia der Schweizer Globe Air gegen einen Berg geflogen. Bei dem Flugunfall sterben 126 der 130 Insassen.
- 1968: In Windhoek, Namibia, stürzt eine Verkehrsmaschine der South African Airways beim Start vom Windhoek Hosea Kutako International Airport ab. Bei dem Flugunfall kamen 129 Menschen ums Leben.
- 1986: Der Damm der Kantale-Talsperre auf Sri Lanka bricht. Die Flutwelle überflutet Dutzende Dörfer, die Zahl der Toten wird mit 14 bis 178 angegeben.
- 2010: Im Golf von Mexiko explodiert die Ölplattform Deepwater Horizon, wodurch das größte Ölleck der Geschichte verursacht wird, mit unabsehbaren Folgen für die Umwelt.
- 2012: Beim Absturz einer Passagiermaschine der pakistanischen Bhoja Air nahe Islamabad sterben alle 127 Insassen.

Kleinere Unglücksfälle sind in den Unterartikeln von Katastrophe und in der Liste von Katastrophen aufgeführt.

### Natur und Umwelt

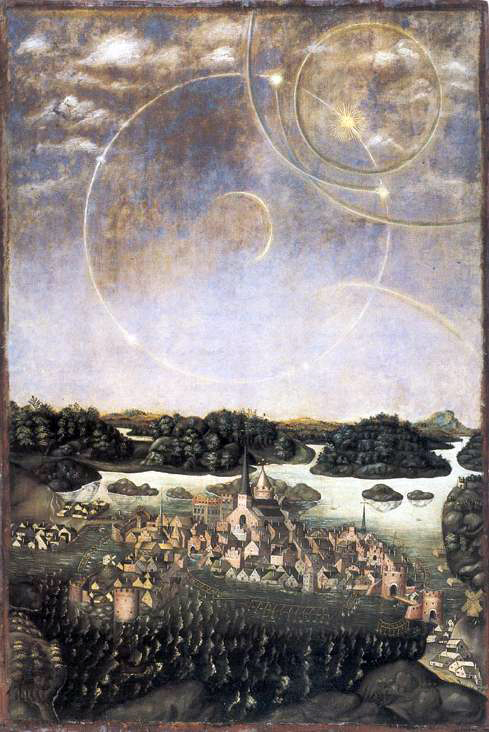
1535: Vädersolstavlan

- 1535: Über Stockholm werden Wetteranomalien beobachtet, die im Bild Vädersolstavlan der Nachwelt überliefert sind. Die älteste bekannte bildliche Darstellung der Stadt zeigt Nebensonnen und Halo-Erscheinungen.

### Sport
- 1882: In der großen Bahnhofshalle des Gare Saint-Lazare in Paris wird der erste europäische Mehrsportverein Racing Club gegründet.
- 1887: In Frankreich findet das erste Autorennen der Welt statt. Der Kurs führt von Paris nach Versailles, der Sieger, ein Dampfdreirad, erreicht eine Durchschnittsgeschwindigkeit von 26 km/h.

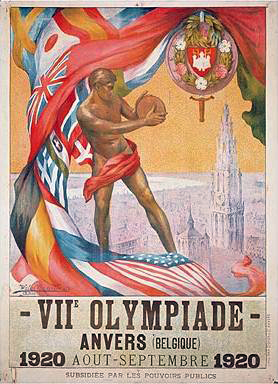
1920: Poster der Olympischen Spiele

- 1920: In der belgischen Stadt Antwerpen werden von König Albert die VII. Olympischen Spiele eröffnet. Der Wasserballspieler und Degenfechter Victor Boin schwört als erster Athlet den von Pierre de Coubertin geschriebenen olympischen Eid.
- 1986: Basketballstar Michael Jordan von den Chicago Bulls erzielt 63 Punkte im NBA-Play-off-Spiel gegen die Boston Celtics.

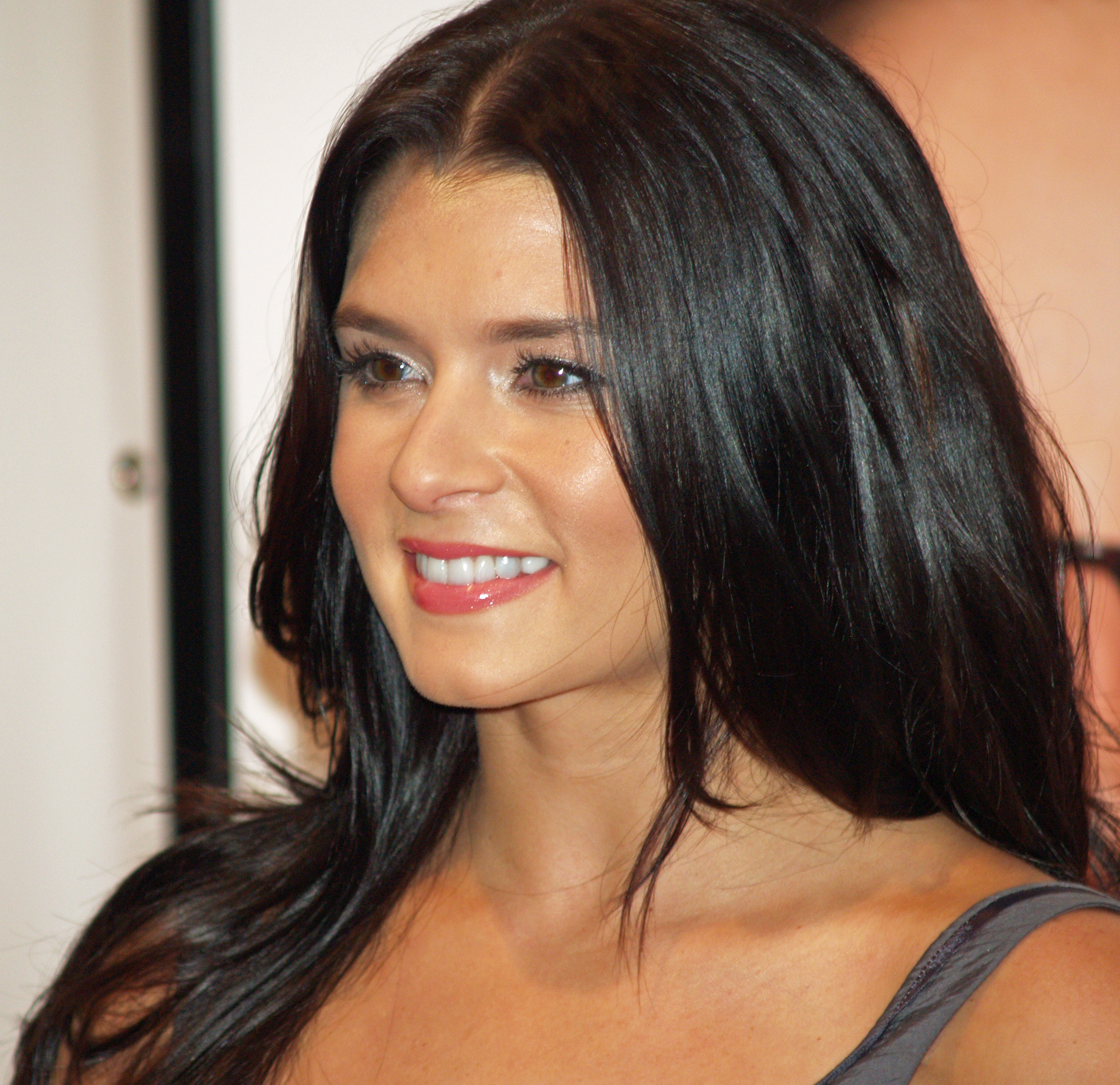
2008: Danica Patrick

- 2008: Die US-amerikanische Rennfahrerin Danica Patrick gewinnt auf dem Twin Ring Motegi als erste Frau ein bedeutendes Autorennen in der Indy Racing League.
- 2008: Die Eisbären Berlin bezwingen die Kölner Haie im DEL-Playoff-Finale und sind damit zum dritten Mal gesamtdeutscher Eishockeymeister. Mit dem Gewinn dieser Meisterschaft endet die Ära des Wellblechpalasts als Profistätte im deutschen Eishockey.

Einträge von Leichtathletik-Weltrekorden befinden sich unter der jeweiligen Disziplin unter Leichtathletik.

## Geboren

### Vor dem 18. Jahrhundert
- 1208: Ibn Wasil, arabischer Politiker, Diplomat und Geschichtsschreiber

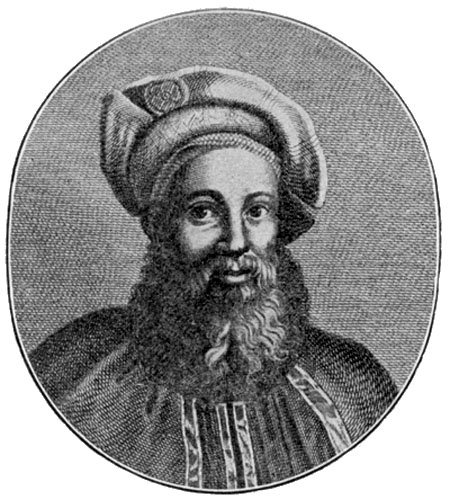
Pietro Aretino (* 1492)

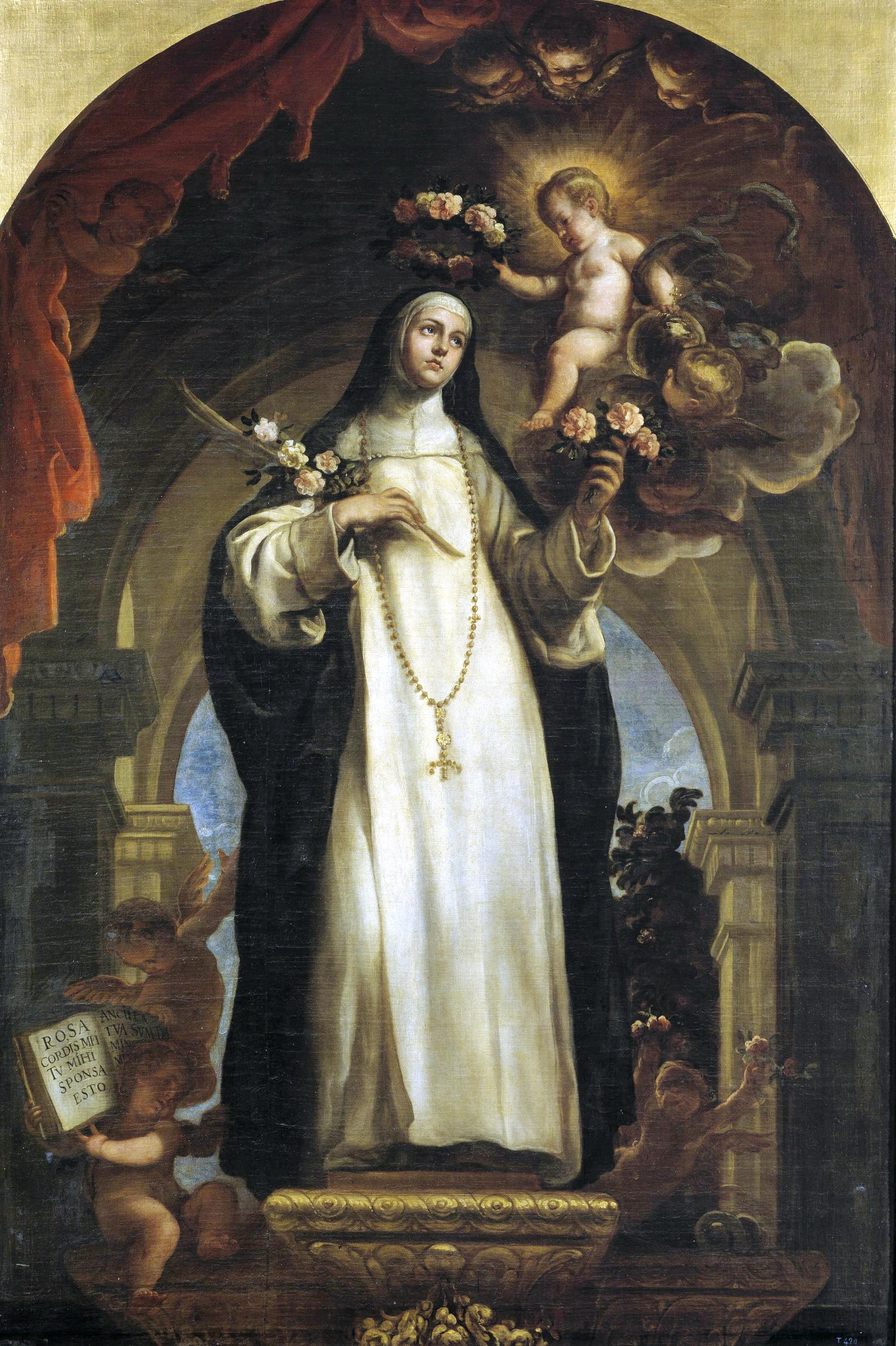
Rosa von Lima (* 1586)

- 1492: Pietro Aretino, italienischer Schriftsteller
- 1494: Johannes Agricola, deutscher Theologe
- 1516: Sophia von Alvensleben, deutsche Äbtissin des Zisterzienserklosters Althaldensleben
- 1526: Ulrich Fugger, deutscher Humanist
- 1544: Renata von Lothringen, Erbprinzessin von Bayern und Wohltäterin
- 1546: Bernardo de Sandoval y Rojas, spanischer römisch-katholischer Erzbischof von Toledo und Kardinal
- 1552: Friedrich IV., Herzog von Liegnitz
- 1574: Gottlieb Aenetius, deutscher Physiker
- 1586: Rosa von Lima, peruanische Mystikerin, geweihte Jungfrau, Dominikaner-Terzianerin und erste Heilige Amerikas
- 1589: Johann Kasimir von Pfalz-Zweibrücken-Kleeburg, Pfalzgraf in schwedischen Diensten, Vater von Karl X., König von Schweden
- 1590: Christoph Lüthardt, Schweizer evangelischer Geistlicher und Hochschullehrer
- 1594: Matthäus Apelt, deutscher Komponist und Kirchenlieddichter
- 1602: Caspar Wittich, deutscher Unternehmer und Hammerherr
- 1605: Christian Carpzov, deutscher Jurist und Rechtswissenschaftler
- 1628: Johann Fink, deutscher Maler
- 1633: Go-Kōmyō, japanischer Kaiser
- 1646: Giacinto Calandrucci, sizilianischer Maler
- 1646: Robert Daniell, britischer Gouverneur der Province of South Carolina
- 1646: Charles Plumier, französischer Botaniker, Forschungsreisender und Mitglied des Paulanerordens
- 1647: Hans Georg Mozart, deutscher Maurermeister
- 1668: Juri Jurjewitsch Trubezkoi, russischer Staatsmann
- 1677: Johann Conrad Gottfried Wildermett, Schweizer evangelischer Geistlicher
- 1687: Marianus Pusch, Benediktiner und Abt der Abtei Niederaltaich
- 1697: Johann Adam Liebert, Augsburger Bankier, Juwelier und Silberhändler

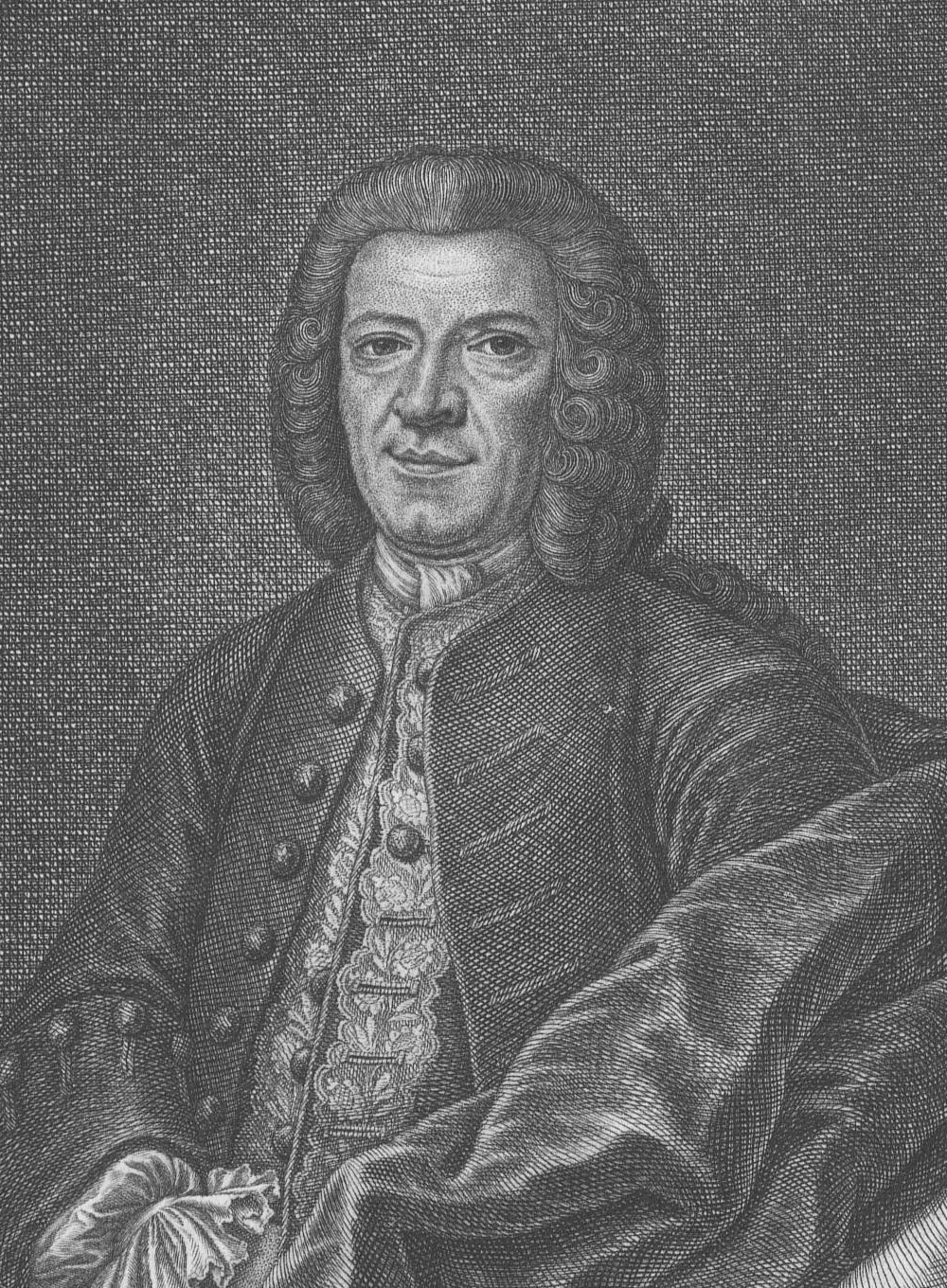
Johann Christoph von Dreyhaupt (* 1699)

- 1699: Johann Christoph von Dreyhaupt, deutscher Historiker

### 18. Jahrhundert
- 1727: Florimond Claude von Mercy-Argenteau, österreichischer Diplomat
- 1731: Ernest Johann Nepomuk von Herberstein, österreichischer römisch-katholischer Geistlicher und erster Bischof von Linz
- 1733: Carl Gottlob Beck, deutscher Buchdrucker, Buchhändler und Gründer des Verlages C. H. Beck
- 1734: Henricus Johannes Arntzenius, niederländischer Rechtswissenschaftler
- 1739: William Bartram, US-amerikanischer Naturforscher
- 1739: Friedrich von Hotze, österreichischer General
- 1742: Josias von Qualen, Herr auf Damp, Verbitter von Itzehoe, Geheimer Konferenzrat, Klosterpropst von Uetersen
- 1745: Philippe Pinel, französischer Psychiater
- 1748: Georg Michael Telemann, deutscher Kirchenmusiker und Komponist
- 1754: Peter Carl Wilhelm von Hohenthal, deutscher Jurist und sächsischer Minister
- 1755: John Armstrong, US-amerikanischer Offizier, Jurist und Politiker
- 1764: Rudolph Ackermann, deutsch-britischer Buchhändler, Lithograf, Verleger und Unternehmer
- 1765: Mathias Martin, deutscher Orgelbauer
- 1779: Gottlob August Krille, deutscher Komponist und Kreuzkantor
- 1796: George Robert Gleig, schottischer Schriftsteller und Soldat
- 1797: Heinrich von Wittgenstein, deutscher Unternehmer und Politiker
- 1800: Wilhelm Assmann, deutscher Historiker, Pädagoge, Schulbuchautor und Politiker

### 19. Jahrhundert

#### 1801–1850

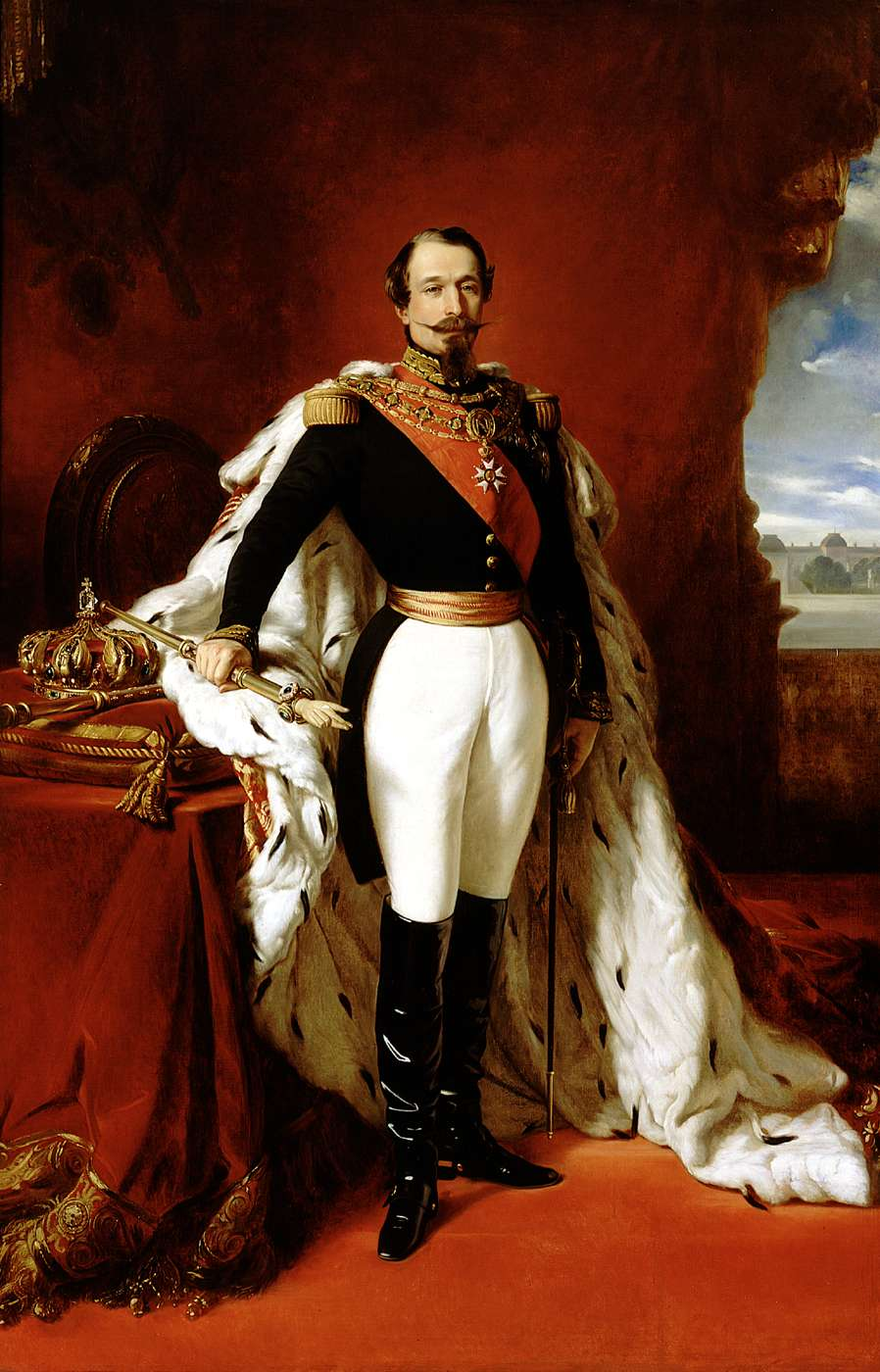
Napoleon III. (* 1808)

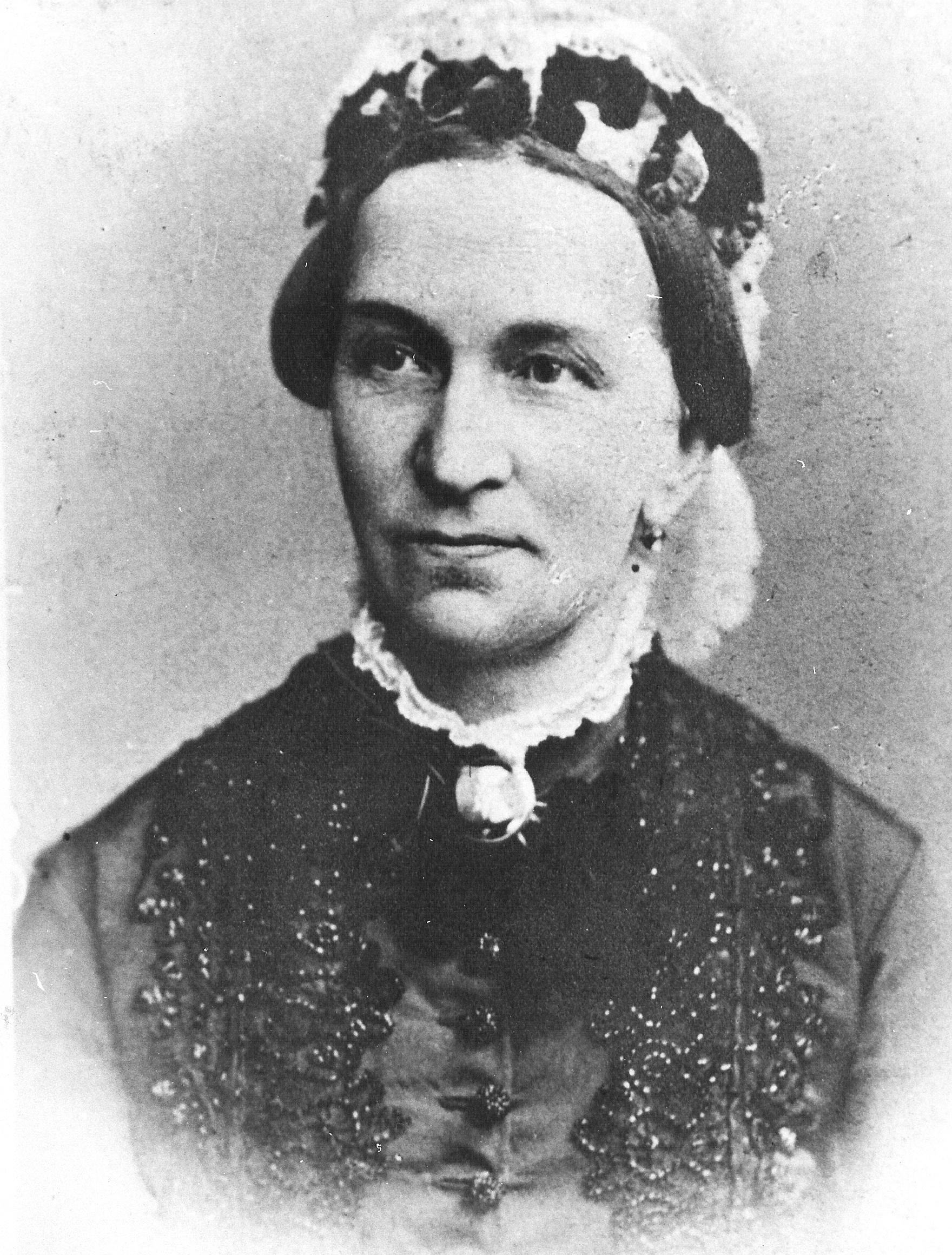
Auguste Jauch (* 1822)

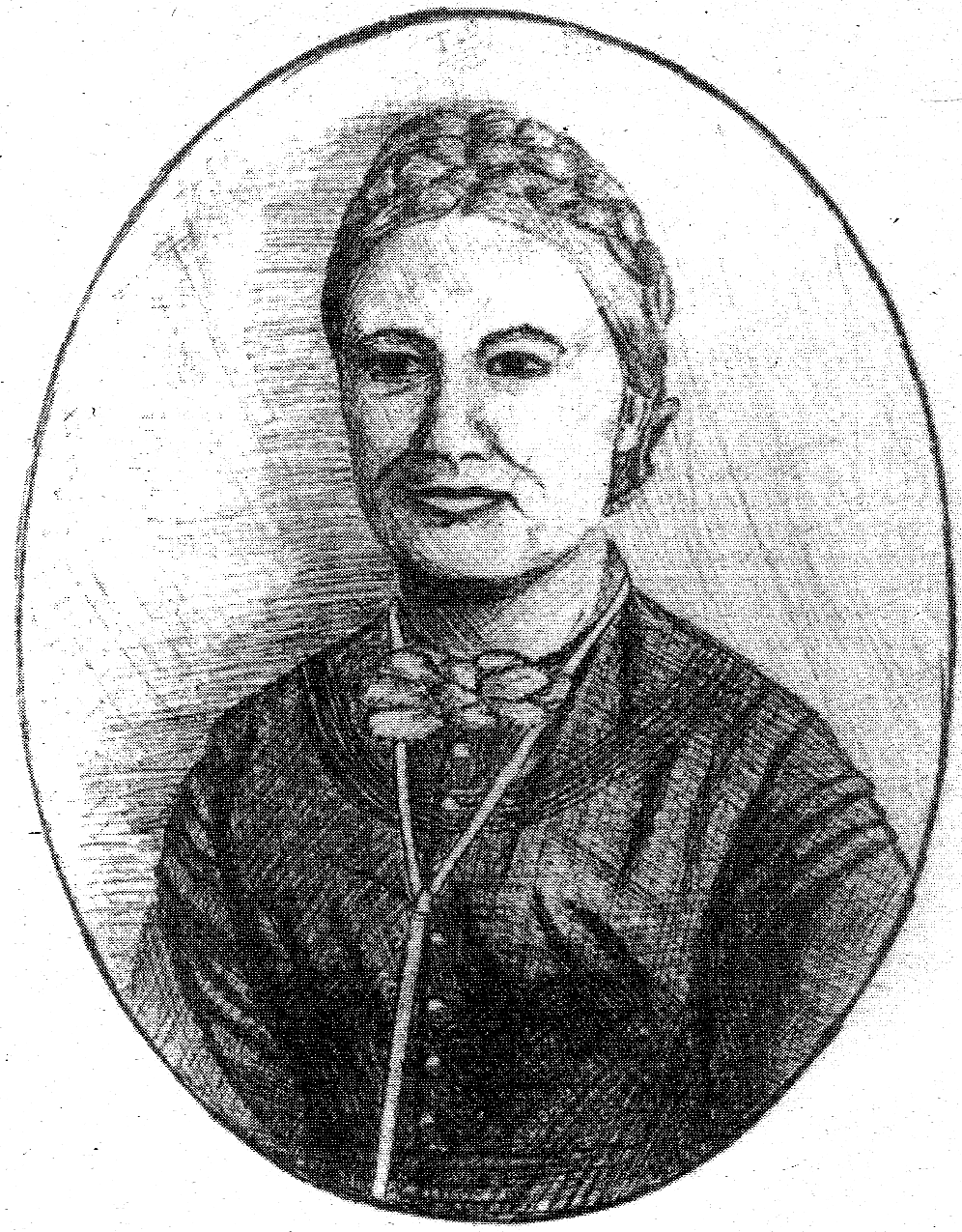
Ida Seele (* 1825)

- 1801: Diederich Heinrich Schrader, deutscher Schwimmer
- 1803: Hans Christian Hansen, dänischer Baumeister
- 1805: Franz Xaver Winterhalter, deutscher Porträtmaler
- 1806: Niklaus Kaiser, Schweizer Förster und Politiker
- 1807: Aloysius Bertrand, französischer Dichter
- 1807: Wincenty Pol, polnischer Schriftsteller, Geograph und Ethnograph
- 1808: Carl Mez, deutscher Industrieller, Sozialtheologe und Politiker
- 1808: Napoleon III., französischer Kaiser
- 1812: Paul Ackermann, französischer Sprachwissenschaftler und Schriftsteller
- 1813: Engelbert Seibertz, deutscher Porträt- und Historienmaler
- 1813: Henry Theodore Tuckerman, US-amerikanischer Schriftsteller
- 1817: Theodor von Mörner, deutscher Historiker und Archivar
- 1818: Heinrich Göbel, deutsch-US-amerikanischer Erfinder
- 1818: Albrecht von Stosch, königlich preußischer General und Admiral, erster Chef der kaiserlichen deutschen Admiralität und Staatsminister
- 1822: Joel Funk Asper, US-amerikanischer Politiker
- 1822: Auguste Jauch, deutsche Philanthropin
- 1822: Carl Thiersch, deutscher Chirurg
- 1825: Moritz Guggenheimer, deutscher Bankier
- 1825: Ida Seele, erste deutsche Kindergärtnerin des Fröbelkindergartens
- 1826ː Dinah Craik, englische Schriftstellerin
- 1827: John Gibbon, US-amerikanischer General
- 1832: Eduard Langhans, Schweizer evangelischer Geistlicher und Hochschullehrer
- 1833: Antoine Vollon, französischer Maler
- 1837: Louis Victor Antonio Artan de Saint-Martin, niederländisch-belgischer Maler
- 1837: Wilhelm Sick, deutscher Apotheker und Politiker
- 1839: Karl I., König von Rumänien

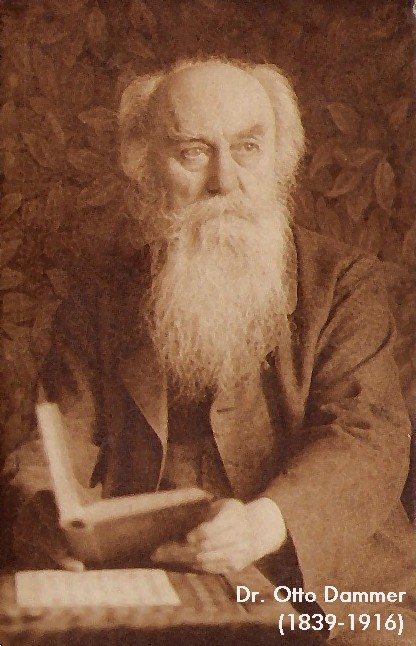
Otto Dammer (* 1839)

- 1839: Otto Dammer, deutscher Schriftsteller und Publizist
- 1841: Emil Welte, deutsch-US-amerikanischer Fabrikant
- 1842: John Murphy Farley, Erzbischof von New York und Kardinal
- 1843: Friedrich Carl Glaser, deutscher Ingenieur
- 1844: Dominikus Willi, Abt von Marienstatt und Bischof von Limburg
- 1844: Robert Diez, deutscher Bildhauer
- 1845: Wolfram von Rotenhan, deutscher Diplomat
- 1846: Alexandre Alberto da Rocha de Serpa Pinto, portugiesischer Afrikaforscher
- 1847: Ferdinand Rüegg, Bischof von St. Gallen
- 1848: Kurd Laßwitz, deutscher Schriftsteller und Philosoph
- 1849: Ulrich Dürrenmatt, Schweizer Journalist und Politiker

#### 1851–1900

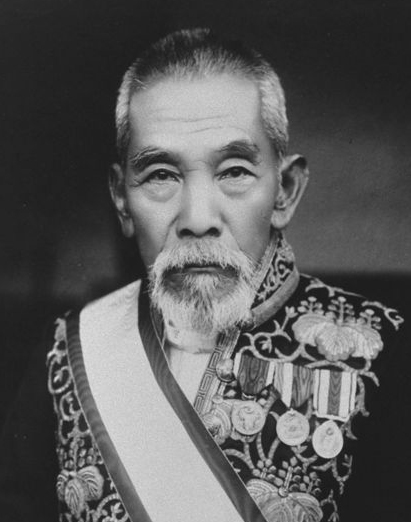
Inukai Tsuyoshi (* 1855)

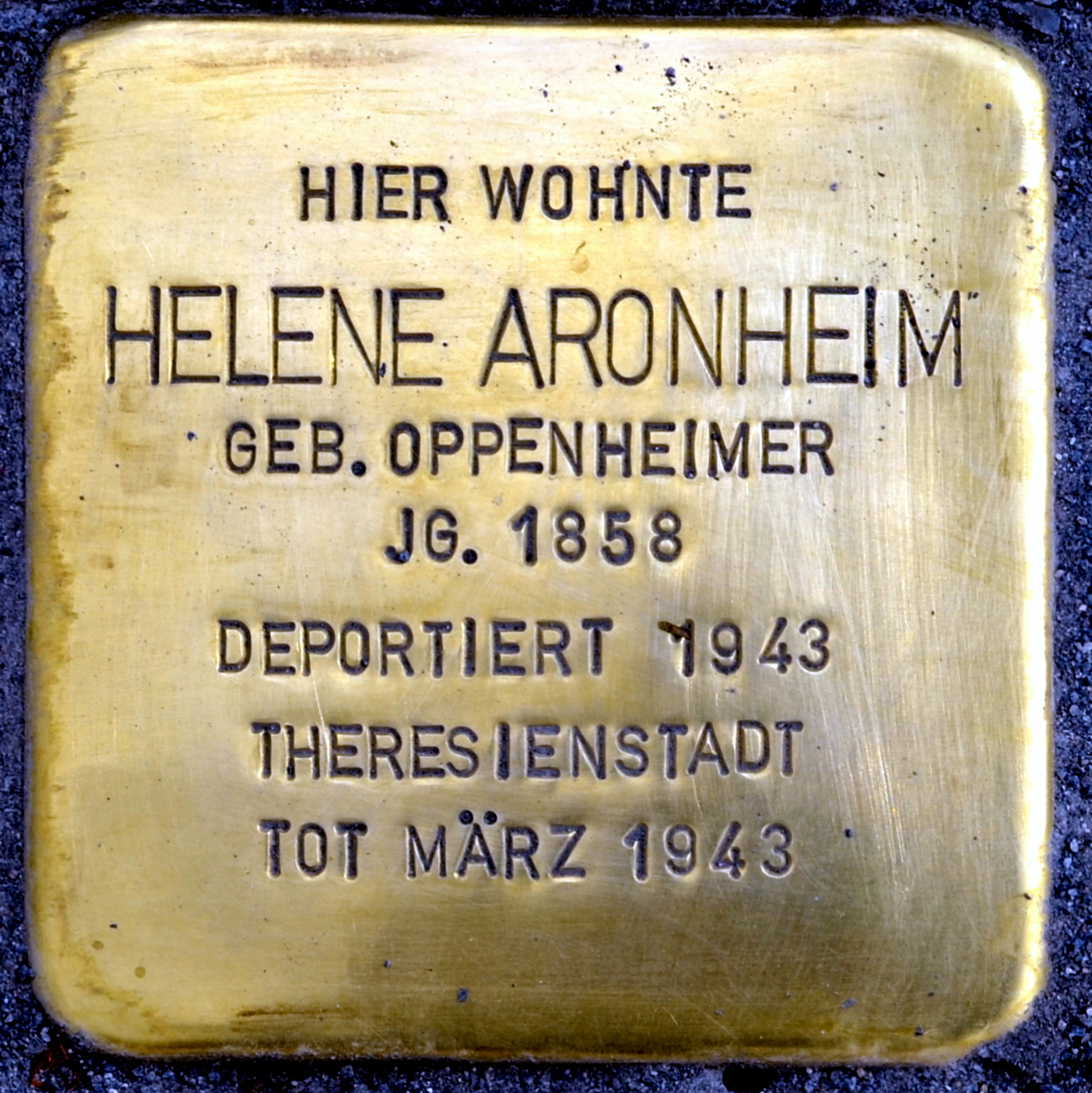
Stolperstein für Helene Aronheim (* 1858)

- 1851: Eduardo Acevedo Díaz, uruguayischer Schriftsteller und Politiker
- 1851: Torakusu Yamaha, Konzerngründer der Yamaha Corporation
- 1851: Young Tom Morris, britischer Golfspieler
- 1852: Alberto Pedrazzini, Schweizer Politiker und Schriftsteller
- 1854: Alberto Orrego Luco, chilenischer Maler
- 1855: Inukai Tsuyoshi, japanischer Premierminister
- 1856: Richard Buchmayer, deutscher Musikhistoriker
- 1857: Herman Bang, dänischer Schriftsteller
- 1858: Helene Aronheim, deutsche Wohltäterin, Opfer der Schoa
- 1858: Auguste Chapuis, französischer Komponist, Organist und Musikpädagoge
- 1858: Carlos Luis Spegazzini, italienisch-argentinischer Botaniker und Mykologe
- 1859: Ernst August Scherling, der erste Geschäftsführer der Großeinkaufs-Gesellschaft Deutscher Consumvereine in Hamburg
- 1859: Vincenzo Cerulli, italienischer Astronom
- 1860: Ludwig Gattermann, deutscher Chemiker
- 1860: Pieter Jelles Troelstra, niederländischer Politiker und Dichter
- 1861: Hermann Muthesius, deutscher Architekt, Autor und Geheimrat
- 1862: Clemens Pfau, deutscher Heimatforscher
- 1865: Wilhelm Kuhlmann, deutscher Bürstenwarenfabrikant und Politiker
- 1866: Victor Hollaender, deutscher Komponist und Dirigent
- 1867: Juraj Carić, kroatischer Geistlicher
- 1868: August Eckhardt, deutsch-baltischer Geistlicher und evangelischer Märtyrer
- 1868: Charles Maurras, französischer Schriftsteller und politischer Publizist
- 1871: Max Oertz, deutscher Yachtkonstrukteur

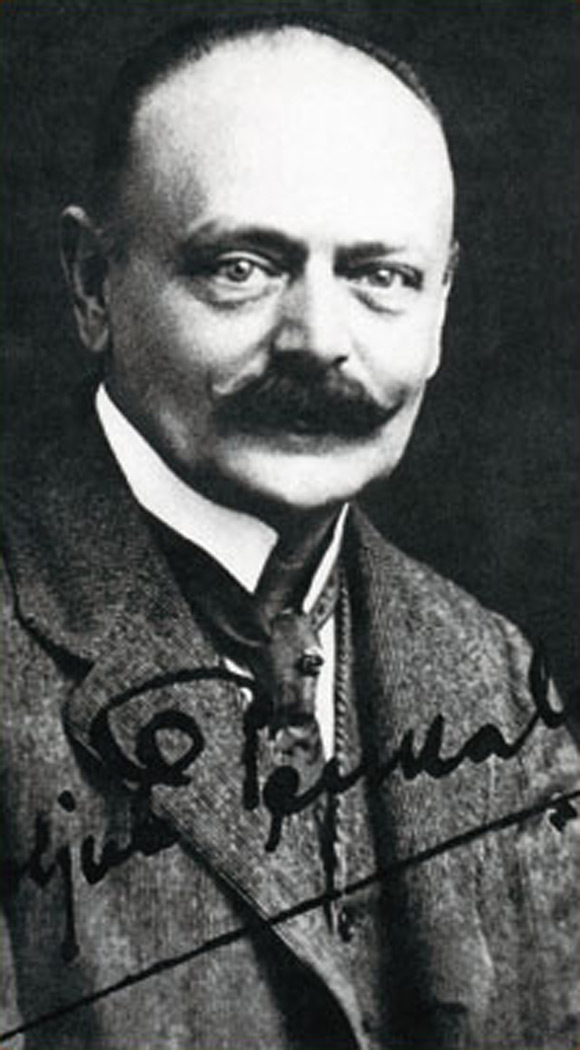
Slavoljub Eduard Penkala (* 1871)

- 1871: Slavoljub Eduard Penkala, kroatischer Ingenieur und Erfinder
- 1873: Wojciech Korfanty, polnischer Ministerpräsident und Freischärler
- 1874: Frank Martin Church, US-amerikanischer Organist, Komponist und Musikpädagoge
- 1874: Eduard Euller, österreichischer Kommunalpolitiker
- 1875: Josef Pembaur, österreichischer Pianist und Komponist
- 1876ː Else Preussner, deutsche Malerin und Illustratorin
- 1879: Marie Adamczyk, österreichische Krankenpflegerin
- 1879: Hans Heinrich Müller, deutscher Architekt
- 1879: Paul Poiret, französischer Modeschöpfer
- 1880: Johann Knief, deutscher Lehrer, Redakteur und Politiker
- 1881: Sem Dresden, niederländischer Komponist und Dirigent
- 1881: Nikolai Jakowlewitsch Mjaskowski, russischer Komponist
- 1881: Marc de Ranse, französischer Komponist und Organist, Dirigent und Musikpädagoge

Leopold Rückert (* 1881)

- 1881: Leopold Rückert, deutscher Politiker, MdL, Landesminister
- 1882: Harry Rosenswärd, schwedischer Segler
- 1883: Hubert Rickelmann, deutscher Heimatforscher und Autor
- 1883: Georg Wiegner, deutscher Agrikulturchemiker und Bodenkundler
- 1884: Augusto dos Anjos, brasilianischer Dichter
- 1884: Maurice Dumesnil, französischer Pianist
- 1888: Charles D. Hall, britisch-US-amerikanischer Szenenbildner
- 1889: Walter Hahn, deutscher Fotograf
- 1889: Adolf Hitler, deutscher Politiker (NSDAP), MdR, Reichskanzler, Diktator und Kriegsverbrecher
- 1889: Tonny Kessler, niederländischer Fußballspieler

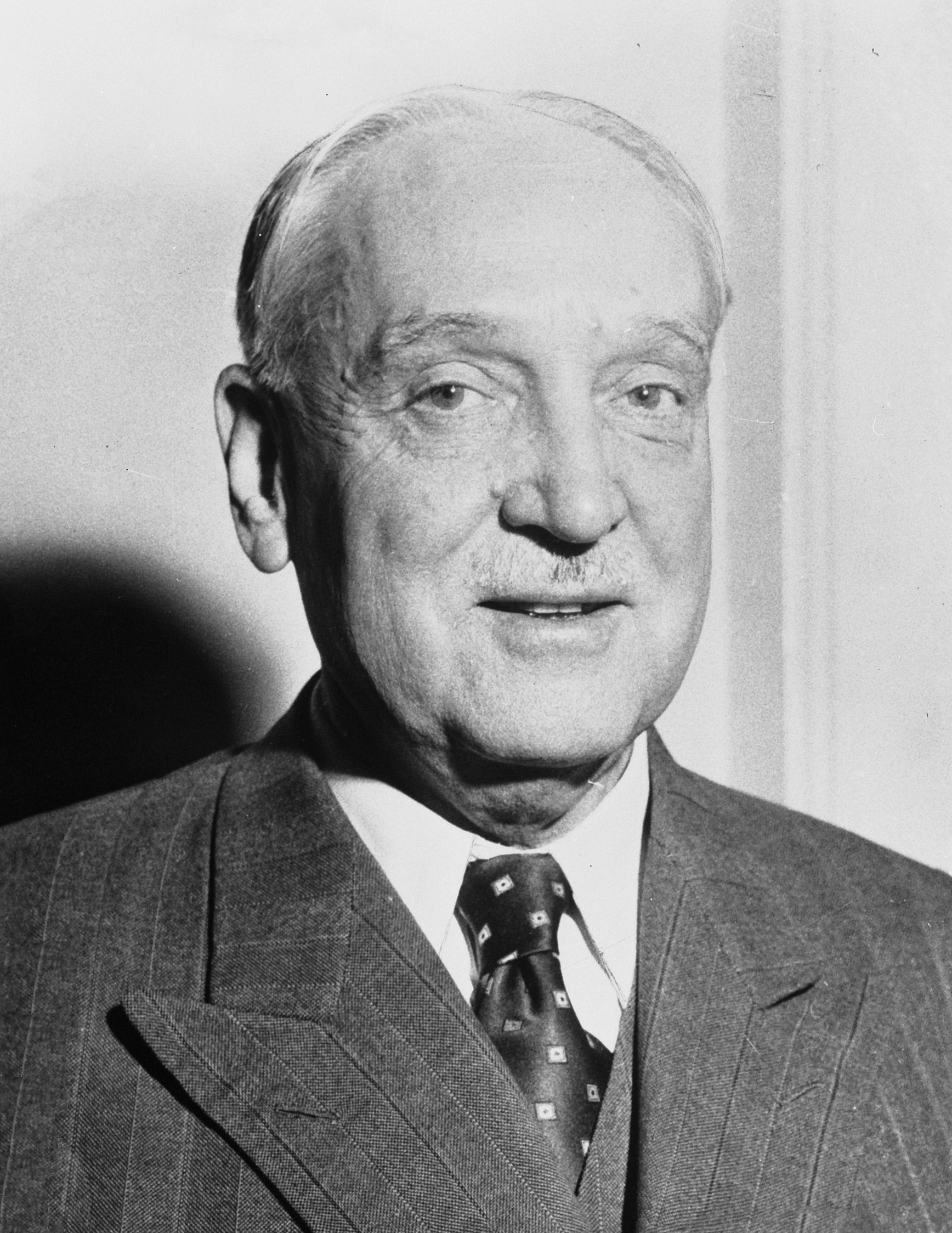
Adolf Schärf (* 1890)

- 1890: Adolf Schärf, österreichischer Bundespräsident
- 1891: Dave Bancroft, US-amerikanischer Baseballspieler
- 1891: Aldo Finzi, italienischer Militär, Politiker, Sportfunktionär und Motorradrennfahrer
- 1893: Harold Lloyd, US-amerikanischer Filmkomiker
- 1893: Joan Miró, spanischer Künstler des Surrealismus
- 1894: Ernst Wille, deutscher Kommunalpolitiker und Widerstandskämpfer
- 1895: Henry de Montherlant, französischer Schriftsteller
- 1898: Benjamín Carrión, ecuadorianischer Schriftsteller
- 1898: Emmanuel Bove, französischer Schriftsteller
- 1898: Jacob Maarten van Bemmelen, niederländischer Rechtswissenschaftler
- 1899: Margaret Harrison, britische Violinistin
- 1900: Georges Kling, französischer Automobilrennfahrer
- 1900: Emanuel Schäfer, deutscher Regierungs- und Kriminalrat
- 1900: Fred Raymond, österreichischer Komponist
- 1900: John Jahr senior, deutscher Verleger
- 1900: Reginald Stewart, kanadischer Dirigent, Pianist und Musikpädagoge

### 20. Jahrhundert

#### 1901–1925

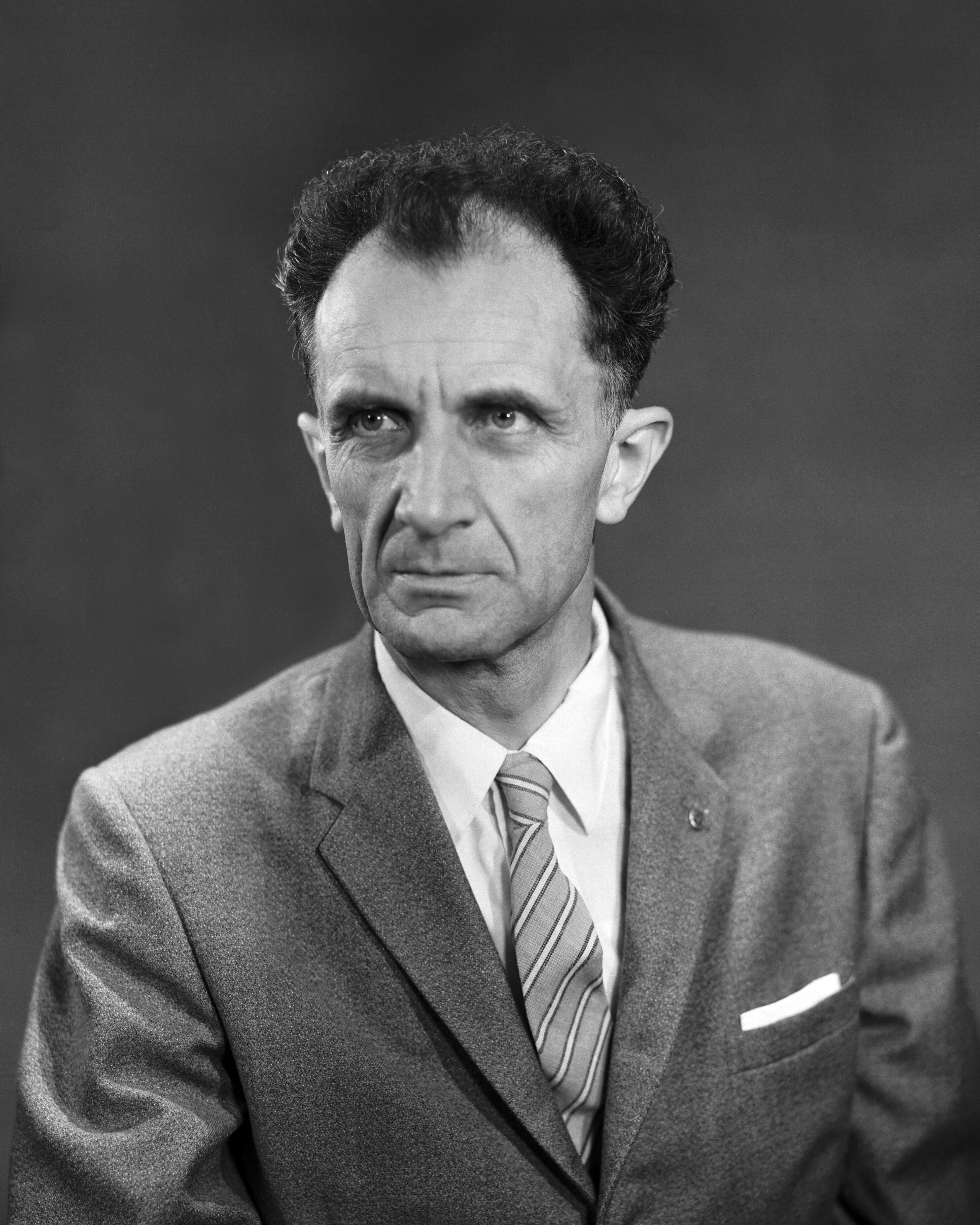
Adolf Busemann (* 1901)

- 1901: Adolf Busemann, deutscher Aerodynamiker
- 1901: Karl Schlumprecht, Funktionär des NS-Regimes, Oberbürgermeister von Bayreuth
- 1901: Michel Leiris, französischer Schriftsteller und Ethnologe
- 1901: Martin Lohmann, deutscher Wirtschaftswissenschaftler
- 1902: Ernie Blenkinsop, englischer Fußballspieler
- 1902: Veselin Stojanov, bulgarischer Komponist
- 1903: Karl Aichhorn, österreichischer Politiker
- 1903: Josef Herrmann, deutscher Kammersänger
- 1903: Franz Weselik, österreichischer Fußballspieler
- 1904: Bruce Cabot, US-amerikanischer Schauspieler
- 1905: Albrecht Unsöld, deutscher Astronom und Physiker
- 1907: William Dollar, US-amerikanischer Balletttänzer, Ballettmeister und Choreograph
- 1907: Willi Leininger, deutscher Komponist und Musiklehrer
- 1908: Lionel Hampton, Bandleader, Jazzperkussionist und Vibraphonvirtuose
- 1908: Lothar Metz, deutscher Brigadegeneral der Bundeswehr und Unterabteilungsleiter im Bundesnachrichtendienst
- 1909: Witold Krzemieński, polnischer Komponist, Dirigent und Musikpädagoge
- 1909: Dorothea Zeemann, österreichische Schriftstellerin
- 1910: Brigitte Mira, deutsche Schauspielerin, Kabarettistin und Chanson-Sängerin
- 1911: Reidar Andersen, norwegischer Skispringer
- 1911: Barbara Beyenka, US-amerikanische Theologin, Übersetzerin und Schriftstellerin

Kukrit Pramoj (* 1911)

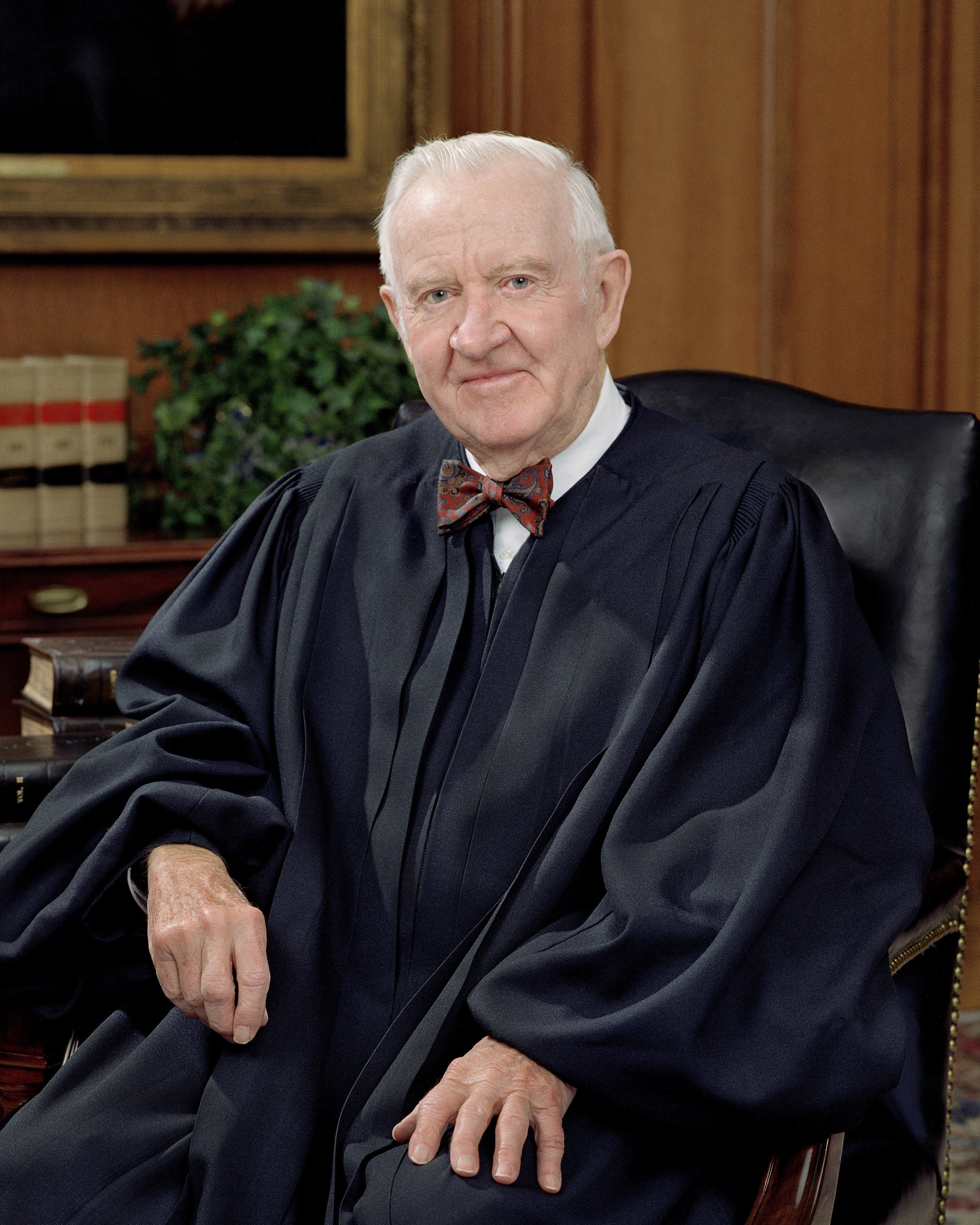
John Paul Stevens (* 1920)

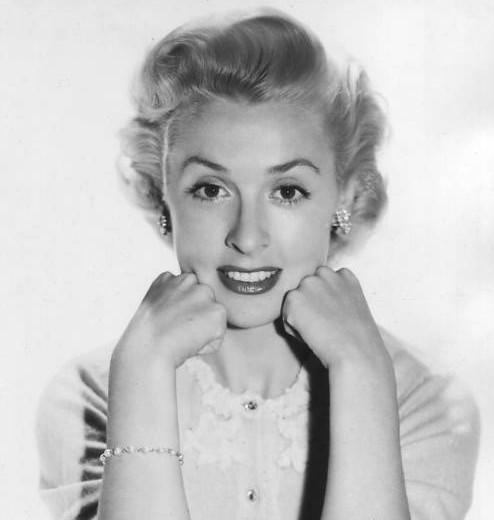
Elena Verdugo (* 1925)

- 1911: Kukrit Pramoj, Premierminister von Thailand
- 1911: Hans Studer, Schweizer Komponist, Chorleiter und Organist
- 1912ː Gunborg Hancock, schwedische Supercentenarian
- 1913: Ernest Bour, französischer Dirigent
- 1913: Willi Hennig, deutscher Biologe
- 1913: Dick Wessel, US-amerikanischer Schauspieler
- 1914: Karl Deichen, deutscher Brigadegeneral des Heeres der Bundeswehr
- 1914: Karel Thole, niederländischer Grafiker
- 1914: Otto Weiß, deutscher Eiskunstläufer
- 1915: Israel Epstein, polnisch-chinesischer Journalist
- 1915: Monique de la Bruchollerie, französische Pianistin
- 1915: Alvin M. Weinberg, US-amerikanischer Physiker und Wissenschaftsorganisator
- 1916: Phil Walters, US-amerikanischer Automobilrennfahrer
- 1916: Herman Watzinger, norwegischer Ingenieur
- 1917: Luigi Griffanti, italienischer Fußballspieler
- 1918: Lucian Pulvermacher, Gegenpapst und Oberhaupt der True Catholic Church
- 1918: Kai Siegbahn, schwedischer Physiker
- 1918: Manuel d’Almeida Trindade, portugiesischer Bischof
- 1919: Vera Auer, österreichische Akkordeonistin und Vibraphonistin
- 1920: Medhat Sheikh el-Ard, saudi-arabischer Diplomat
- 1920: Armin Baltensweiler, Verwaltungsratspräsident der Swissair
- 1920: Ricardo García Perdomo, kubanischer Gitarrist und Sänger
- 1920: Max Leichter, deutscher Ringer
- 1920: John Paul Stevens, US-amerikanischer Jurist, Richter am Obersten Gerichtshof
- 1921: Marianne Hediger, Schweizer Schauspielerin
- 1923: Sten Andersson, schwedischer Politiker
- 1923: Olivia Ausoni, schweizerische Skirennfahrerin
- 1923: Hans Czettel, österreichischer Politiker
- 1923: Tito Puente, US-amerikanischer Jazz-, Salsa- und Mambo-Musiker
- 1924: Heinrich Besuden, deutscher Mathematikdidaktiker
- 1924: Leslie Phillips, britischer Schauspieler
- 1924: Gerold Reutter, deutscher Architekt und Maler
- 1925: Italo Acconcia, italienischer Fußballspieler
- 1925: Ernie Stautner, US-amerikanischer American-Football-Spieler und -Trainer
- 1925ː Elena Verdugo, US-amerikanische Schauspielerin

#### 1926–1950
- 1926: Grigor Hachinjan, armenischer Komponist
- 1927: Karl Alexander Müller, Schweizer Physiker, Nobelpreisträger
- 1927: Phil Hill, US-amerikanischer Rennfahrer
- 1927: Morisaki Kazue, japanische Schriftstellerin
- 1928: Charles David Keeling, Klimaforscher
- 1928: Gordon Audley, kanadischer Eisschnellläufer
- 1928: Hans Werner Kettenbach, deutscher Journalist und Schriftsteller

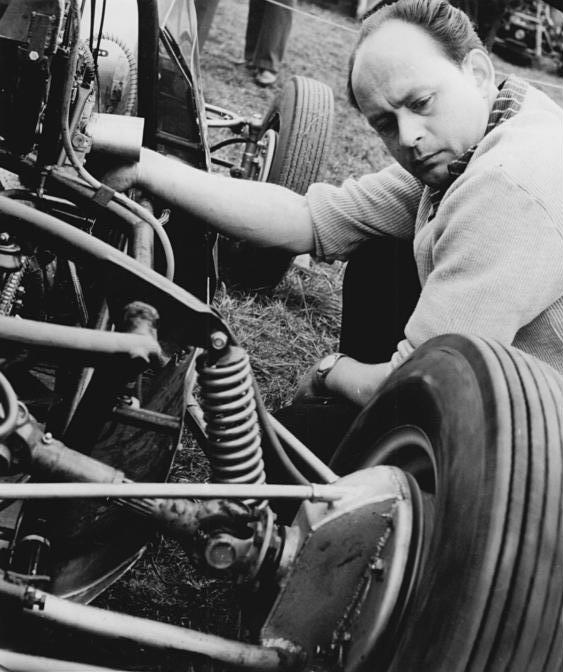
Heinz Melkus (* 1928)

- 1928: Heinz Melkus, deutscher Rennfahrer und Konstrukteur
- 1928: Robert Byrne, US-amerikanischer Schachspieler
- 1929: Karl-Heinz Jakobs, deutscher Schriftsteller
- 1930: Helmut Quaritsch, deutscher Rechtswissenschaftler
- 1930: Carlos Abdala, uruguayischer Politiker, Diplomat und Minister
- 1930: Tadeusz Jankowski, polnischer Skilangläufer
- 1930: Stuart Lewis-Evans, britischer Rennfahrer
- 1931: Theodor Sele, liechtensteinischer Skirennläufer
- 1932: Martin Richard Hoffmann, US-amerikanischer Politiker
- 1932: Kurt Singhuber, Minister für Erzbergbau, Metallurgie und Kali der DDR
- 1933: Karl Nendel, stellvertretender Minister für Elektrotechnik/Elektronik der DDR
- 1935: Hermann Märker, deutscher Hornist und Professor
- 1935: Reinhold Würth, deutscher Unternehmer
- 1936: Hilmar Ahnert, deutscher Fußballspieler
- 1936: Ole Tage Hartmann, dänischer Schauspieler
- 1936: Pat Roberts, US-amerikanischer Politiker
- 1936: Heinz Schleußer, deutscher Gewerkschafter und Politiker

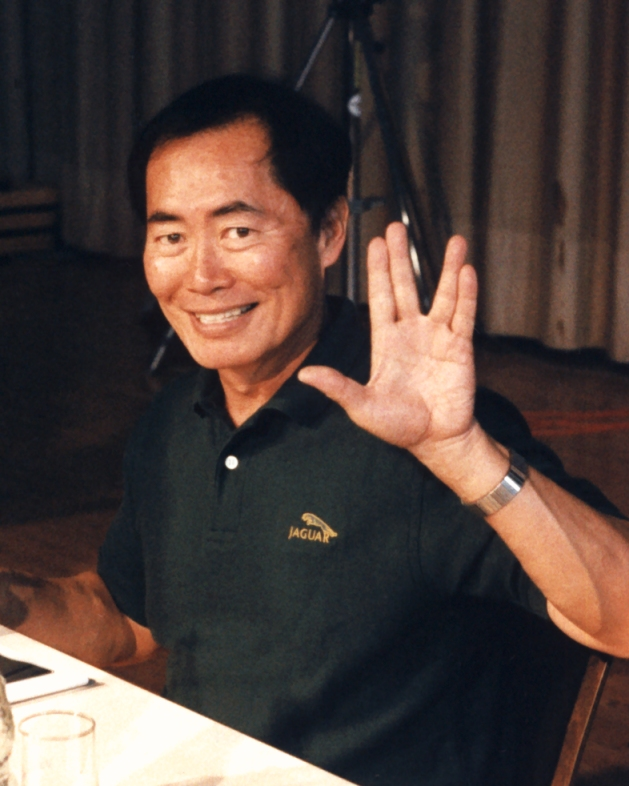
George Takei (* 1937)

- 1937: George Takei, US-amerikanischer Schauspieler
- 1937: Jiří Dienstbier, tschechischer Politiker und Journalist
- 1937: Josef Stiegler, österreichischer Skifahrer
- 1937: Nils Claussen, deutscher Werkstoffwissenschaftler
- 1937: Wichart von Roëll, deutscher Schauspieler
- 1938: Betty Cuthbert, australische Leichtathletin
- 1938: Igor Dmitrijewitsch Sergejew, einziger Marschall der russischen Föderation
- 1938: Manfred Kinder, deutscher Leichtathlet, Olympiamedaillengewinner
- 1938: René Mazzia, französischer Automobilrennfahrer
- 1938: Johnny Tillotson, US-amerikanischer Sänger
- 1939: Peter S. Beagle, US-amerikanischer Romanautor und Songschreiber

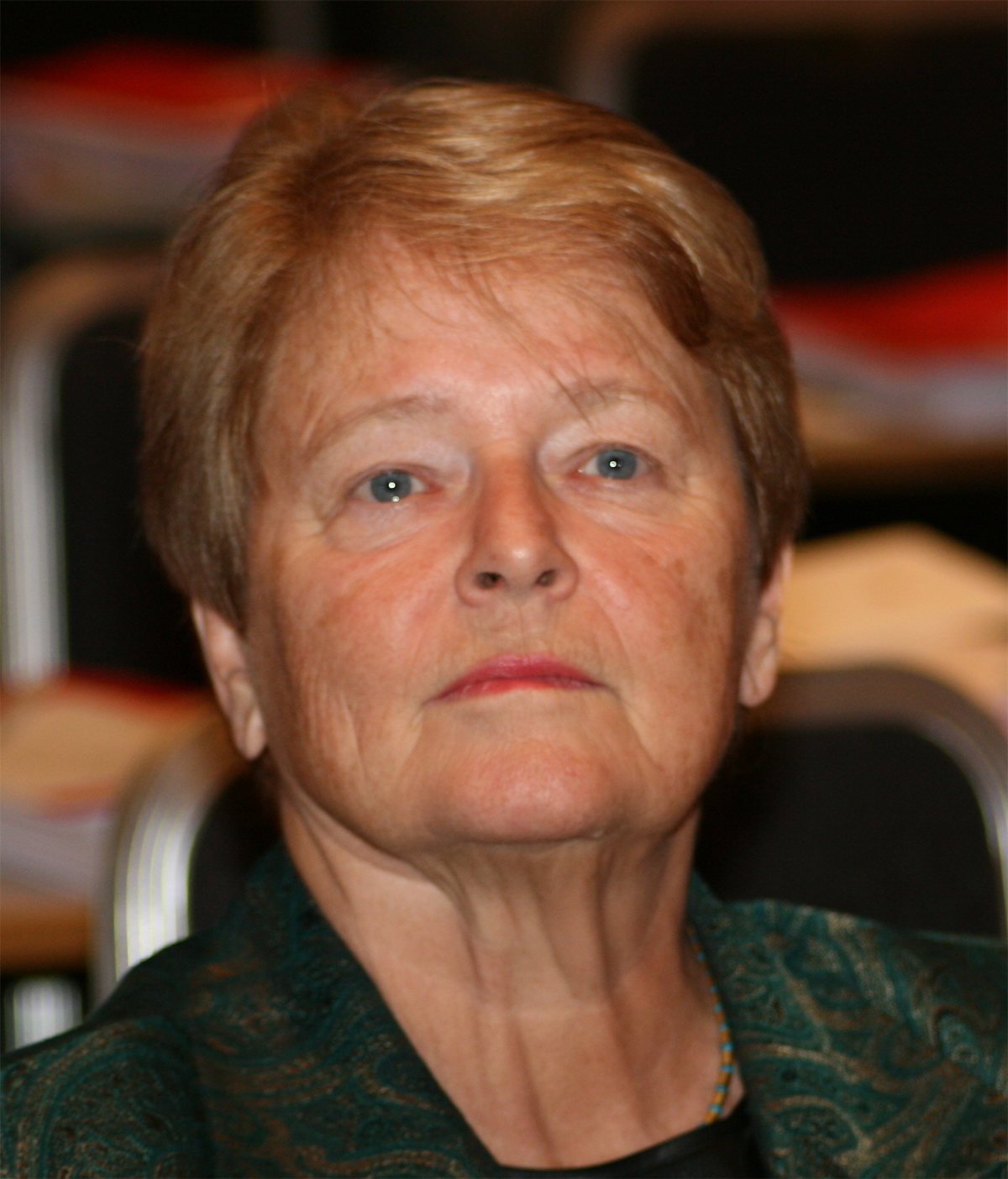
Gro Harlem Brundtland (* 1939)

- 1939: Gro Harlem Brundtland, norwegische Politikerin
- 1939: Katherine V. Forrest, kanadische Schriftstellerin
- 1939: Gerhard Heiberg, norwegischer Geschäftsmann und Sportfunktionär
- 1940: Susy Andersen, italienische Schauspielerin
- 1940: George Andrie, US-amerikanischer American-Football-Spieler
- 1940: Johannes von Buttlar, Sachbuchautor
- 1940: Kenneth Powell, indischer Leichtathlet
- 1940: Alberto Vázquez Gurrola, mexikanischer Schauspieler und Sänger
- 1941: Alewtina Wiktorowna Aparina, russische Politikerin
- 1941: Friedhelm Prayon, deutscher Archäologe
- 1941: Józef Michalik, Erzbischof von Przemyśl, Vorsitzender der polnischen Bischofskonferenz
- 1941: Ryan O’Neal, US-amerikanischer Schauspieler
- 1942: Raymond Cousse, französischer Schriftsteller und Schauspieler
- 1942: Arto Paasilinna, Schriftsteller
- 1943: John Eliot Gardiner, britischer Dirigent und Chorleiter
- 1943: Edie Sedgwick, US-amerikanische Schauspielerin
- 1944: Konrad Feilchenfeldt, schweizerisch-deutscher Literaturwissenschaftler
- 1944: Michael Mendl, deutscher Schauspieler
- 1944: Raúl Vale, mexikanischer Sänger, Komponist und Schauspieler
- 1945: Helene Auer, österreichische Politikerin

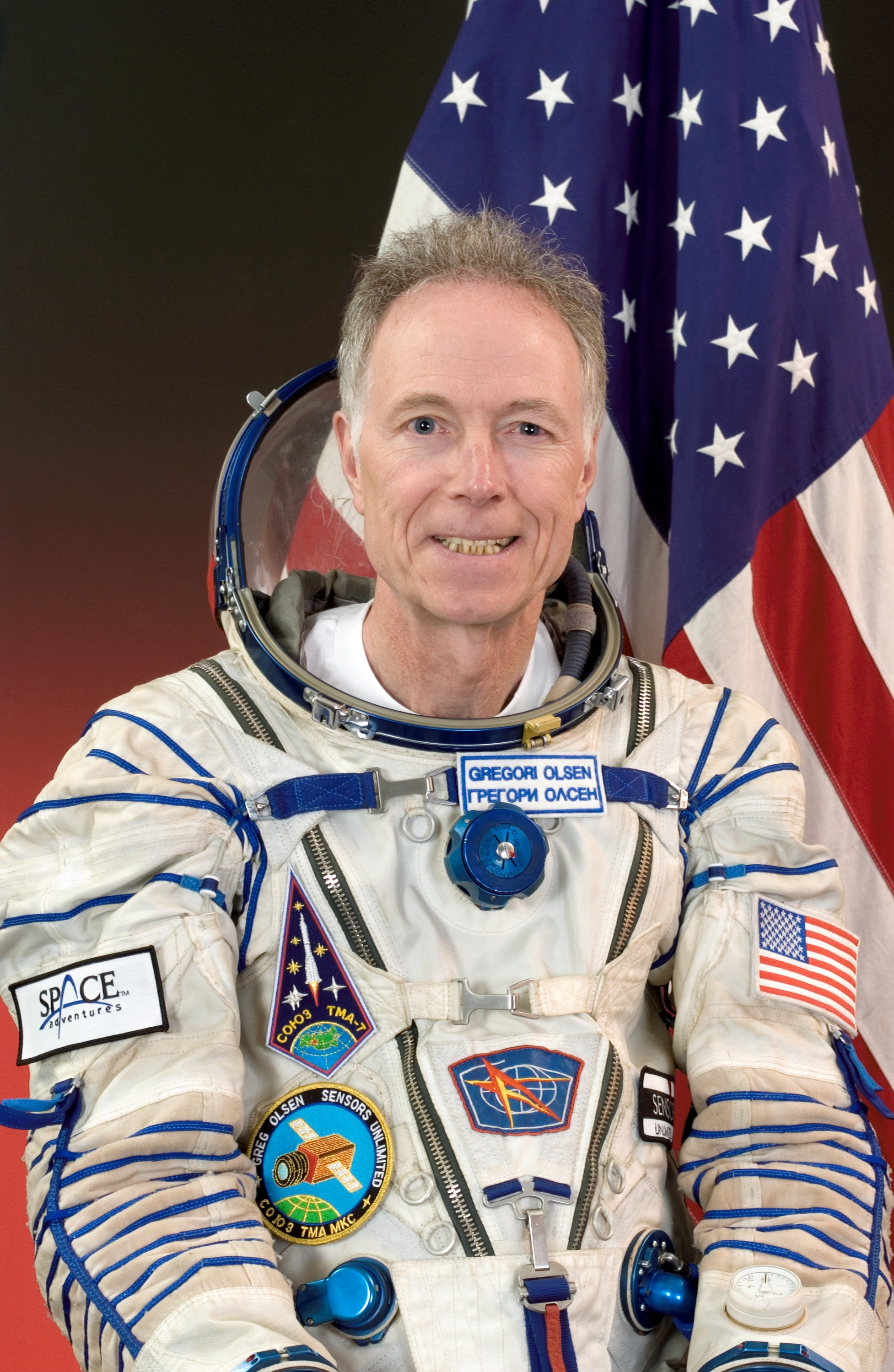
Gregory Olsen (* 1945)

- 1945: Gregory Olsen, US-amerikanischer Raumfahrer und Unternehmer
- 1945: Mary Hoffman, englische Kinderbuchautorin
- 1945: Janice Smith, US-amerikanische Eisschnellläuferin
- 1945: Naftali Temu, kenianischer Leichtathlet und Langstreckenläufer
- 1946: Andreas Ackermann, deutscher Politiker
- 1946: Richard P. Brent, australischer Mathematiker und Informatiker
- 1946: Irene Ellenberger, deutsche Politikerin
- 1946: Ricardo Maduro, Politiker aus Honduras
- 1946: Sabine Bergmann-Pohl, deutsche Politikerin
- 1946: Georges Michel Bakar, ägyptischer Erzbischof
- 1947: David Leland, britischer Regisseur, Schauspieler und Drehbuchautor
- 1947: Luigi Maifredi, italienischer Fußballtrainer
- 1948: Alfio Molina, Schweizer Eishockeytorwart
- 1949: Alexander Nikolajewitsch Malzew, sowjetischer Eishockeyspieler
- 1949: Gilbert Kaiser, liechtensteinischer Sportschütze
- 1949: Jessica Lange, US-amerikanische Filmschauspielerin
- 1949: Toller Cranston, kanadischer Eiskunstläufer und Künstler
- 1950: Alexander Iwanowitsch Lebed, russischer General und Politiker
- 1950: Humberto Coelho, portugiesischer Fußballspieler und -trainer
- 1950: Detlef Helling, deutscher Politiker
- 1950: Georg Memminger, deutscher Autorennfahrer und Unternehmer

#### 1951–1975
- 1951: Gabriele Lösekrug-Möller, deutsche Politikerin
- 1951: Luther Vandross, US-amerikanischer Musiker
- 1952: Peep Aru, estnischer Politiker
- 1953: Serge Aubey, französischer Radrennfahrer

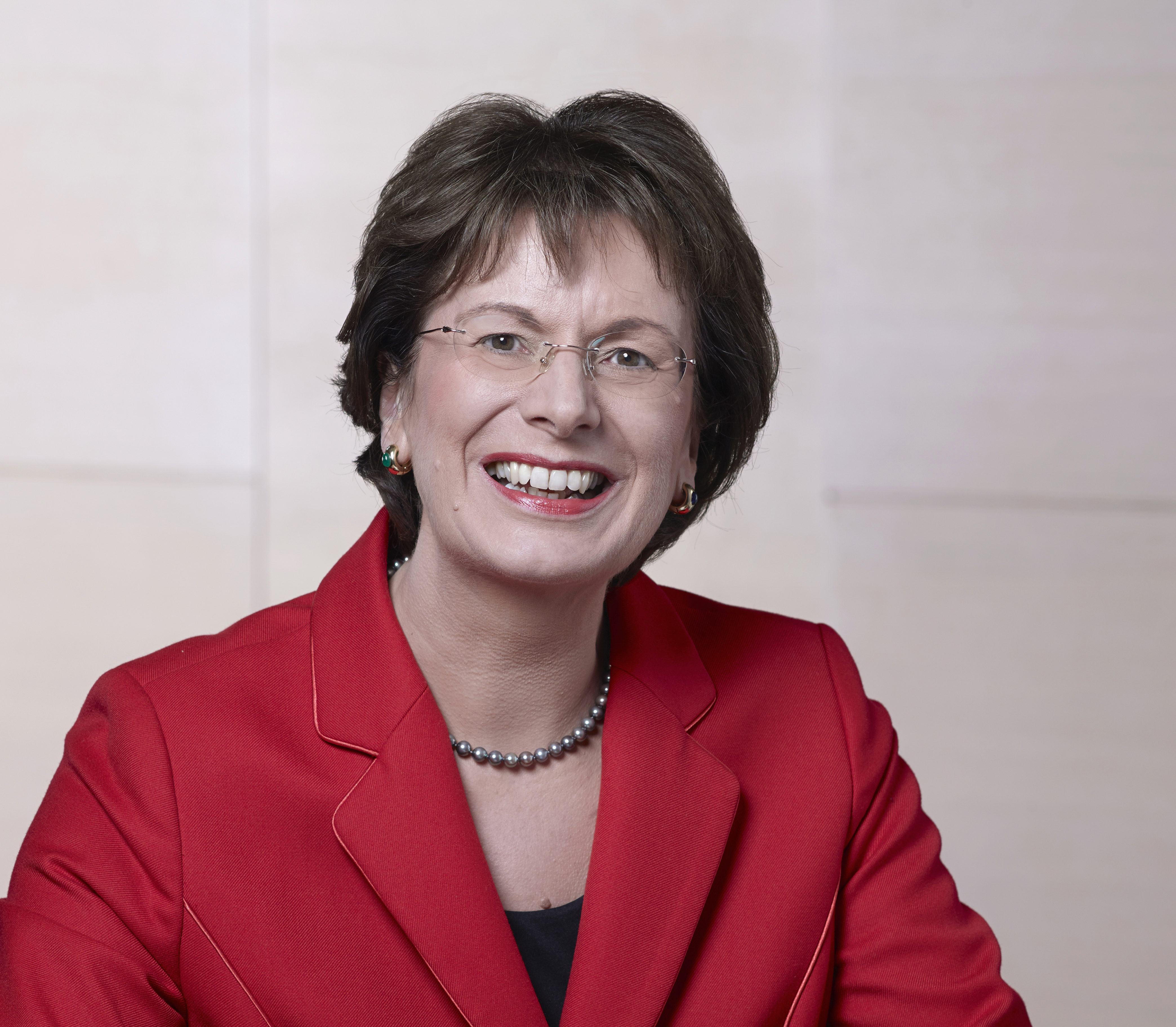
Marie-Luise Dött (* 1953)

- 1953: Marie-Luise Dött, deutsche Politikerin
- 1953: Bodo Menze, deutscher Fußballfunktionär
- 1954: Gero von Boehm, deutscher Regisseur, Journalist und Autor
- 1954: Martin Stratmann, deutscher Elektrochemiker und Wissenschaftsmanager
- 1954: Ralph Pichler, Schweizer Bobfahrer
- 1955: Carl Carlton, deutscher Rockmusiker und Musikproduzent
- 1955: Donald Pettit, US-amerikanischer Astronaut
- 1955: Svante Pääbo, schwedischer Mediziner und Biologe
- 1955: Ernst Stocker, Schweizer Politiker
- 1955: Amnon Wolman, israelischer Komponist
- 1956: Beatrice Ask, schwedische Politikerin
- 1956: Kacha Bendukidse, georgischer Industrieller und Politiker
- 1957: Richard Attipoe, togoischer Politiker und Minister
- 1957: Kristin Clemet, norwegische Politikerin
- 1957: Christian Rätsch, deutscher Altamerikanist und Ethnopharmakologe
- 1957: Ursula Verhoeven-van Elsbergen, deutsche Ägyptologin
- 1957: Werner Marti, Schweizer Politiker
- 1958: Klaus Farin, deutscher Autor und Verleger
- 1958: Volker Schlott, deutscher Jazzmusiker
- 1959: Clint Howard, US-amerikanischer Schauspieler
- 1959: Thomas Müller-Bahlke, deutscher Historiker
- 1959: James Wong, US-amerikanischer Produzent, Drehbuchautor und Regisseur
- 1960: Thomas Apolte, deutscher Wirtschaftswissenschaftler

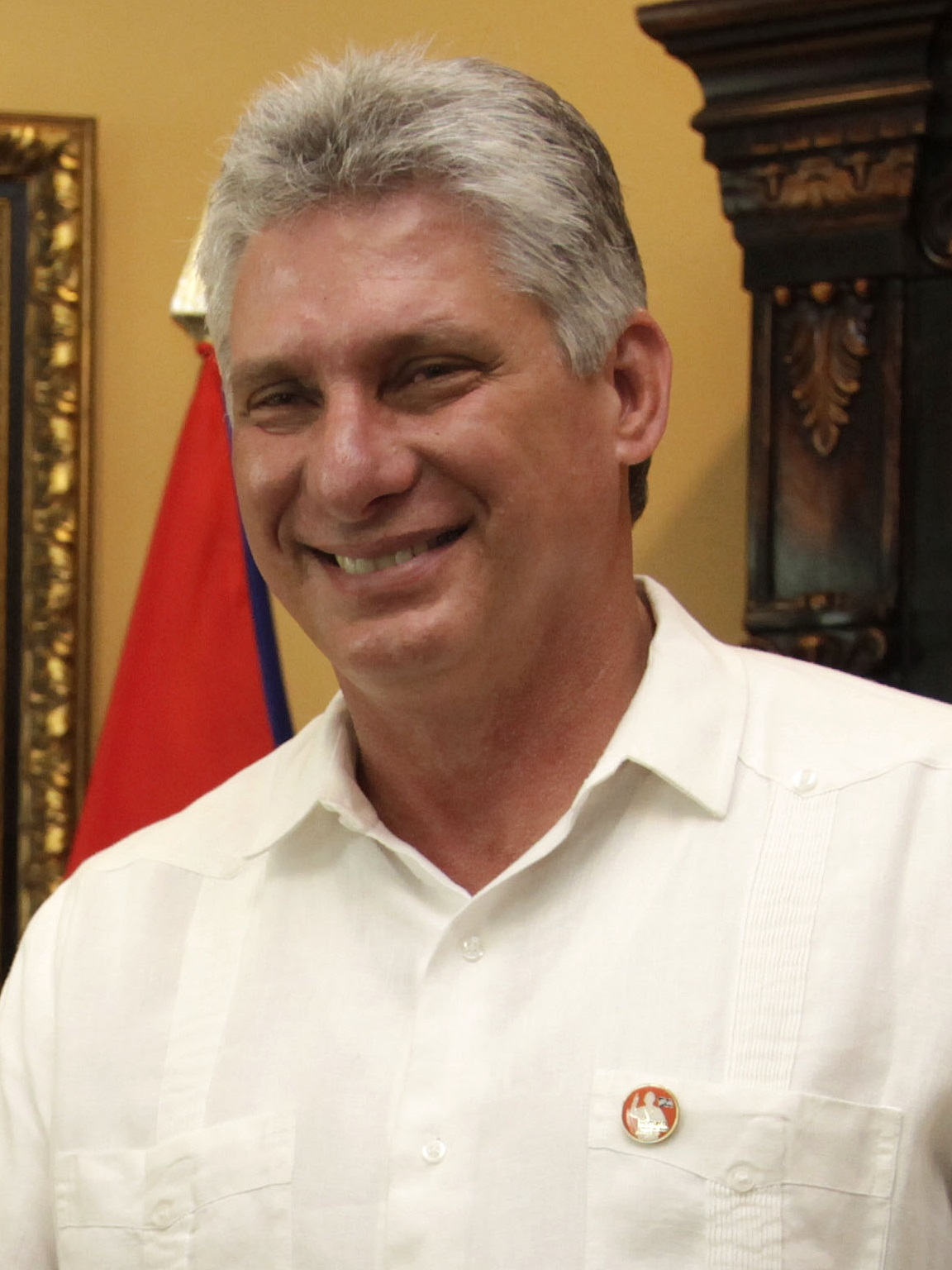
Miguel Díaz-Canel (* 1960)

- 1960: Miguel Díaz-Canel, kubanischer Politiker
- 1960: Debbie Flintoff-King, australische Leichtathletin, Olympiasiegerin
- 1960: Sherry Hormann, deutsche Regisseurin und Drehbuchautorin
- 1960: Frank Richter, deutscher Theologe, Bürgerrechtler und Politiker, MdL
- 1961: Don Mattingly, US-amerikanischer Baseballspieler
- 1961: Paolo Barilla, italienischer Automobilrennfahrer
- 1961: Ashley Slater, kanadischer Posaunist, Sänger und Stimmkünstler
- 1962: Ilir Gjoni, albanischer Politiker und Diplomat
- 1962: Sigurður Ingi Jóhannsson, isländischer Politiker
- 1962: Ulrich Klausnitzer, deutscher Fachbuchautor
- 1962: Lionel Robert, französischer Automobilrennfahrer
- 1962: Thomas Rohde, deutscher Oboist
- 1962: Brian Shimer, US-amerikanischer Bobfahrer
- 1963: Aubrey de Grey, britischer Biogerontologe
- 1963: Seyran Ateş, deutsche Rechtsanwältin, Autorin und Sozialpolitikerin
- 1963: Adrián Fernández, mexikanischer Automobilrennfahrer
- 1963: Maurício Gugelmin, brasilianischer Automobilrennfahrer
- 1963: Manuel Herreros, spanischer Motorradrennfahrer
- 1963: Matteo Piantedosi, italienischer Politiker
- 1964: Reiner Geyer, deutscher Fußballspieler und -trainer
- 1964: Crispin Glover, US-amerikanischer Schauspieler
- 1964: Sibylle Günter, deutsche theoretische Physikerin und Hochschullehrerin
- 1964: Stefan Kurtz, deutscher Informatiker und Professor
- 1964: Dea Loher, deutsche Dramatikerin und Prosaautorin
- 1964: Bjarne Madsen, dänischer Eishockeyspieler und -spielervermittler
- 1964: Katherina Matousek, kanadische Eiskunstläuferin
- 1964: Massimo Morales, italienischer Fußballspieler und -trainer
- 1964: Andy Serkis, britischer Schauspieler
- 1964: Rosalynn Sumners, US-amerikanische Eiskunstläuferin
- 1964: Gao Zhisheng, chinesischer Menschenrechtsanwalt und Dissident
- 1965: Matthias Moosdorf, deutscher Cellist und Politiker
- 1966: David Chalmers, australischer Philosoph
- 1966: Michaela Christ, deutsche Sängerin
- 1967: Ingo Appelt, deutscher Comedian und Kabarettist
- 1967: Mike Portnoy, US-amerikanischer Schlagzeuger (Dream Theater)
- 1967: Raymond van Barneveld, niederländischer Dartspieler
- 1968: Yılmaz Arslan, deutscher Filmregisseur, -autor, und -produzent
- 1968: Daniel Teixeira, brasilianischer Fußballspieler
- 1968: Jens Weidmann, deutscher Volkswirt und Bundesbankpräsident

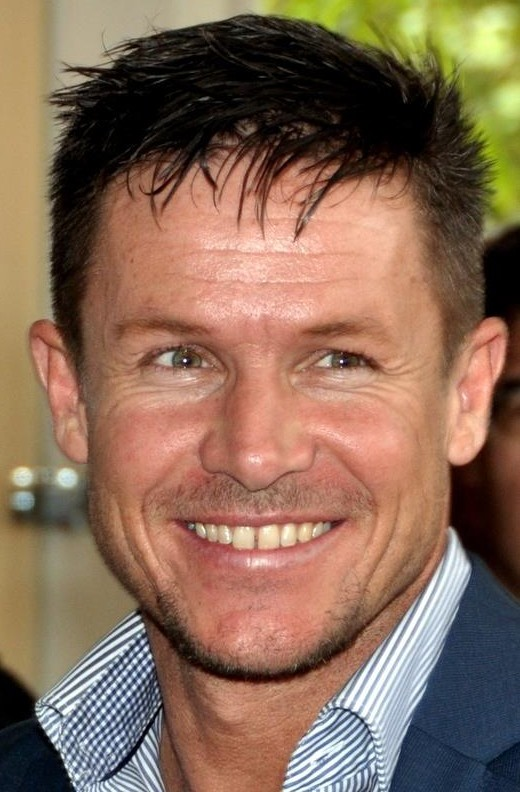
Felix Baumgartner (* 1969)

- 1969: Felix Baumgartner, österreichischer Base-Jumper und Extremsportler
- 1969: Marietta Slomka, deutsche Journalistin
- 1972: Carmen Electra, US-amerikanisches Model, Schauspielerin und Sängerin
- 1972: Giga Bokeria, georgischer Politiker
- 1972: Josef Bordat, deutscher Philosoph und Publizist
- 1972: Swetlana Irekowna Ischmuratowa, russische Biathletin
- 1972: Stephen Marley, jamaikanischer Roots-Reggae-Musiker
- 1973: Gabry Ponte, italienischer DJ und Musikproduzent
- 1973: Marc Seemann, deutscher Fußballschiedsrichter
- 1974: Katja Danowski, deutsche Theater- und Filmschauspielerin
- 1974: Karl Muggeridge, australischer Motorradrennfahrer
- 1975: Atifete Jahjaga, kosovarische Politikerin

#### 1976–2000

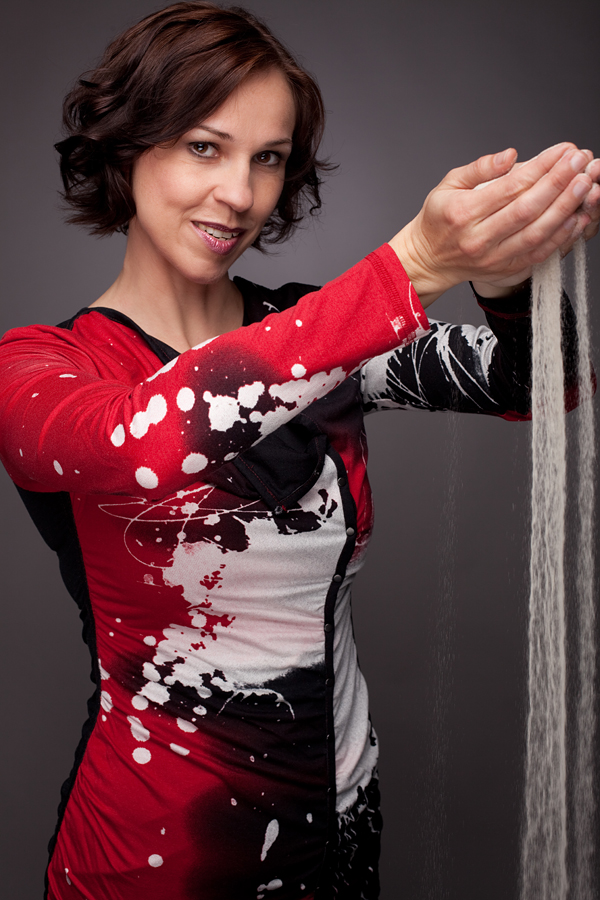
Katrin Weißensee (* 1976)

- 1976: Joey Lawrence, US-amerikanischer Filmschauspieler
- 1976: Katrin Weißensee, deutsche Diplom-Betriebswirtin und Performancekünstlerin der Sandanimation
- 1976: Shay Given, irischer Fußballspieler
- 1977: Grażyna Prokopek, polnische Leichtathletin
- 1978: Stefan Wächter, deutscher Fußballspieler
- 1979: Annekathrin Bach, deutsche Schauspielerin
- 1979: Tuomas Haapala, finnischer Fußballspieler
- 1979: Jussi Hautamäki, finnischer Skispringer und Musiker

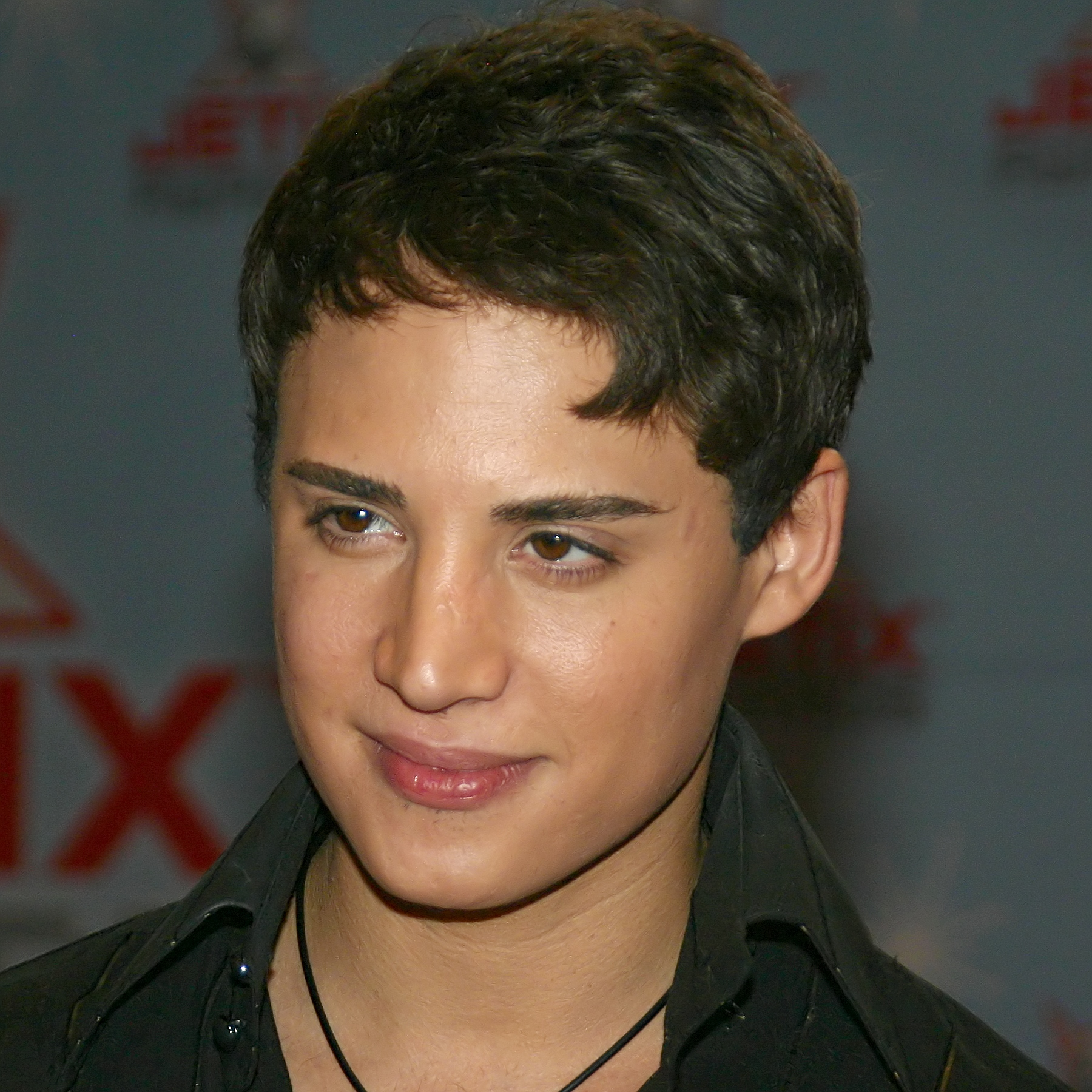
Fady Maalouf (* 1979)

- 1979: Fady Maalouf, deutsch-libanesischer Popsänger
- 1979: Ludovic Magnin, Schweizer Fußballspieler
- 1979: Raphaëlle Tervel, französische Handballspielerin
- 1980: Vibeke Skofterud, norwegische Skilangläuferin
- 1980: Jasmin Wagner („Blümchen“), deutsche Pop-Sängerin und Moderatorin
- 1980: Lee Wilkie, schottischer Fußballspieler
- 1981: Michel Abdollahi, deutsch-persischer Künstler
- 1981: Alexander Stevens, deutscher Rechtsanwalt
- 1982: Dario Knežević, kroatischer Fußballspieler
- 1982: Florian Thorwart, deutscher Fußballspieler
- 1983: 7inch, deutscher Musikproduzent
- 1983: Timo Nagy, deutscher Fußballspieler

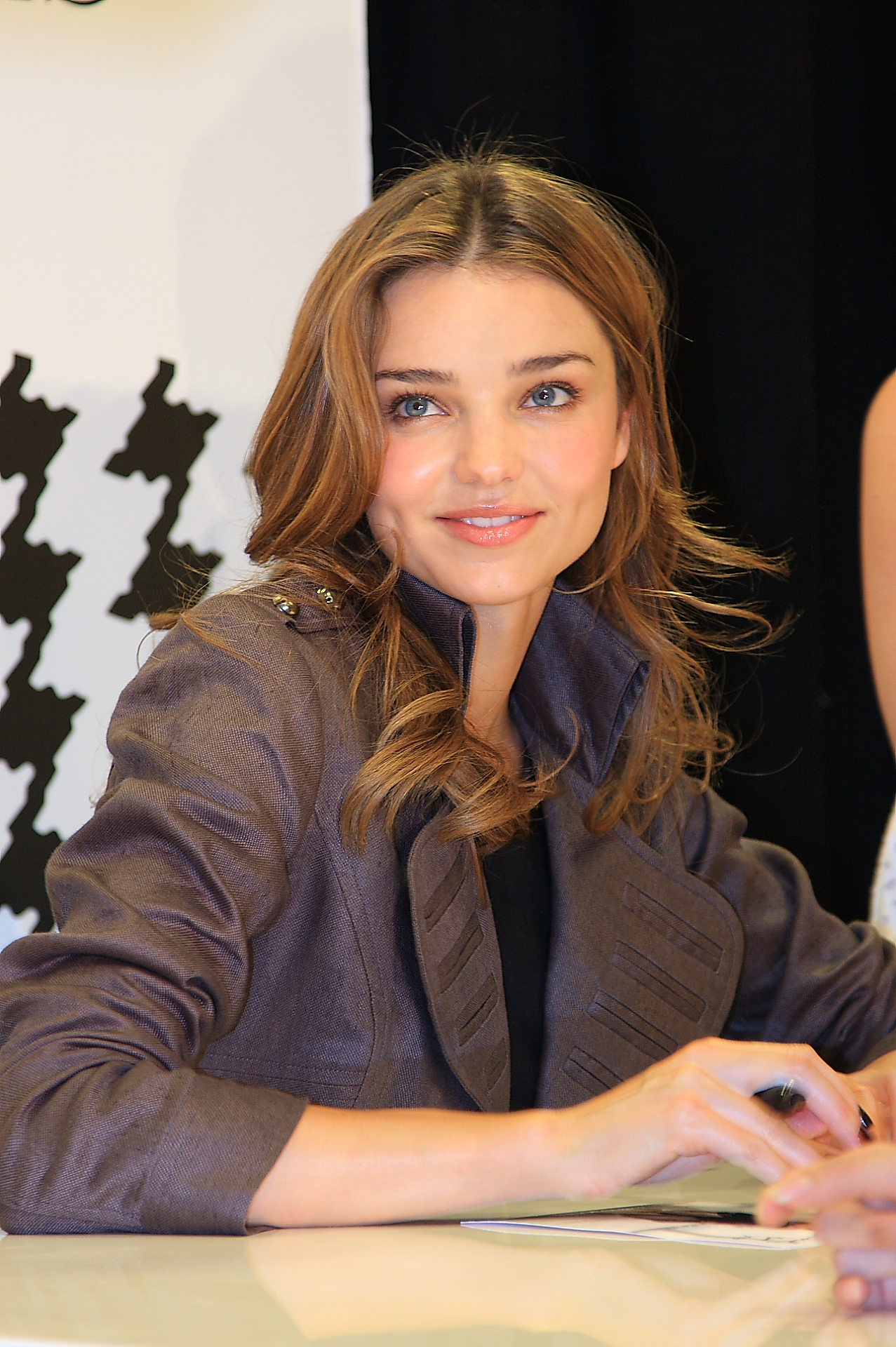
Miranda Kerr (* 1983)

- 1983: Miranda Kerr, australisches Model
- 1983: Max Neukirchner, deutscher Motorradrennfahrer
- 1984: Nelson Évora, portugiesischer Leichtathlet, Olympiasieger
- 1984: Steve Schets, belgischer Radrennfahrer
- 1986: Stefan Frei, Schweizer Fußballtorwart
- 1986: Rikke Poulsen, dänische Handballspielerin
- 1986: Robin Haller, deutscher Handballspieler
- 1987: Laia Alvarez, spanische Schauspielerin und Autorin
- 1987: John Patrick Amedori, US-amerikanischer Schauspieler
- 1987: Hayden Paddon, neuseeländischer Rallyefahrer
- 1987: Sebastian Reinert, deutscher Fußballspieler
- 1987: Anna Rossinelli, Schweizer Singer-Songwriterin
- 1988: Heleen Jaques, belgische Fußballspielerin
- 1988: Kevin Schmidt, deutscher Handballspieler
- 1989: Pierre Thiriet, französischer Automobilrennfahrer
- 1990: Randy Edwini-Bonsu, ghanaisch-kanadischer Fußballspieler
- 1991: Ondřej Kraják, tschechischer Fußballspieler
- 1991: Francesco Monterosso, australischer Fußballspieler
- 1992: Madias Nzesso, kamerunische Gewichtheberin
- 1992: Marcia von Rebay, deutsche Synchronsprecherin
- 1993: Mustafa Amini, australischer Fußballspieler
- 1993: Marvin Fritz, deutscher Motorradrennfahrer, Weltmeister
- 1994: Riccardo Agostini, italienischer Automobilrennfahrer
- 1994: Celeste Boureille, US-amerikanische Fußballspielerin
- 1994: Sophie Debattista, maltesische Schauspielerin
- 1994: Line Kjærsfeldt, dänische Badmintonspielerin
- 1996: Emelie Kundrun, deutsche Schauspielerin

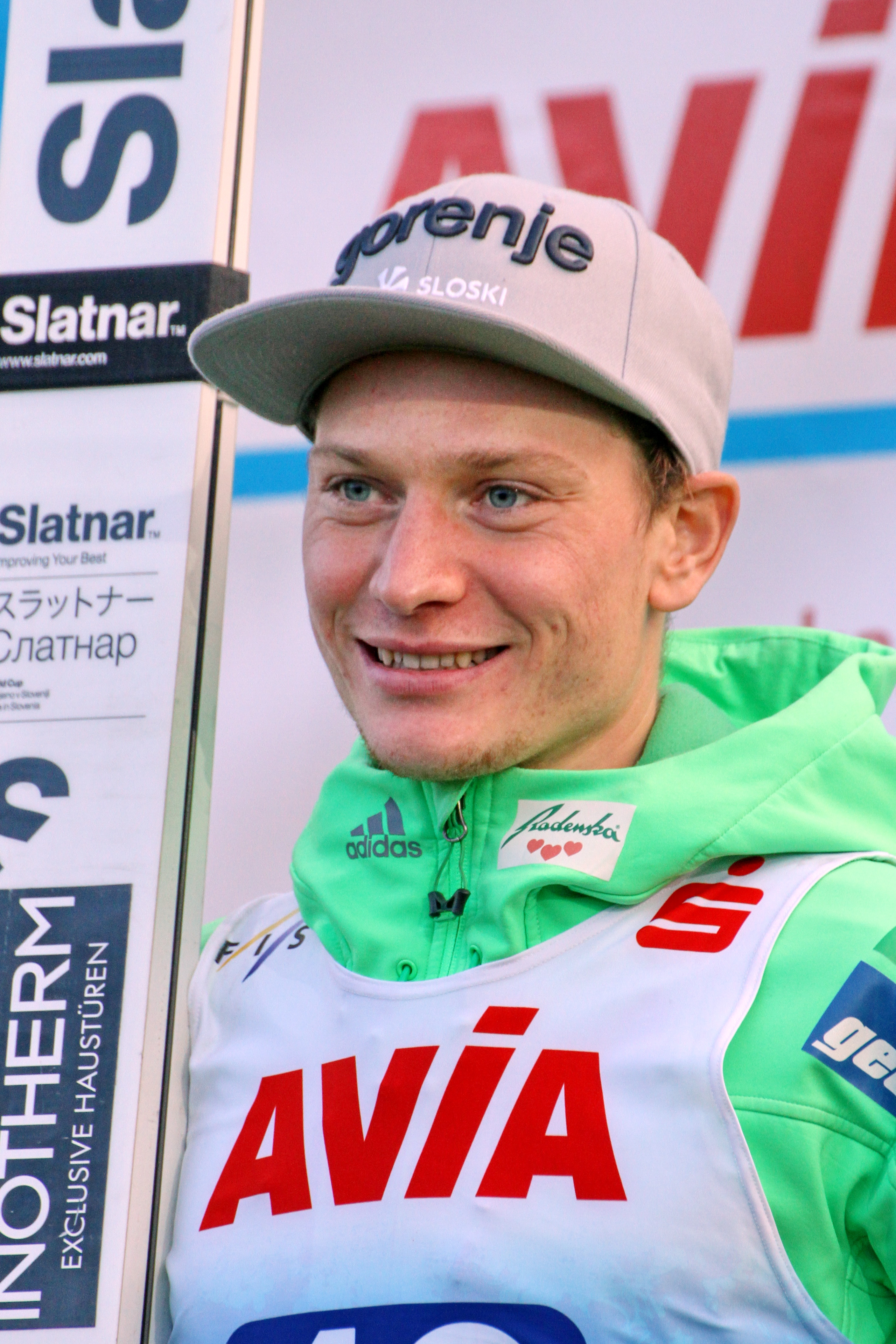
Anže Lanišek (* 1996)

- 1996: Anže Lanišek, slowenischer Skispringer
- 1996: Bastian Meisen, deutscher Skirennläufer
- 1996: Lucca Mesinas, peruanischer Surfer
- 1997: Florian Burmeister, deutscher Handballspieler
- 1997: Annija Sabule, lettische Biathletin
- 1997: Alexander Zverev, deutscher Tennisspieler
- 1998: Dries Vanthoor, belgischer Autorennfahrer
- 1999: Fabio Quartararo, französischer Motorradrennfahrer

### 21. Jahrhundert
- 2001: Sandra Buliņa, lettische Biathletin
- 2003: Stefan Vermaak, südafrikanischer Dartspieler
- 2004: Arttu Heikkinen, finnischer Biathlet
- 2006: Felix Trunz, Schweizer Skispringer

## Gestorben

### Vor dem 16. Jahrhundert
- 0689: Caedwalla, König von Wessex, Mönch
- 1089: Dmitar Zvonimir, König von Kroatien
- 1099: Peter Bartholomäus, französischer Mönch und Mystiker, Teilnehmer des ersten Kreuzzugs
- 1120: Géraud de Salles, Eremit
- 1164: Viktor IV., Gegenpapst zu Papst Alexander III.
- 1176: Richard de Clare, 2. Earl of Pembroke, englischer Heerführer, bekannt als „Strongbow“
- 1188: Hildegunde, Zwillingsschwester der seligen Anna und gilt als Heilige
- 1263: Johann I., Graf von Holstein-Kiel
- 1284: Hōjō Tokimune, japanischer Regent
- 1314: Clemens V., Papst
- 1317: Agnes von Montepulciano, mystische und visionäre Dominikanerinnen-Oberin
- 1319: Irmgard von Kleve, Regentin der Grafschaft Berg
- 1328: Emich von Leiningen, Bischof von Speyer
- 1344: Levi ben Gershon, jüdischer Mathematiker, Philosoph, Astronom und Talmud-Gelehrter
- 1367: Gerhard Chorus, Bürgermeister von Aachen
- 1375: Eleonore von Sizilien, Königin von Aragón
- 1396: Hermann von Höxter, deutscher Mediziner
- 1408: Miran Schah, Sohn Tamerlans und Gouverneur der Timuriden
- 1452: Reinhard III., Graf von Hanau
- 1468: Martin Lupáč, tschechischer Theologe und Diplomat der Hussiten
- 1472: Leon Battista Alberti, italienischer Humanist, Schriftsteller, Mathematiker, Kryptologe und Architekt

### 16. bis 18. Jahrhundert
- 1510: Wilwolt von Schaumberg, deutscher Söldnerführer und Feldherr
- 1517: Bogdan III., Woiwode des Fürstentums Moldau
- 1526: Ibrahim Lodi, letzter Sultan von Delhi

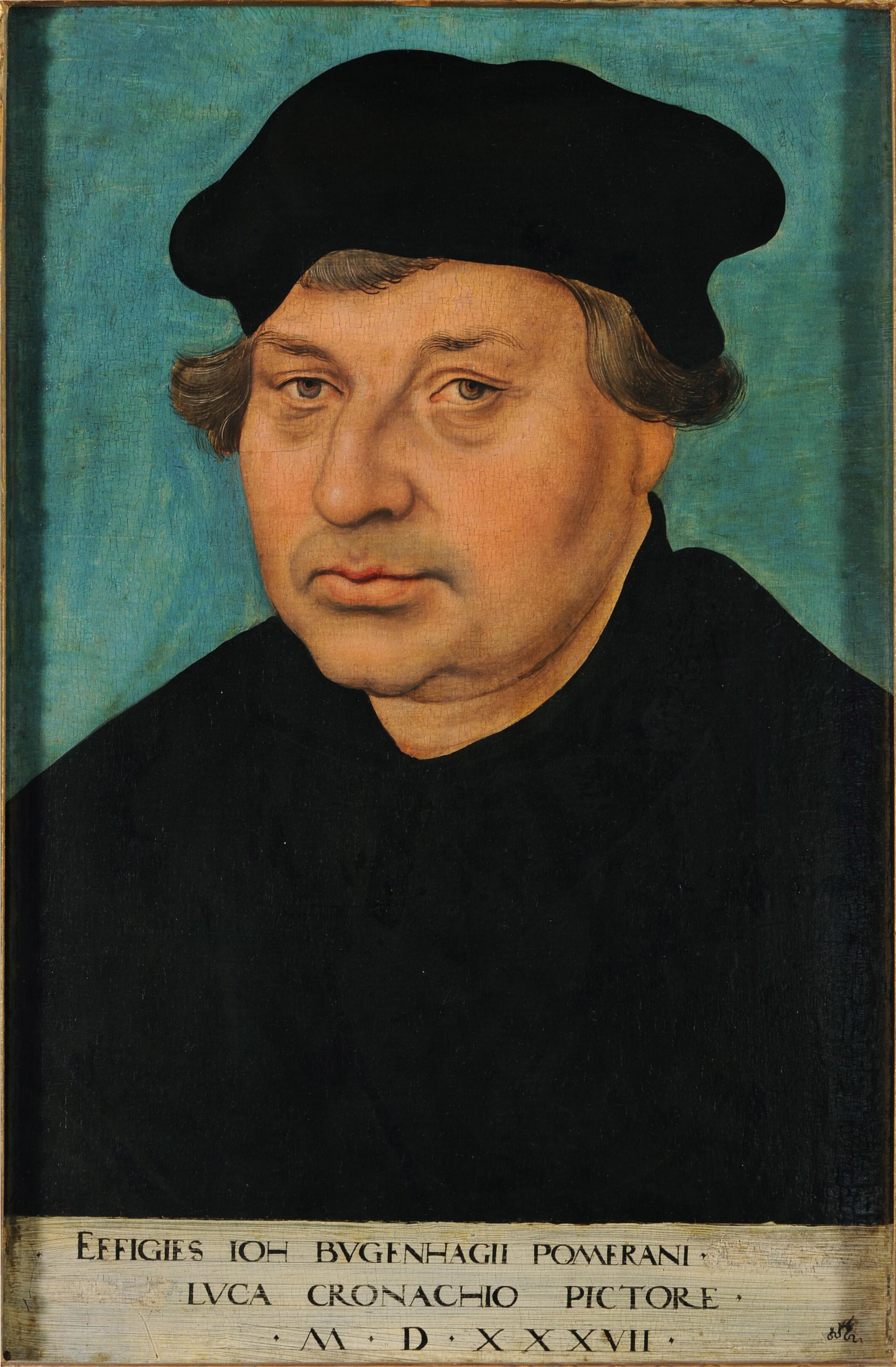
Johannes Bugenhagen († 1558)

- 1558: Johannes Bugenhagen, deutscher Reformator von Pommern und Dänemark
- 1563: Pedro de Soto, spanischer Theologe
- 1578: Mary Grey, englische Adelige, Schwester der Neuntagekönigin Jane Grey
- 1584: John Finch, katholischer Märtyrer aus England
- 1584: Maximilian Mörlin, evangelischer Theologe und Reformator
- 1602: Johann Streitberger, evangelischer Theologe
- 1604: Georg Besserer, evangelischer Theologe
- 1622: Petro Konaschewytsch-Sahaidatschnyj, Ataman der Saporoger Kosaken
- 1627: Peter Ficker, kursächsischer Floßmeister und frühkapitalistischer Unternehmer
- 1643: Christoph Demantius, deutscher Komponist
- 1651: Franz Ludwig von Erlach, Schultheiss von Bern
- 1652: Pietro della Valle, italienischer Reisender und Reiseschriftsteller
- 1660: Anna Elisabeth, Prinzessin von Anhalt-Dessau und Gräfin von Bentheim-Steinfurt
- 1674: Anton von Graffenried, Schultheiss von Bern
- 1676: John Clarke, englischer Arzt, Baptistenprediger und Politiker
- 1677: Mathieu Le Nain, französischer Maler
- 1690: Maria Anna Victoria von Bayern, Dauphine von Frankreich
- 1693: Claudio Coello, spanischer Maler
- 1694: Jacob Chronander, schwedischer Dramatiker, Jurist, Bürgermeister und Gouverneur
- 1694: Johann Balthasar Lauterbach, deutscher Mathematiker, Architekt und herzoglich-braunschweigischer Landbaumeister
- 1704: Agnes Block, niederländische Mennonitin, Mäzenin und Sammlerin
- 1706: Hieronim Augustyn Lubomirski, polnischer Magnat, Politiker und Großhetman der polnischen Krone
- 1707: Johann Christoph Denner, deutscher Instrumentenbauer, gilt als Erfinder der Klarinette
- 1709: Thomas Fredenhagen, Lübecker Kaufmann, Ratsherr und Mäzen
- 1709: Johann Ernst von Thun und Hohenstein, Fürsterzbischof von Salzburg
- 1710: Heinrich Escher, Kaufmann, Diplomat und Bürgermeister von Zürich
- 1713: John Hay, 2. Marquess of Tweeddale, Lordkanzler von Schottland
- 1720: Johann Wolfgang Jäger, deutscher evangelischer Theologe und Kanzler der Universität Tübingen
- 1721: Louis Laguerre, französischer Maler in England
- 1722: Johann Georg Rohr, Glockengießer in Heilbronn

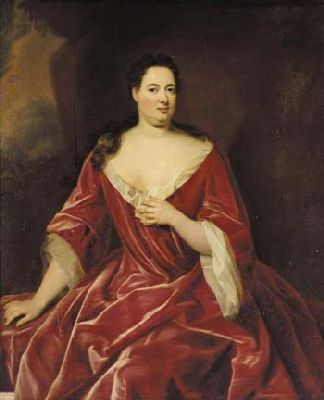
Sophia Charlotte von Platen-Hallermund
(† 1725)

- 1725: Sophia Charlotte von Platen-Hallermund, deutsch-britische Adelige
- 1728: Anton Braun, Mechaniker, Optiker und Hofmathematiker in Wien, Erfinder einer der ersten Rechenmaschinen
- 1741: Wilhelm I. Sölner, Abt des Zisterzienserklosters in Ebrach
- 1743: François Desportes, französischer Maler
- 1751: Gisela Agnes von Anhalt-Köthen, Fürstin von Anhalt-Dessau
- 1752: Johann Franz Capellini von Wickenburg, kurpfälzischer Geheimer Rat und Autor
- 1769: Pontiac, (Kriegs-)Häuptling vom Stamm der Ottawa
- 1776: Friedrich Bernhard Werner, deutscher Ansichtenzeichner und -stecher
- 1786: John Goodricke, englischer Astronom

### 19. Jahrhundert
- 1812: George Clinton, US-amerikanischer Politiker
- 1820: Alessandro Mattei, italienischer Kardinal
- 1821: Franz Carl Achard, deutscher Chemiker, Physiker und Unternehmer
- 1823: Carl Friedrich Faber, deutscher Buch- und Zeitungsverleger sowie Druckereibesitzer
- 1826: Zygmunt Vogel, polnischer Maler, Zeichner und Pädagoge

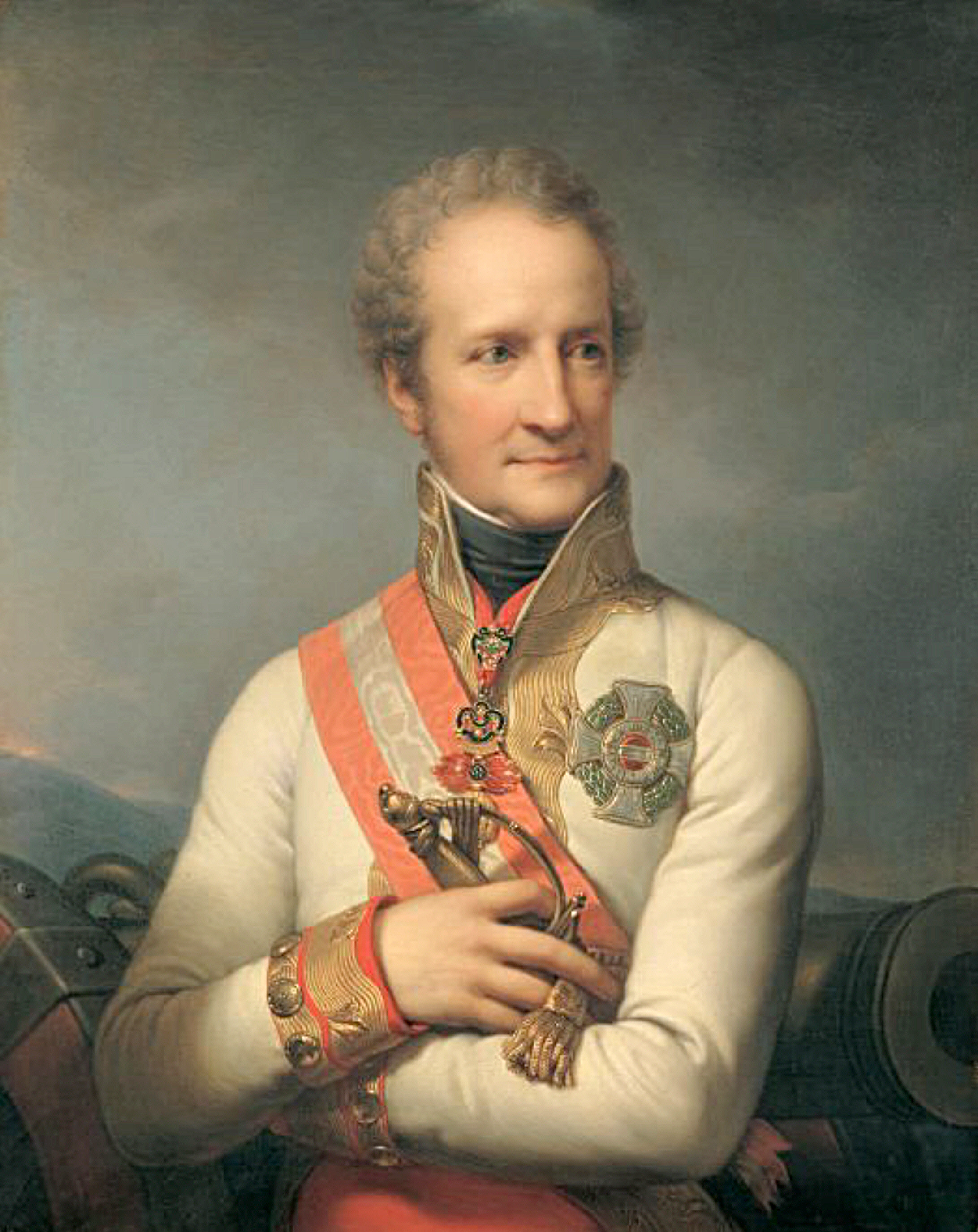
Johann I. Josef († 1836)

- 1836: Johann I. Josef, österreichischer Feldmarschall, Herzog von Troppau und Jägerndorf, Fürst von und zu Liechtenstein
- 1836: Friedrich Wilhelm von Ketelhodt, deutscher Jurist, Diplomat und Kanzler von Schwarzburg-Rudolstadt
- 1837: Reinhard Woltman, deutscher Wasserbauingenieur
- 1842: Gerhard Adolf Aschbach, deutscher Jurist und Politiker
- 1842: Bon-Adrien-Jeannot de Moncey, französischer General und Marschall von Frankreich
- 1848: Friedrich von Gagern, deutscher General
- 1850: Johann Heinrich Cassebeer, Botaniker, Geologe, Politiker und Naturwissenschaftler
- 1855: Franz Reisinger, deutscher Chirurg und Hochschullehrer
- 1855: Karl Johann Jakob Schultheß, Schweizer Maler
- 1869: Carl Loewe, deutscher Musiker und Komponist
- 1873: Henry Bence Jones, englischer Arzt
- 1874: Gustav Blaeser, deutscher Bildhauer
- 1879: Gawriil Konstantinowitsch Aiwasowski, russischer Orientalist
- 1882: Tuiskon Ziller, deutscher Philosoph und Pädagoge
- 1883: Wilhelm Peters, deutscher Naturforscher, Zoologe, Anatom und Entdecker
- 1885: Gustav Nachtigal, deutscher Afrikaforscher
- 1890: John Henry Gurney, englischer Bankier und Amateur-Ornithologe
- 1893: Robert Hartmann, deutscher Mediziner und Ethnologe
- 1894: Franz Oberländer, deutscher Rittergutsbesitzer und Politiker
- 1895: Gustav Hirschfeld, deutscher Archäologe
- 1897ː Franziska Nietzsche, deutsche Pfarrfrau und Mutter Friedrich Nietzsches
- 1899ː Marie Espérance von Schwartz, britische Reiseschriftstellerin, Biografin und Freundin Garibaldis
- 1899: Charles Friedel, französischer Chemiker
- 1900: Johan Fredrik Åbom, schwedischer Architekt

### 20. Jahrhundert

#### 1901–1950

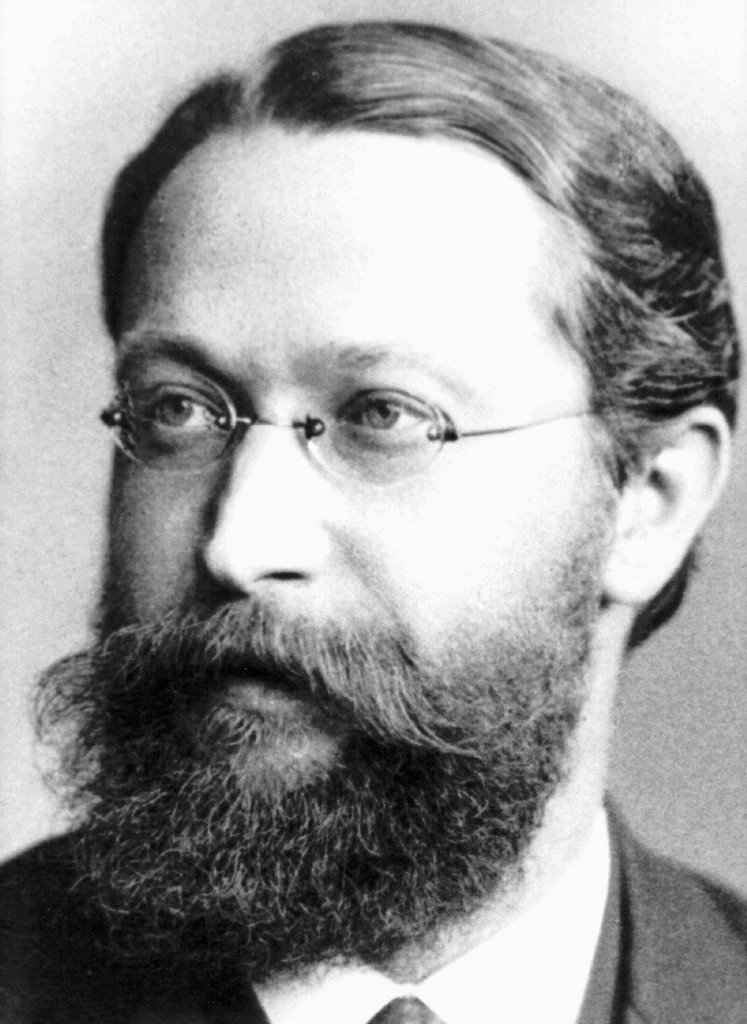
Ferdinand Braun († 1918)

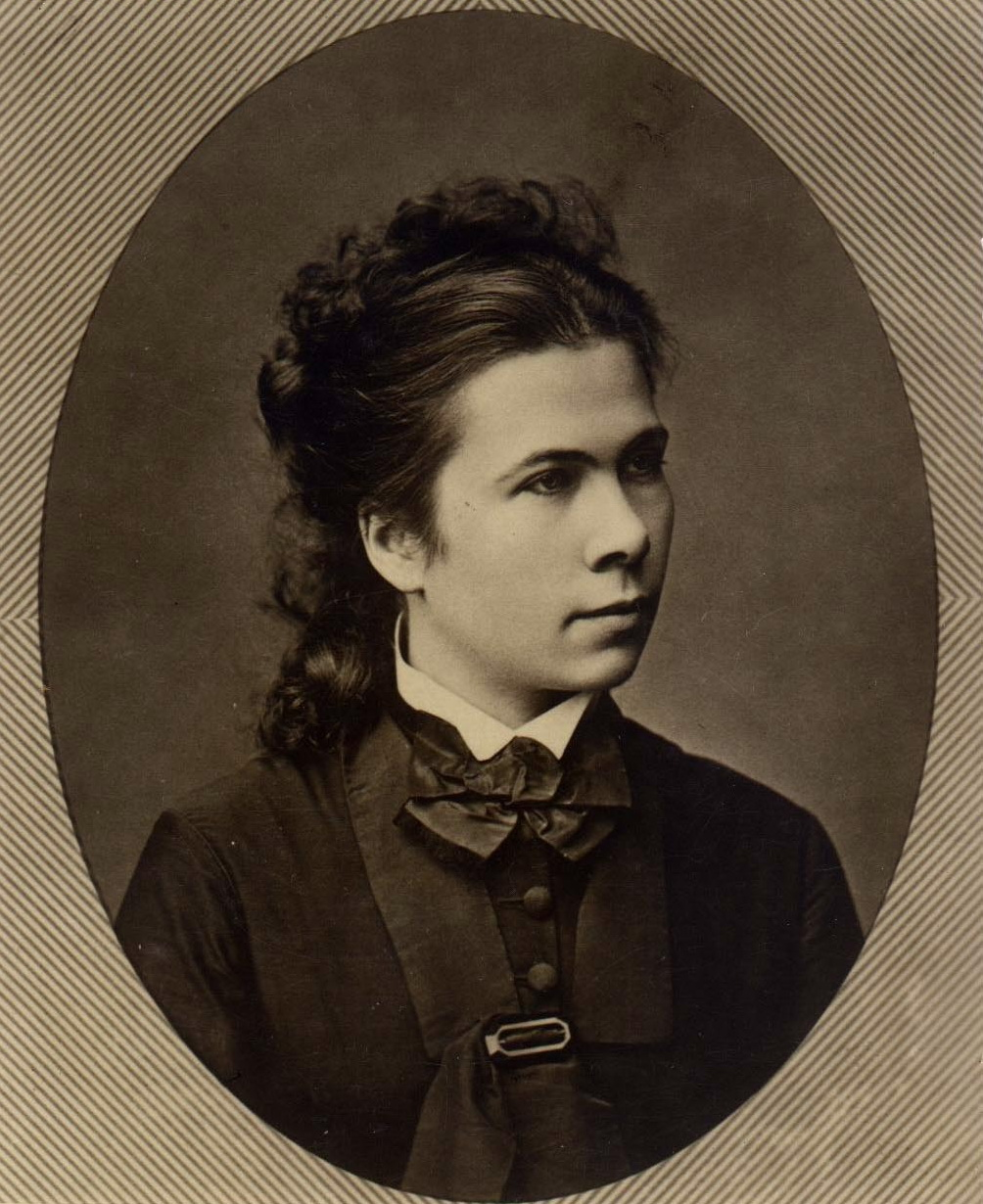
Nadeschda Suslowa († 1918)

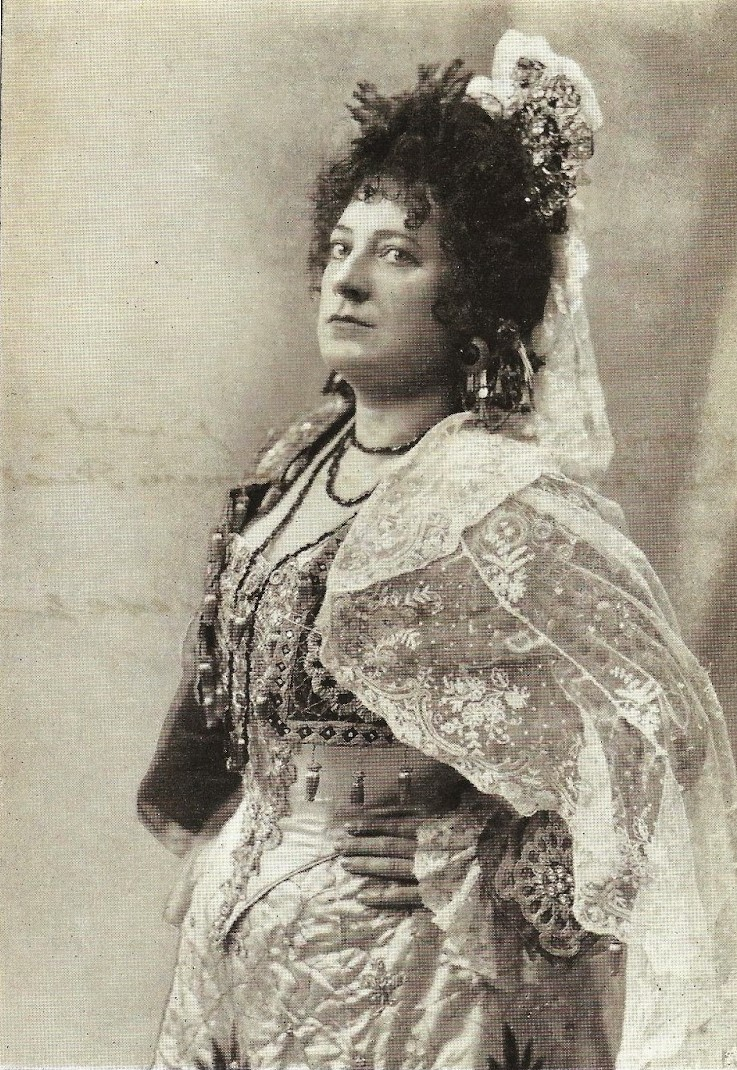
Therese Rothauser als Carmen († 1943)

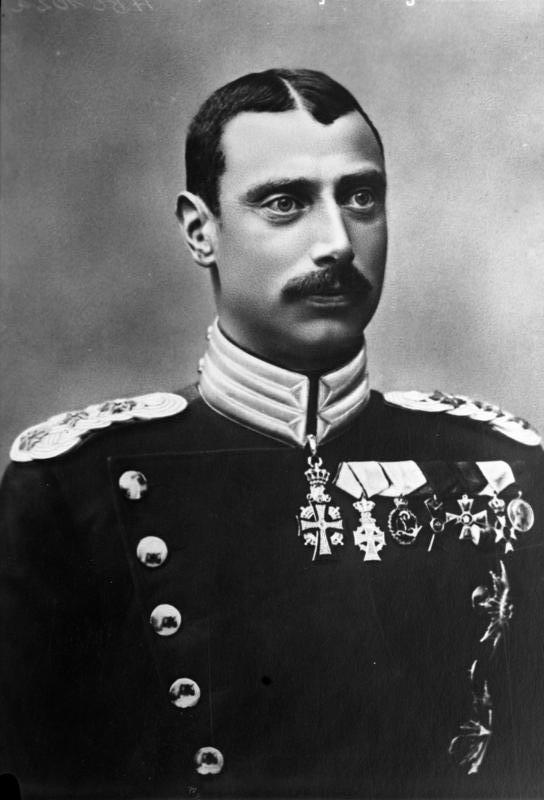
Christian X. († 1947)

- 1905ː Natalie Eschborn, deutsche Theaterschauspielerin und Sängerin (Sopran)
- 1909: Gustav von Arnim, preußischer General
- 1910: Hermann Lenhartz, deutscher Mediziner
- 1911: Georg Schleusner, deutscher evangelischer Geistlicher
- 1912: Pedro Lira, chilenischer Maler
- 1912: Bram Stoker, irischer Schriftsteller
- 1914: Ivar Wickman, schwedischer Mediziner und Polioforscher
- 1918: Alexander Girardi, österreichischer Schauspieler
- 1918: Ferdinand Braun, deutscher Physiker, Elektrotechniker und Fernsehpionier, Nobelpreisträger
- 1918: Hans Breuer, Wandervogel, Herausgeber des Zupfgeigenhansl
- 1918: Nadeschda Prokofjewna Suslowa, russische Ärztin
- 1919: Richard Wilson Austin, US-amerikanischer Politiker
- 1920: Tony Jackson, US-amerikanischer Pianist, Sänger und Komponist
- 1929: Charles Allan Gilbert, US-amerikanischer Maler und Illustrator
- 1929: Heinrich von Preußen, preußischer Prinz und Admiral
- 1930: David Ringger, Schweizer Jurist und Politiker
- 1932: Giuseppe Peano, italienischer Mathematiker
- 1932: Paul Vittorelli, österreichischer Jurist, Richter am österreichischen Verfassungsgerichtshof
- 1933: Friedrich Wilhelm zu Ysenburg und Büdingen, deutscher Standesherr
- 1935: Wilhelm Lattmann, deutscher Politiker
- 1936ː Minna Tobler-Christinger, Schweizer Ärztin, Schriftstellerin und Frauenrechtlerin
- 1937: James Gillett, US-amerikanischer Politiker
- 1937: Gus Hill, US-amerikanischer Vaudevillekünstler und -produzent
- 1937: Virgilio Ranzato, italienischer Komponist
- 1943ː Therese Rothauser, deutsche Sängerin (Alt), Opfer des Holocaust
- 1944: Hans Angerer, österreichischer Gymnasialprofessor, Geologe und Politiker
- 1944: August Huggler, Schweizer Gewerkschaftsfunktionär und Politiker
- 1944: Cabbar Qaryağdıoğlu, aserbaidschanischer Mughamsänger
- 1945: Erwin Bumke, Präsident des Reichsgerichts
- 1945ː Jacqueline Morgenstern, jüdisches Mädchen, Opfer des Holocaust
- 1946: Ernesto Buonaiuti, italienischer Theologe
- 1946: Paul Wirth, sorbischer Slawist und Sprachgeograph
- 1947: Christian X., König von Dänemark und von Island
- 1948ː Minna Krasa, Pionierin der österreichischen Arbeiterinnenbewegung
- 1950: Warwick Deeping, britischer Schriftsteller

#### 1951–2000
- 1951ː Helene Bechstein, deutsche Gönnerin Adolf Hitlers
- 1951: Maeda Yūgure, japanischer Lyriker
- 1953: Radim Drejsl, tschechischer Komponist, Pianist und Dirigent
- 1953: Erich Weinert, deutscher Schriftsteller
- 1958: Adolf Scheibe, deutscher Physiker, Entwickler der Quarzuhr in Deutschland
- 1959: Edward Johnson, kanadischer Sänger und Operndirektor
- 1959ː Elisabeth von Knobelsdorff, Architektin, erste deutsche Diplom-Ingenieurin
- 1959: Arthur Willner, österreichischer Pianist, Komponist und Hochschullehrer
- 1961: Pierre Audiat, französischer Journalist, Romanist und Literaturwissenschaftler
- 1964: August Sander, deutscher Fotograf
- 1965: Dick Wessel, US-amerikanischer Schauspieler
- 1968: Curt Courant,  deutsch-US-amerikanischer Kameramann
- 1968: Rudolph Dirks, deutsch-US-amerikanischer Comicpionier
- 1969: Benny Benjamin, US-amerikanischer Session-Schlagzeuger
- 1969: Maria Langer-Schöller, deutsche Malerin
- 1970: Ludwig Herbert Gustav Emil Arnsperger, deutscher Chirurg

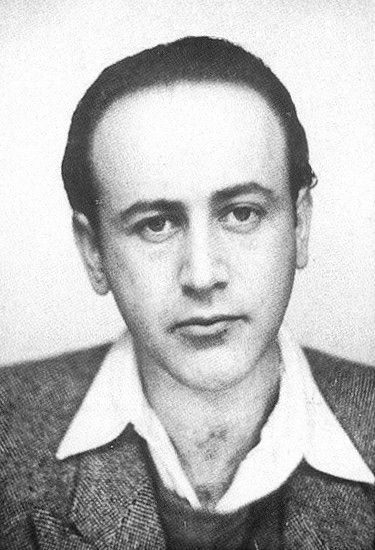
Paul Celan († 1970)

- 1970: Paul Celan, deutschsprachiger Lyriker
- 1971: Alberto Magnelli, Künstler
- 1972: Jorge Mistral, spanischer Schauspieler und Filmregisseur
- 1973: Robert Armstrong, US-amerikanischer Schauspieler
- 1973: Elisabeth Hauptmann, deutsche Schriftstellerin
- 1974: Richard Huelsenbeck, deutscher Schriftsteller
- 1977: István Déván, ungarischer Leichtathlet und Wintersportler
- 1978: Ferdinand Peroutka, tschechischer Schriftsteller, Dramaturg und Publizist
- 1979: Giuseppe Accattino, italienischer Filmregisseur, Drehbuchautor und Produzent
- 1980: Helmut Käutner, deutscher Regisseur

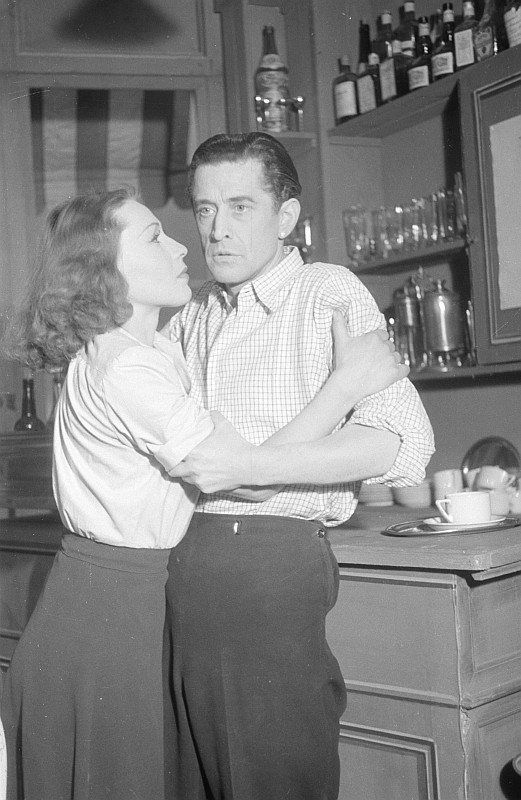
Hans Söhnker († 1981)

- 1981: Hans Söhnker, deutscher Schauspieler
- 1982: Friedrich-Wilhelm Goldenbogen, deutscher Kommunalpolitiker
- 1983: Horst Wolfram Geißler, deutscher Schriftsteller
- 1983: Walther Nehring, deutscher General, Mitbegründer der deutschen Panzerwaffe
- 1984: Otto Arosemena, ecuadorianischer Politiker und Anwalt, Staatspräsident
- 1984: Karl Hipfinger, österreichischer Gewichtheber
- 1985: Rudolf Gnägi, Schweizer Politiker
- 1986: Alexei Nikolajewitsch Arbusow, russischer Dramatiker
- 1989: Antanas Gudaitis, litauischer Maler und Grafiker

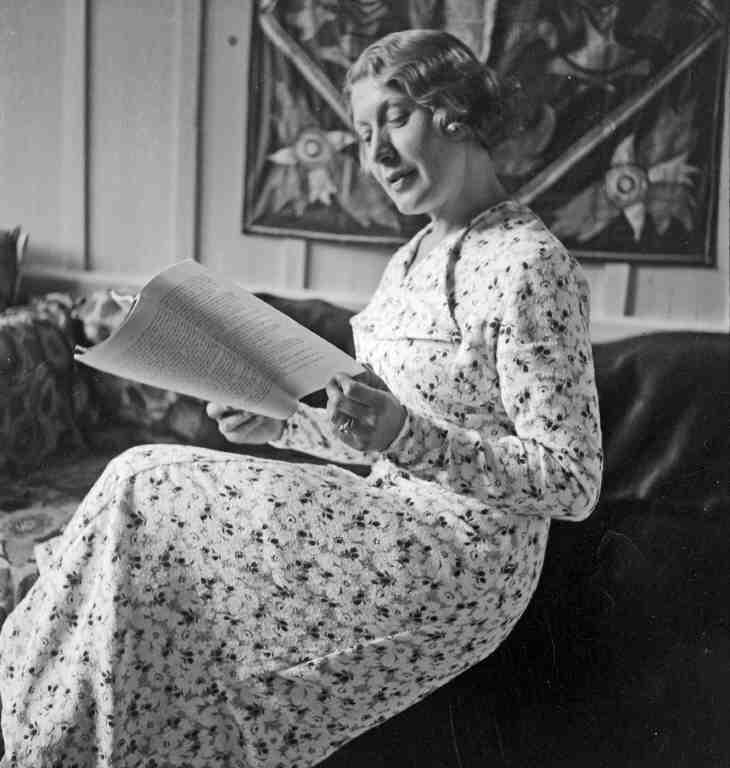
Hedda Koppé († 1990)

- 1990: Hedda Koppé, Schweizer Schauspielerin
- 1990: Horst Sindermann, deutscher Politiker
- 1991: Don Siegel, US-amerikanischer Regisseur
- 1991: Emmanuel Kiwanuka Nsubuga, Erzbischof von Kampala und Kardinal
- 1991: Rudolf Heberle, deutscher Soziologe
- 1991: Seán Ó Faoláin, irischer Schriftsteller
- 1991: Steve Marriott, britischer Rockmusiker
- 1992: Lee Abrams, US-amerikanischer Jazz-Schlagzeuger
- 1992: Benny Hill, britischer Komiker
- 1992: Marjorie Gestring, US-amerikanische Wasserspringerin
- 1993: Evelyne Hall, US-amerikanische Leichtathletin
- 1993: Friedrich Opferkuh, österreichischer Steinmetzmeister und Bildhauer
- 1993: Cantinflas, mexikanischer Schauspieler, Sänger, Komiker und Produzent
- 1994: Jean Carmet, französischer Schauspieler
- 1995: Milovan Đilas, jugoslawischer Politiker, Schriftsteller und Dissident
- 1997: Otto Wilhelm von Vacano, deutscher Archäologe
- 1999: Ella Auerbach, deutschen Juristin
- 1999: Rick Rude, US-amerikanischer Wrestler
- 2000: Willy Harlander, bayerischer Volks- und Fernsehschauspieler
- 2000: Eugene Hartzell, US-amerikanischer Komponist

### 21. Jahrhundert
- 2001: Irène Joachim, französische Sopranistin
- 2001: Giuseppe Sinopoli, italienischer Dirigent
- 2002: Vlastimil Brodský, tschechischer Schauspieler

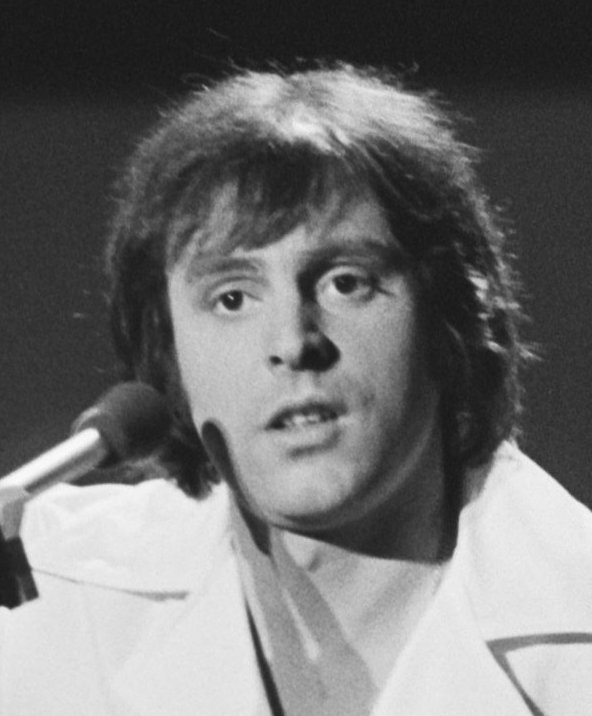
Pierre Rapsat († 2002)

- 2002: Pierre Rapsat, belgischer Sänger
- 2003: Bernard Katz, britischer Biophysiker, Nobelpreisträger
- 2003: Cole Weston, US-amerikanischer Photograph
- 2003: Wolle Kriwanek, deutscher Sänger
- 2003: Daijirō Katō, japanischer Motorradrennfahrer
- 2006: Martin Amelung, deutscher Jurist und Strafverteidiger

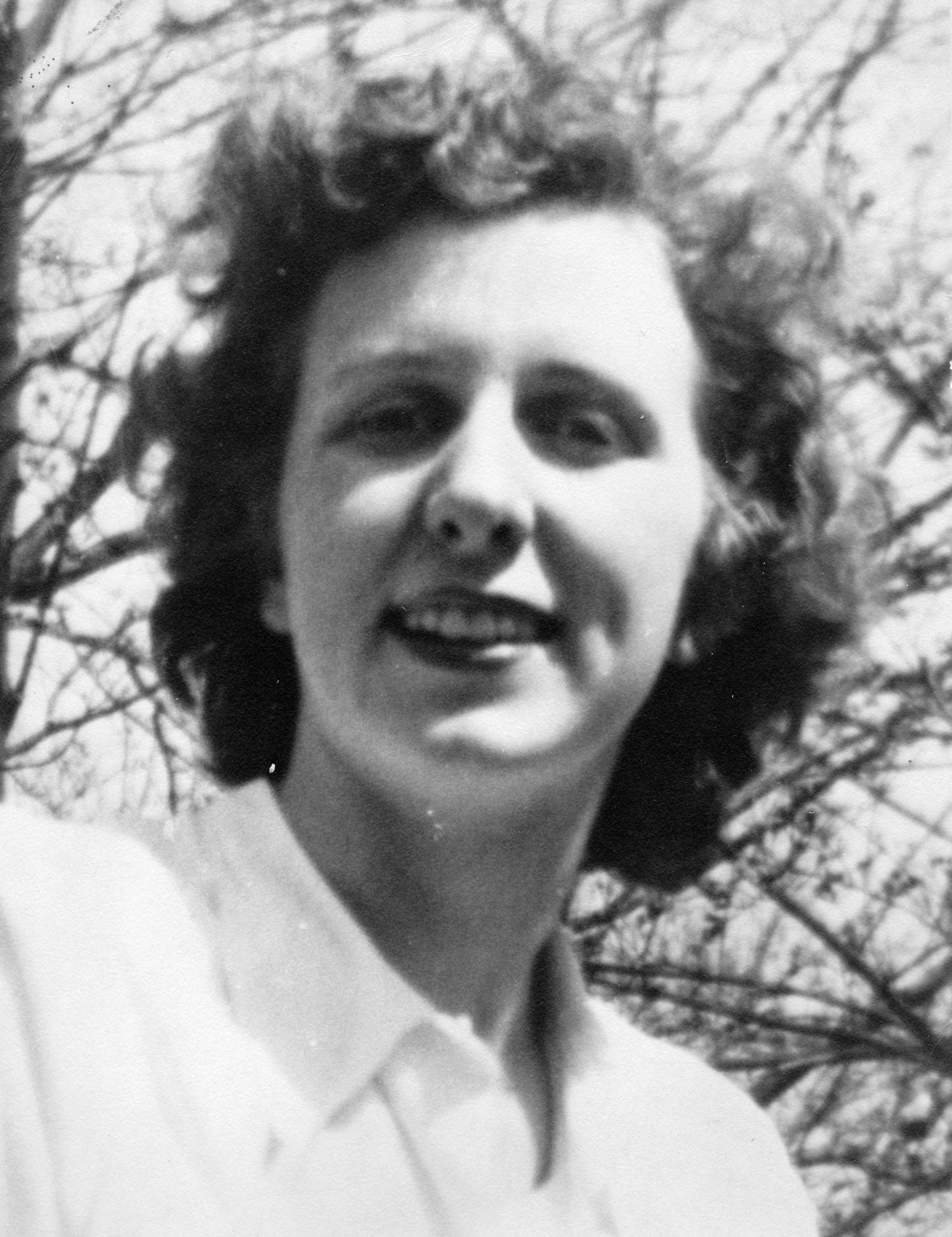
Kathleen Antonelli († 2006)

- 2006: Kathleen Antonelli, US-amerikanische Programmiererin
- 2006: Maurice de Gandillac, französischer Philosoph
- 2006: Wolfgang Unzicker, deutscher Schachspieler
- 2007: Andrew Hill, US-amerikanischer Jazzpianist und -komponist
- 2008: Rudolf Agsten, deutscher Politiker
- 2008: Bebe Barron, US-amerikanische Filmkomponistin
- 2008: Frank Michael Beyer, deutscher Komponist
- 2008: Jiří Kalach, tschechischer Komponist

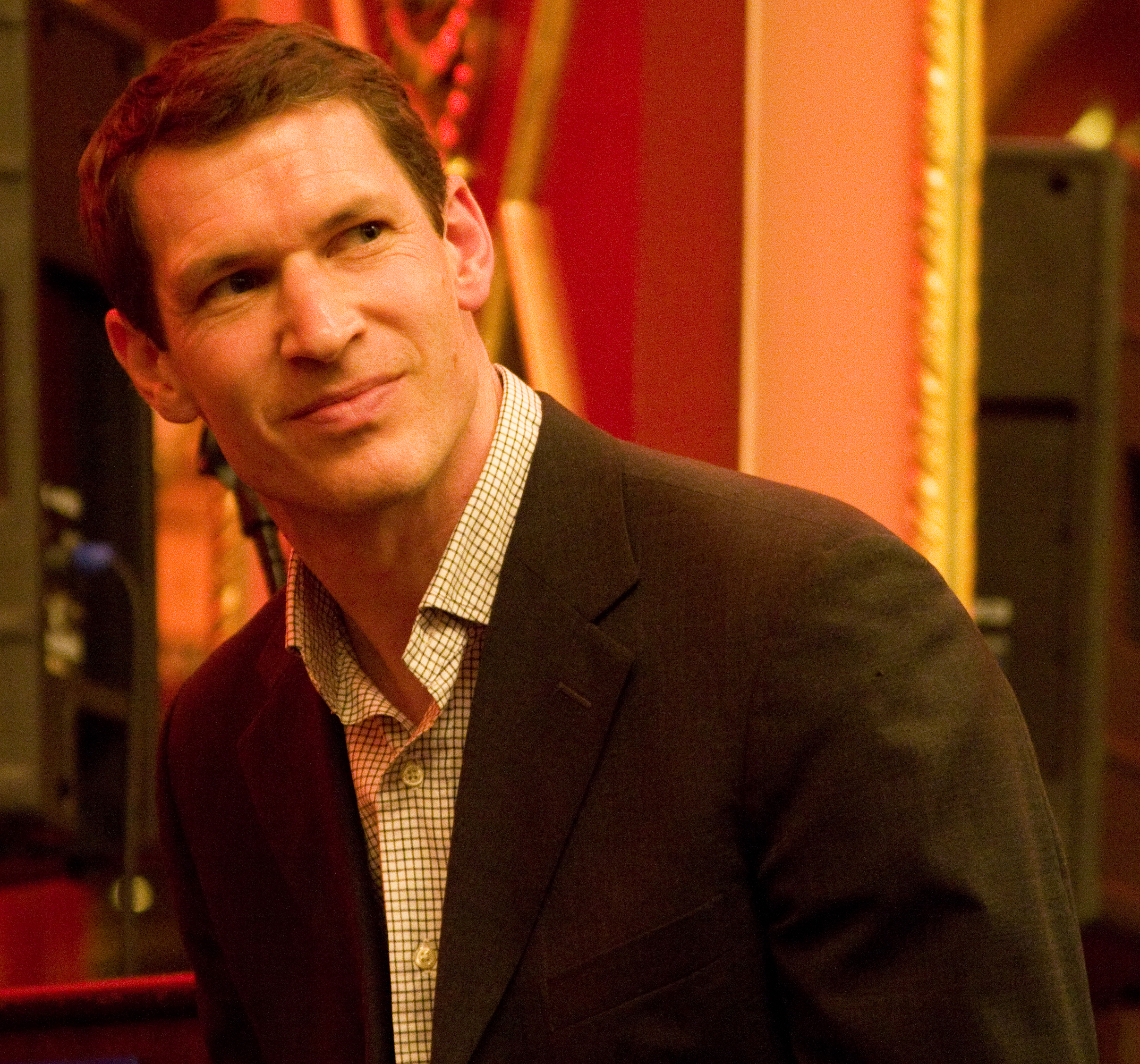
Tim Hetherington († 2011)

- 2011: Tim Hetherington, britischer Fotojournalist und Dokumentarfilmer
- 2011: Chris Hondros, US-amerikanischer Fotojournalist
- 2011ː Halina Skibniewska, polnische Architektin, Hochschullehrerin und Politikerin
- 2011: Antonio Tauriello, argentinischer Komponist, Dirigent und Pianist
- 2012: Jack Ashley, Baron Ashley of Stoke, britischer Politiker
- 2012: Mario Arturo Acosta Chaparro Escápite, mexikanischer Brigadegeneral
- 2012: Peter Carsten, deutscher Schauspieler
- 2012: George Cowan, US-amerikanischer Chemiker, Philanthrop und Unternehmer
- 2012: Leandra Overmann, jugoslawisch-serbische Opern-, Lied-, Konzert- und Oratoriensängerin
- 2013: Friedrich Nürnberger, deutscher Dermatologe
- 2013: Artie „Blues Boy“ White, US-amerikanischer Soul- und Blues-Sänger
- 2014: Forrest Westbrook, US-amerikanischer Jazzpianist
- 2014: Mithat Bayrak, türkischer Ringer, zweifacher Olympiasieger
- 2014: Rubin Carter, US-amerikanischer Boxer und Bürgerrechtler
- 2014: Helga Labudda, deutsche Schauspielerin
- 2015: Werner Zimmer, deutscher Hörfunk- und Fernsehmoderator
- 2016: Chyna, US-amerikanische Wrestlerin und Darstellerin
- 2016: Guy Hamilton, britischer Filmregisseur
- 2017: Magdalena Abakanowicz, polnische bildende Künstlerin

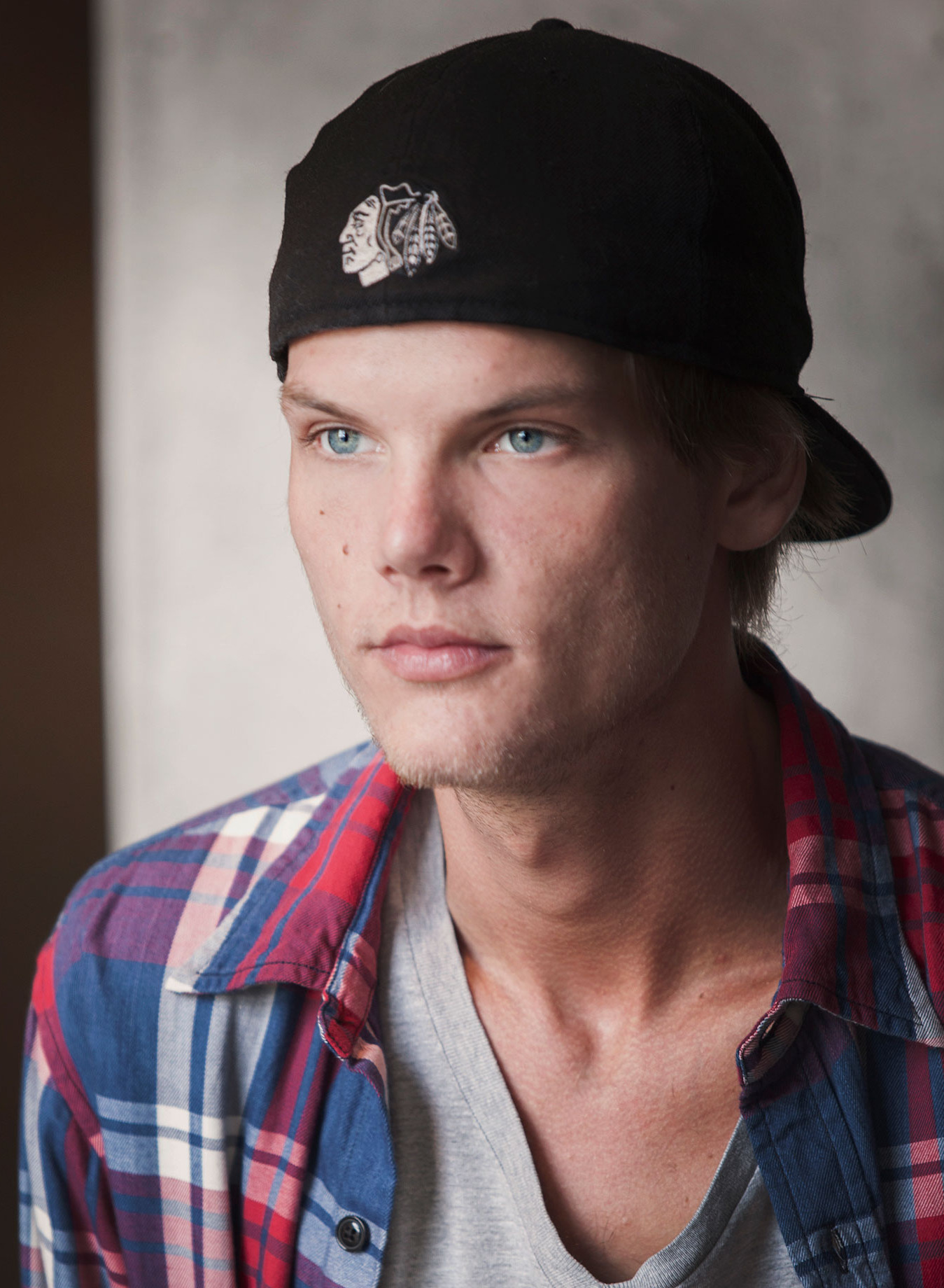
Avicii († 2018)

- 2018: Avicii, schwedischer DJ, Remixer und Musikproduzent
- 2019: Martin Böttcher, deutscher Filmkomponist
- 2019: Karl Grob, Schweizer Fußballspieler
- 2019: Monir Shahroudy Farmanfarmaian, iranische Künstlerin
- 2019: Atli Heimir Sveinsson, isländischer Komponist und Dirigent
- 2020: Hein Bollow, deutscher Jockey und Galopptrainer
- 2021: Rex Aubrey, australischer Schwimmer
- 2021: George Dancis, australischer Basketballspieler
- 2021: Idriss Déby, tschadischer Politiker, Staatspräsident
- 2021: Les McKeown, schottischer Sänger (Bay City Rollers)
- 2021: Willi Herren, deutscher Schauspieler und Sänger
- 2022: Gino Burrini, italienischer Skirennläufer
- 2022: Frederick Denman, US-amerikanischer Moderner Fünfkämpfer
- 2022: Antonín Kachlík, tschechoslowakischer Regisseur und Drehbuchautor
- 2022: Erwina Ryś-Ferens, polnische Eisschnellläuferin
- 2023: Salma Khadra Jayyusi, palästinensische Autorin
- 2023: Nadia Nashir-Karim, Mitbegründerin und Vorsitzende des Afghanischen Frauenvereins e. V. in Hamburg
- 2024: Andrew Davis, britischer Dirigent
- 2024: Gediminas Kirkilas, litauischer Politiker, Minister, Premierminister
- 2024: Doreen Massey, Baroness Massey of Darwen, britische Politikerin, Humanistin, Mitglied der Labour Party und Mitglied des House of Lords

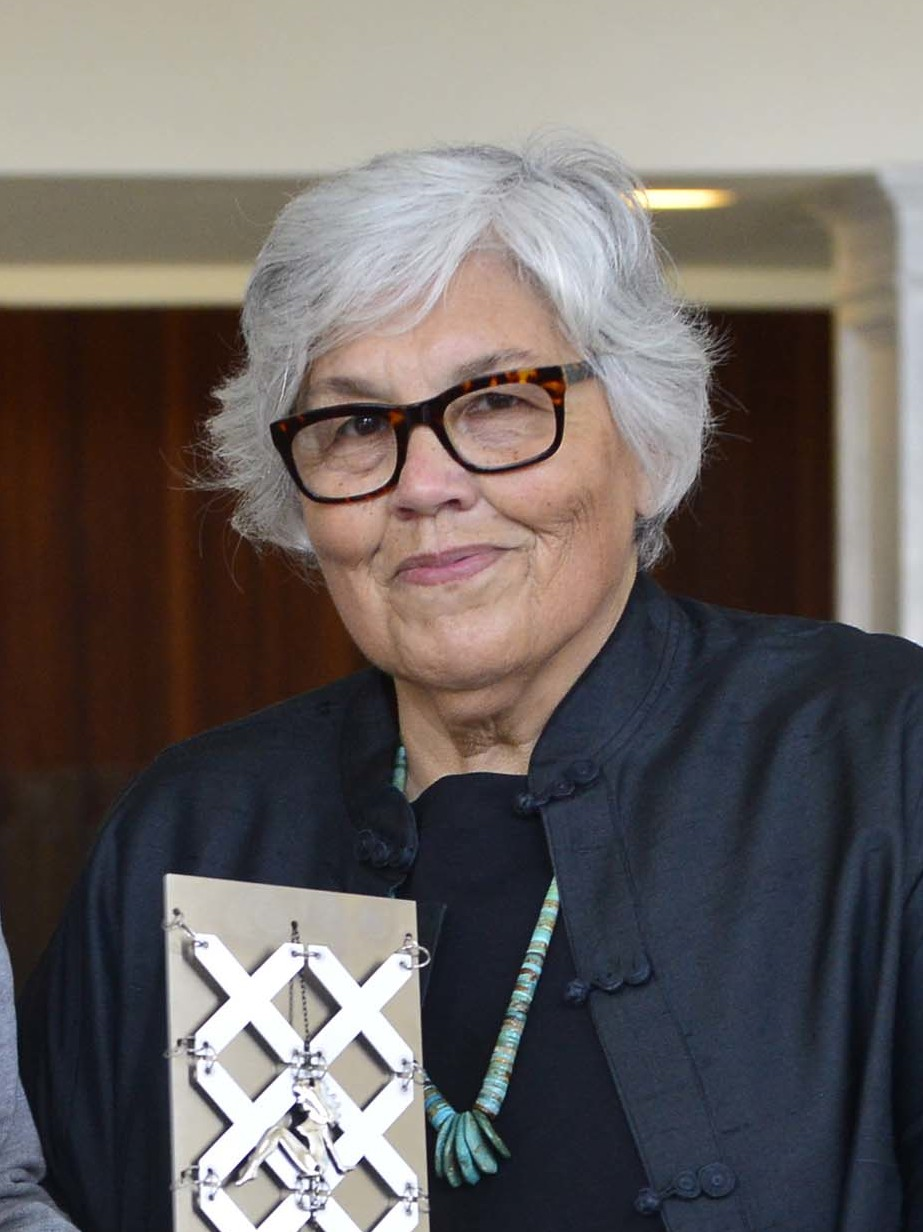
Lourdes Portillo († 2024)

- 2024: Lourdes Portillo, US-amerikanische Filmproduzentin, Regisseurin und Drehbuchautorin
- 2025ː Kristin Feireiss, deutsche Kuratorin
- 2025ː Marija Timofejewna Schubina, sowjetische Kanutin

## Feier- und Gedenktage
- Kirchliche Gedenktage
  - Johannes Bugenhagen, deutscher Reformator (evangelisch: EKD und LCMS)
  - Hl. Hildegunde, deutsche Novizin (katholisch)
- Gegenkultur
  - 4/20 „Internationaler Kiffertag“

Weitere Einträge enthält die Liste von Gedenk- und Aktionstagen.